# Stammliste des Hauses Wettin
Die Stammliste des Hauses Wettin bietet eine genealogische Übersicht über die in der Wikipedia vertretenen Personen aus sämtlichen Linien dieses deutschen, seit dem 19. Jahrhundert europaweit verbreiteten Hochadelsgeschlechts.
Zunächst bildet sie die familiären Zusammenhänge dreier möglicher Abstammungstheorien Dietrichs I. ab, des ersten wissenschaftlich nachweisbaren Ahnherrn (10. Jahrhundert). Die anschließende eigentliche Stammliste gliedert sich hierarchisch nach den Linien der Wettiner. Die Hauptlinie zerfiel bei der Leipziger Teilung 1485 in Ernestiner und Albertiner. Während Letztere bis auf die vorübergehenden Sekundogenituren Sachsen-Merseburg, Sachsen-Weißenfels und Sachsen-Zeitz im 17. und 18. Jahrhundert keine nennenswerten legitimen Nebenlinien hervorbrachten und bis 1918 die Regenten im Königreich Sachsen stellten, zersplitterten Erstere, so dass sie zeitgleich bis zu zehn verschiedene Ernestinische Herzogtümer regierten. Nachhaltige Bedeutung in Deutschland erlangten dabei die fünf ernestinischen Linien Haus Sachsen-Weimar, Haus Sachsen-Meiningen, Haus Sachsen-Gotha-Altenburg, Haus Sachsen-Altenburg sowie Haus Sachsen-Coburg und Gotha. Letzteres bekam ab dem frühen 19. Jahrhundert auch internationale Relevanz, indem mehrere Angehörige auf ausländische Throne gelangten und dort ihrerseits eigene Nebenlinien begründeten. Aus der britischen Linie entstand durch Umbenennung 1917 das Haus Windsor, die in Ungarn reich begüterte katholische Linie Sachsen-Coburg-Koháry stellte die Könige von Portugal und die Zaren von Bulgarien. Zudem sind sämtliche Könige der Belgier im Mannesstamm Wettiner.
Infolge von Heiraten jeweils mindestens zwanzigfach verschwägert ist das Haus Wettin mit den Häusern Hohenzollern (Preußen, Sigmaringen, Ansbach, Bayreuth), Oldenburg (Dänemark, Schleswig-Holstein, Oldenburg, Russland) und Hessen sowie mit den Welfen (Braunschweig, Hannover, Großbritannien) und den Askaniern (Brandenburg, Sachsen-Wittenberg, Sachsen-Lauenburg, Anhalt). Mindestens je zehn eheliche Verbindungen gab es zudem mit den Häusern Wittelsbach (Pfalz, Bayern), Habsburg-Lothringen (Österreich), Bourbon (Frankreich, Spanien, Parma), Mecklenburg, Württemberg, Reuß und Schwarzburg. Darüber hinaus kam es zu rund 30 hausinternen Heiraten zwischen Angehörigen verschiedener Linien der Wettiner.

## Mögliche Abstammung Dietrichs I.
Erste Theorie (Abstammung von Burchard von Thüringen)
1. Burchard († 908), Markgraf und Herzog der Thüringer, Markgraf der Sorbischen Mark
  1. Burchard, Graf im Husitingau, ⚭ N.N., Tochter von Konrad dem Älteren († 906), hessischer Gaugraf (Konradiner)
    1. Dedi I. († 957), Graf im Hassegau, ⚭ N.N., Tochter von Friedrich II., Graf im Harzgau
      1. Dedi († 982)
      2. Burchard IV. († 982), Graf im Hasse- und Liesgau (mögliche Nachfahren siehe Stammliste von Goseck)
      3. Dietrich I. († 982)

  2. Bardo, Graf im Husitingau

Zweite Theorie (Abstammung vom rätischen Adelsgeschlecht der Burchardinger)
1. Burchard I. (855/860–911), Markgraf von Rätien, Graf im Thurgau und der Baar, Herzog von Schwaben
  1. Burchard II. (883/884–926), Markgraf von Rätien, Herzog von Schwaben, ⚭ 904 Regelinda (um 888 – nach 959), wohl Tochter von Burkhard von Worms (Robertiner)
    1. Gisela (um 905–923/925), Äbtissin von Waldkirch, ⚭ Hermann († nach 954), Graf im Pfullichgau
    2. Hicha (um 905–950), ⚭ Werner V. (um 899 – um 935), Graf im Nahegau
    3. Berta (um 907–961), ⚭ (I) 922 Rudolf II. († 11. Juli 937), König von Hochburgund seit 912, König von Italien 920–926, König von Niederburgund seit 933; ⚭ (II) 938 Hugo der Böse († 947), Graf von Arles und Vienne, seit 926 König von Italien
    4. Burchard III. (um 915–973) Herzog von Schwaben seit 954, ⚭ (I) Wieltrud (Immedinger), urkundlich nicht bezeugt; ⚭ (II) 954 Hadwig († 994), Tochter von Heinrich I. (919/922–955), Herzog von Baiern (Liudolfinger)
      1. (I) Bertha, ⚭ Waldred (Immedinger)
      2. (I) Dietrich I. († 982)
      3. (I) Burchard IV. († 982), Graf im Hasse- und Liesgau (mögliche Nachfahren siehe Stammliste von Goseck)
      4. (I) Hermann
      5. (I) Hamelrich

    5. Adalrich († 973), Mönch im Kloster Einsiedeln

  2. Udalrich von Schwaben (* 884/885)

Dritte Theorie (Abstammung von den Harzgaugrafen)
1. Friedrich I., Graf im Harzgau
  1. Friedrich II., Graf im Harzgau
    1. Rikbert
    2. Volkmar I. († vor 961), Graf im Harzgau
      1. Friedrich III., Graf im Harzgau
        1. Volkmar II. († 1015), Graf im Harzgau

      2. Dietrich I. († 982)
      3. Frederuna, ⚭ Brun († 978), Graf von Arneburg
      4. Rikdag († 985/986), Markgraf von Meißen
        1. Gerburga (vor 985–1022), Äbtissin von Quedlinburg
        2. N.N. (* vor 985), ⚭ Bolesław (965/967–1025), Kronprinz und nachmaliger König von Polen (Piasten)
        3. Karl (vor 985–1014), Graf im Schwabengau

      5. Eilsuit († nach 985), Äbtissin von Gerbstedt

## Wettiner von Dietrich I. bis Heinrich III.
1. Dietrich I. († 982), ältester gesicherter (wissenschaftlich nachweisbarer) Ahnherr der Wettiner; → Eventuelle Vorfahren siehe oben, Mögliche Abstammung Dietrichs I.
  1. Dedo I. (960–1009), Graf von Wettin, Graf im nördlichen Hassegau, ⚭ vor 986 Thiedburga, Tochter von Dietrich († 985), Markgraf der Nordmark (Adelsgeschlecht Haldensleben)
    1. Dietrich I. (um 990–1034), Markgraf der Lausitz, ⚭ Mathilde (um 997 – um 1030), Tochter von Ekkehard I. (um 960–1002), Markgraf von Meißen (Ekkehardiner)
      1. Dedo I. (um 1010–1075), Markgraf der Lausitz, ⚭ I um 1039 Oda (um 1015 – vor 1068), Tochter von Thietmar († 1030), Markgraf der Lausitz, Graf im Schwaben- und Nordthüringgau; ⚭ II um 1068 Adela (um 1040–1083), Tochter von Lambert II. († 1054), Graf von Löwen (Reginare)
        1. (I) Dedo II. (um 1040–1069), Markgraf der Lausitz
        2. (I) Adelheid (um 1040–1071), ⚭ 1060 Ernst (um 1020–1075), Markgraf von Österreich (vgl. Stammliste der Babenberger)
        3. (I) Agnes, ⚭ Friedrich, Graf aus Sachsen
        4. (II) Konrad († 1070)
        5. (II) Heinrich I. (um 1070–1103), ab 1089 Markgraf von Meißen, ⚭ 1102 Gertrud die Jüngere (um 1060–1117), Tochter von Ekbert I. (um 1036–1068), Markgraf von Meißen (Brunonen)
          1. Heinrich II. (1103–1123), Markgraf von Meißen und der Lausitz, ⚭ Adelheid, Tochter von Lothar Udo III. (um 1070–1106), Markgraf der Nordmark (vgl. Stammliste der Udonen)

      2. Friedrich I. (um 1020–1084), Bischof von Münster
      3. Gero (um 1020–1089), Graf von Brehna, ⚭ Bertha (um 1020 – vor 1089), Tochter von Sizzo II. († 1075), Graf von Schwarzburg (Sizzonen)
        1. Dietrich († vor 1116), Graf von Brehna, ⚭ Gerburga
        2. Wilhelm († vor 1116), Graf von Camburg, ⚭ Gepa von Seeburg
          1. Bertha (um 1075 – vor 1152), ⚭ Wichmann I. (vor 1067 – um 1115), Graf von Seeburg

        3. Günther I. (um 1045–1090), Bischof von Naumburg
        4. Willa, Äbtissin von Gerbstedt
        5. Thiedburga, Pröpstin von Gernrode

      4. Thimo (um 1034 – um 1101), gen. der Tapfere, Graf von Wettin, ⚭ Ida (um 1050/60 – nach 1100), Tochter von Otto (um 1020–1083), Graf von Northeim, Herzog von Baiern
        1. Dedo IV. (um 1090–1124), Graf von Wettin, ⚭ Bertha (um 1090–1144), Tochter von Wiprecht (um 1050–1124), Graf von Groitzsch, Markgraf von Meißen und der Lausitz
          1. Mathilde, ⚭ Rapoto (1122 – nach 1172), Graf von Abenberg, Bamberger Hochstiftsvogt (Adelsgeschlecht Abenberg)

        2. Konrad I. (1098–1157), gen. der Große, Markgraf von Meißen und der Ostmark, Graf von Brehna, ⚭ um 1120 Luitgard (um 1100–1145), Tochter von Adalbert († um 1121), Graf von Ravenstein und Elchingen
          1. Heinrich († jung)
          2. Otto (1125–1190), gen. der Reiche, Markgraf von Meißen, ⚭ 1147 Hedwig (vor 1140–1203), Tochter von Albrecht I. (um 1100–1170), gen. der Bär, Markgraf von Brandenburg (vgl. Stammliste der Askanier)
            1. Adelheid, auch Adela (um 1150–1211), ⚭ um 1180 (aufgelöst 1199) Ottokar I. Přemysl (1155–1230), König von Böhmen (vgl. Stammliste der Přemysliden)
            2. Albrecht I. (1158–1195), gen. der Stolze, Markgraf von Meißen, ⚭ 1186 Sophie († 1195), Tochter von Friedrich (1142–1189), Herzog von Böhmen (vgl. Stammliste der Přemysliden)
              1. Christina (um 1190 – nach 1251), ⚭ vor 1216 Hartmann IV. († um 1237), Graf von Lobdeburg-Elsterberg (Adelsgeschlecht Lobdeburg)

            3. Dietrich (1162–1221), gen. der Bedrängte, Markgraf von Meißen, ⚭ vor 1197 Jutta (1184–1235), Tochter von Hermann I. (um 1155–1217), Landgraf von Thüringen (Ludowinger)
              1. Hedwig († vor 1249), ⚭ um 1225 Dietrich IV. (um 1185–1260), Graf von Kleve
              2. Otto (um 1200 – vor 1215)
              3. Sophia († 1280), ⚭ Heinrich III. (vor 1226–1262), Graf von Henneberg (vgl. Stammliste von Henneberg)
              4. Konrad, Mönch im Kloster Petersberg zu Erfurt
              5. Jutta
              6. Heinrich III. (um 1215–1288), gen. der Erlauchte, Markgraf von Meißen und der Niederlausitz, ⚭ I 1234 Constantia (1212–1243), Tochter von Leopold VI. (1176–1230), Herzog von Österreich (vgl. Stammliste der Babenberger); ⚭ II 1244/45 Agnes (um 1230–1268), Tochter von Wenzel I. (1205–1253), König von Böhmen (vgl. Stammliste der Přemysliden); ⚭ III 1270 Elisabeth (1238/39–1333), Tochter von Ulrich (um 1215–1268), Graf von Maltitz (Adelsgeschlecht Maltitz); → Nachfahren siehe unten, Wettiner von Heinrich III. bis Ernst und Albrecht
              7. (unehelich) Dietrich II. von Meißen (um 1190–1272), Bischof von Naumburg
              8. (unehelich) Heinrich († 1259), Dompropst zu Meißen

            4. Sophia, ⚭ I Udalrich II. (um 1134–1177), Herzog von Königgrätz und Olmütz (vgl. Stammliste der Přemysliden); II Friedrich I. († 1181), Burggraf von Regensburg (Babonen) oder Heinrich IV. († 1185), Burggraf von Regensburg (Babonen)

          3. Oda, Äbtissin von Gerbstedt
          4. Bertha, Äbtissin von Gerbstedt
          5. Dietrich II. (1125/30–1185), Markgraf von Landsberg und der Niederlausitz, ⚭ um 1142 Dobroniega Ludgarda (vor 1136 – um 1160), Tochter von Bolesław III. Schiefmund (1085–1138), Herzog von Polen (Piasten)
            1. Konrad (vor 1162–1175)
            2. Gertrud, Nonne in Gerbstedt
            3. (unehelich mit Kunigunde von Plötzkau) Dietrich (um 1150–1215), Bischof von Merseburg seit 1204

          6. Heinrich I. (1142–1181), Graf von Wettin, ⚭ um 1183 Sophia († 1189/90), Tochter von Friedrich II. (um 1100–1162), Pfalzgraf von Sachsen
            1. Heinrich II. (1165/70–1187), Graf von Wettin
            2. Konrad († jung)
            3. Sophie († 1189), ⚭ Burchard IV. von Querfurt († 1190), Burggraf von Magdeburg (vgl. Stammliste von Querfurt)
            4. Ulrich I. (um 1170–1206), Graf von Wettin, ⚭ I nach 1184 N.N. (1149/50 – vor 1204), Tochter von Hermann II. († 1152), Graf von Winzenburg; ⚭ II 1204 Hedwig (um 1175 – nach 1206), Tochter von Bernhard III. (1140–1212), Herzog von Sachsen (vgl. Stammliste der Askanier)
              1. (II) Heinrich III. (1205–1217), Graf von Wettin

          7. Dedo III. (um 1130–1190), gen. der Feiste, Graf von Groitzsch und Rochlitz, Markgraf der Niederlausitz, ⚭ Mathilde (1140/45–1189), Tochter von Goswin II. († 1168), Graf von Heinsberg (Adelsgeschlecht Wassenberg)
            1. Dietrich (1159–1207), Domherr zu Magdeburg, Graf von Groitzsch-Sommerschenburg, ⚭ vor 1190 Jutta (um 1175–1208/16), Tochter von Ludwig III. (1151/52–1190), Landgraf von Thüringen (Ludowinger)
              1. Agnes
              2. Mathilde (um 1190–1285/90), ⚭ um 1215 Heinrich III. († 1247), Graf von Sayn

            2. Philipp († 1190), Propst zu St. Viktor, Xanten
            3. Konrad II. (1159–1210), Markgraf der Niederlausitz, ⚭ um 1182 Elisabeth (um 1153–1209), Tochter von Mieszko III. (1126–1202), Herzog von Polen (Piasten)
              1. Konrad (vor 1207–1210)
              2. Mathilde (um 1190–1255), ⚭ 1205 Albrecht II. (um 1150–1220), Herzog von Brandenburg (vgl. Stammliste der Askanier)
              3. Agnes (1192/93–1266), ⚭ 1211 Heinrich (V.) der Ältere (um 1173–1227), Pfalzgraf bei Rhein (vgl. Stammliste der Welfen)

            4. Heinrich (nach 1159 – nach 1174)
            5. Goswin (nach 1159 – nach 1174)
            6. Agnes (um 1160–1195), ⚭ 1180 Berthold IV. (1138–1204), Markgraf von Istrien, Herzog von Meranien (Stammliste des Hauses Andechs)

          8. Gertrud († vor 1180), ⚭ um 1150 Günther II.  (1127/35–1197), Graf von Kevernburg (Adelsgeschlecht Kevernburg)
          9. Agnes II. († 1203), Äbtissin von Quedlinburg
          10. Adelheid († 1181), ⚭ I um 1152 Sven III. (vor 1120–1157), König von Dänemark (Haus Estridsson); ⚭ II um 1158 Adalbert III. (um 1136 – um 1171), Graf von Ballenstedt (vgl. Stammliste der Askanier)
          11. Sophia († 1190), ⚭ Gebhard I. († 1163), Graf von Burghausen (Adelsgeschlecht Burghausen-Schala)
          12. Friedrich I. (1142/45–1191), Graf von Brehna, ⚭ Hedwig (um 1145–1211), Tochter von Diephold I. († 1167), Graf von Böhmen-Jamnitz (vgl. Stammliste der Přemysliden)
            1. Otto I. († 1203), Graf von Brehna
            2. Friedrich II. († 1221), Graf von Brehna und Wettin, ⚭ 1181 Judith († 1220), Tochter von Friedrich (um 1155–1229), Graf von Ziegenhain (Ludowinger)
              1. Hedwig (vor 1215 – um 1264), ⚭ Dietrich I. († 1249), Graf von Honstein (vgl. Stammliste von Hohnstein)
              2. Otto II. (vor 1215–1234), Graf von Brehna
              3. Dietrich I. (um 1190–1266/67), Graf von Brehna, ⚭ Eudoxia, Tochter von Konrad I. (1187/88–1247), Herzog von Masowien (Piasten)
                1. Otto III. († vor 1292), Graf von Wettin
                2. Konrad I. († 1278), Graf von Brehna, ⚭ Elisabeth († vor 1306), Tochter von Albrecht I., Herzog von Sachsen (vgl. Stammliste der Askanier)
                  1. Albrecht († 1283/84), Graf von Brehna
                  2. Konrad II. († 1288), Graf von Brehna
                  3. Otto IV. († 1290), Graf von Brehna
→ ausgestorbene Linie (wettinische Grafen von Brehna erloschen)
                  4. Dietrich III., Tempelritter
                  5. N.N. (Tochter), Nonne in Gerbstedt

                3. Dietrich II., Tempelritter
                4. Heinrich (um 1240–1302), Franziskanermönch
                5. Jutta († vor 1275), ⚭ um 1250 Mestwin II. (1231–1294), Herzog von Pommerellen (Samboriden)
                6. Hedwig, Äbtissin von Gerbstedt

              4. Liutgard (Lukardis), Nonne in Brehna

            3. Sophia I. († 1227), Äbtissin von Quedlinburg

        3. Mathilde (um 1100 – vor 1157), ⚭ I um 1115 Gero I. (1097–1122), Graf von Seeburg; ⚭ II Ludwig II. († 1151), Graf von Wippra

      5. Konrad († 1040), Graf von Camburg, ⚭ Othilhilde, Tochter von Dietrich I. († 1056), Graf von Katlenburg (vgl. Stammliste der Udonen)
        1. Bertrada (um 1080–1145), ⚭ Berengar (1056/57–1110), Graf von Sangerhausen (Ludowinger)

      6. Rikdag
      7. Ida, ⚭ um 1054 Spytihněv II. (1031–1061), Herzog von Böhmen (vgl. Stammliste der Přemysliden)

  2. Friedrich I. (um 960–1017), Graf von Eilenburg
    1. N.N., 1. Tochter (Oda)
    2. N.N., 2. Tochter (Hilda)
    3. N.N., 3. Tochter (Hidda)

## Wettiner von Heinrich III. bis Ernst und Albrecht
1. Heinrich III. (um 1215–1288), gen. der Erlauchte, Markgraf von Meißen und der Niederlausitz, Landgraf von Thüringen, ⚭ I 1234 Constantia (1212–1243), Tochter von Leopold VI. (1176–1230), Herzog von Österreich (vgl. Stammliste der Babenberger); ⚭ II 1244/45 Agnes (um 1230–1268), Tochter von Wenzel I. (1205–1253), König von Böhmen (vgl. Stammliste der Přemysliden); ⚭ III 1270 Elisabeth (1238/39–1333), Tochter von Ulrich (um 1215–1268), Graf von Maltitz (Adelsgeschlecht Maltitz); → Vorfahren siehe oben, Wettiner von Dietrich I. bis Heinrich III.
  1. (I) Albrecht II. (1240–1315), gen. der Entartete, Markgraf von Meißen, Landgraf von Thüringen, ⚭ I 1254/56 Margaretha (1237–1270), Prinzessin von Sizilien, Tochter von Friedrich II. (1194–1250), römisch-deutscher Kaiser (vgl. Stammliste der Staufer); ⚭ II nach 1270 Kunigunde (um 1245–1286), Tochter von Otto, Herr von Eisenberg; ⚭ III 1290 Elisabeth (um 1265–1327), Tochter von Hermann III. (um 1230–1283), Graf von Weimar-Orlamünde (Askanier, Linie Weimar-Orlamünde, vgl. Stammliste der Askanier)
    1. (I) Heinrich (1256–1282), Herr des Pleißenlandes, ⚭ 1271/72 Hedwig (1252 – vor 1301), Tochter von Heinrich III. (1227/30–1266), Herzog von Schlesien-Breslau (Schlesische Piasten)
      1. Friedrich ohne Land (um 1273 – nach 1313), Herr des Pleißenlandes

    2. (I) Friedrich I. (1257–1323), gen. der Freidige, der Gebissene, Markgraf von Meißen, Landgraf von Thüringen, ⚭ I 1286 Agnes († 1293), Tochter von Meinhard II. (um 1239–1295), Graf von Görz und Tirol (Meinhardiner); ⚭ II 1300 Elisabeth (1286–1359), Tochter von Hartmann von Lobdeburg-Arnshaugk († 1289), Herr (Adelsgeschlecht Lobdeburg)
      1. Friedrich (1293–1315), gen. der Lahme, ⚭ 1308 Anna († 1327), Tochter von Albrecht II. (um 1250–1298), Herzog von Sachsen-Wittenberg (vgl. Stammliste der Askanier)
      2. Elisabeth (1306–1368), ⚭ 1321 (gesch. nach 1340) Heinrich II. (um 1299–1376), Landgraf von Hessen (vgl. Stammliste des Hauses Hessen)
      3. Friedrich II. (1310–1349), gen. der Ernsthafte, Markgraf von Meißen, Landgraf von Thüringen, ⚭ 1328 Mathilde (1313–1346), römisch-deutsche Prinzessin, Tochter von Ludwig IV. (1281/82–1347), römisch-deutscher Kaiser (vgl. Stammliste des Hauses Wittelsbach)
        1. Elisabeth (1329–1375), ⚭ 1350 Friedrich V. (um 1333–1398), Burggraf von Nürnberg (vgl. Stammliste der Hohenzollern)
        2. Friedrich (1330)
        3. Friedrich III. (1332–1381), gen. der Strenge, Markgraf von Meißen, Landgraf von Thüringen, ⚭ 1346 Katharina (um 1334–1397), Tochter von Heinrich XII. († 1347), Graf von Henneberg-Schleusingen (vgl. Stammliste von Henneberg)
          1. Friedrich (1350)
          2. Friedrich I. (1370–1428), gen. der Streitbare, Markgraf von Meißen, ab 1423 Kurfürst von Sachsen, ⚭ 1402 Katharina (1395–1442), Prinzessin von Braunschweig-Lüneburg, Tochter von Heinrich I. (um 1355–1416), Herzog von Braunschweig-Lüneburg (vgl. Stammliste der Welfen)
            1. Friedrich I. (1412–1464), gen. der Sanftmütige, Kurfürst von Sachsen, ⚭ 1431 Margaretha (1416–1486), Tochter von Ernst dem Eisernen (1377–1424), Herzog von Österreich (vgl. Stammliste der Habsburger)
              1. Heinrich (um 1433–1435), Kurprinz von Sachsen
              2. Amalia (1436–1501), Prinzessin von Sachsen, ⚭ 1452 Ludwig IX. (1417–1479), Herzog von Bayern-Landshut (vgl. Stammliste des Hauses Wittelsbach)
              3. Anna (1437–1512), Prinzessin von Sachsen, ⚭ 1458 Albrecht Achilles (1414–1486), Kurfürst von Brandenburg (vgl. Stammliste der Hohenzollern)
              4. Friedrich (1439–1451), Kurprinz von Sachsen
              5. Ernst (1441–1486), Kurfürst von Sachsen, ⚭ 1460 Elisabeth (1443–1484), Prinzessin von Bayern-München, Tochter von Albrecht III. (1401–1460), Herzog von Bayern-München (vgl. Stammliste des Hauses Wittelsbach); → Nachfahren siehe unten, Ernestiner von Ernst bis Ernst August  I. (Sachsen-Weimar-Eisenach) und Ernst  I. (Sachsen-Gotha-Altenburg)
              6. Albrecht (1443–1500), gen. der Beherzte, Herzog von Sachsen, ⚭ 1459 Sidonie (1449–1510), auch Zdenka, Prinzessin von Böhmen, Tochter von Georg von Podiebrad (1420–1471), König von Böhmen (Adelsgeschlecht Podiebrad); → Nachfahren siehe unten, Albertiner von Albrecht bis Johann Georg II.
              7. Margarete (1444–1498), Prinzessin von Sachsen, Äbtissin von Seußlitz
              8. Hedwig (1445–1511), Prinzessin von Sachsen, Äbtissin von Quedlinburg
              9. Alexander (1447), Prinz von Sachsen

            2. Sigismund (1416–1471), Herzog von Sachsen, Bischof von Würzburg
            3. Anna (1420–1462), Prinzessin von Sachsen, ⚭ 1433 Ludwig I. (1402–1458), Landgraf von Hessen (vgl. Stammliste des Hauses Hessen)
            4. Katharina (1421–1476), Prinzessin von Sachsen, ⚭ 1441 Friedrich II. (1413–1471), gen. Eisenzahn, Kurfürst von Brandenburg (vgl. Stammliste der Hohenzollern)
            5. Heinrich (1422–1435), Herzog von Sachsen
            6. Wilhelm III. (1425–1482), Herzog von Sachsen, Herzog von Luxemburg, Landgraf von Thüringen, ⚭ I 1446 Anna (1432–1462), römisch-deutsche Prinzessin, Tochter von Albrecht II. (1397–1439), römisch-deutscher König (vgl. Stammliste der Habsburger); ⚭ II 1463 Katharina († 1492), Tochter von Eberhard von Brandenstein auf Roßla, Ritter (Adelsgeschlecht Brandenstein)
              1. (I) Margarete (um 1449–1501), Prinzessin von Sachsen, ⚭ 1476 Johann Cicero (1455–1499), Kurfürst von Brandenburg (vgl. Stammliste der Hohenzollern)
              2. (I) Katharina (1453–1534), Prinzessin von Sachsen, ⚭ 1471 Heinrich der Jüngere (1452–1492), Herzog von Münsterberg (Adelsgeschlecht Podiebrad)

          3. Wilhelm II. (1371–1425), gen. der Reiche, Markgraf von Meißen, ⚭ (?) Amelia (1396/99 – nach 1424), Tochter von Siemowit IV. (1353/56–1426), Herzog von Masowien (Piasten)
          4. Georg (um 1380–1401)

        4. Balthasar (1336–1406), Markgraf von Meißen, Landgraf von Thüringen, ⚭ I 1374 Margarethe (1359–1391), Tochter von Albrecht dem Schönen (1319–1361), Burggraf von Nürnberg (vgl. Stammliste der Hohenzollern); ⚭ II 1404 Anna († 1426), Tochter von Wenzel I. (um 1337–1388), Herzog von Sachsen-Wittenberg (vgl. Stammliste der Askanier)
          1. (I) Anna (um 1377–1395), ⚭ 1387/89 Rudolf III. (um 1373–1419), Herzog von Sachsen-Wittenberg (vgl. Stammliste der Askanier)
          2. (I) Friedrich IV. (1385–1440), gen. der Friedfertige, Markgraf von Meißen, Landgraf von Thüringen, ⚭ 1407 Anna († 1431), Tochter von Günther XXX. (um 1352–1416), Graf von Schwarzburg (vgl. Stammliste des Hauses Schwarzburg)

        5. Beatrix (1339–1399), Nonne in Weißenfels
        6. Ludwig (1341–1382), Erzbischof von Magdeburg
        7. Wilhelm I. (1343–1407), gen. der Einäugige, Markgraf von Meißen, ⚭ I 1366 Elisabeth (um 1355–1400), Tochter von Johann Heinrich (1322–1375), Graf von Tirol, Markgraf von Mähren (vgl. Stammliste des Hauses Limburg-Luxemburg); ⚭ II 1401/02 Anna (um 1387–1426), Tochter von Otto I. (um 1330–1394), Herzog von Braunschweig-Göttingen (vgl. Stammliste der Welfen)
        8. Anne (1345–1363), Nonne in Seußlitz
        9. Clara (1345–??)

    3. (I) Dietrich IV. (um 1260–1307), Markgraf der Lausitz und im Osterland, Landgraf von Thüringen, ⚭ 1295 Jutta (nach 1271–1316), Tochter von Berthold V. (um 1245–1284), Graf von Henneberg (vgl. Stammliste von Henneberg)
    4. (I) Margareta
    5. (I) Agnes (vor 1264 – nach September 1332), ⚭ vor 1283 Heinrich I. (1267–1322), gen. der Wunderliche, Herzog von Braunschweig-Grubenhagen (vgl. Stammliste der Welfen)
    6. (II) Elisabeth (vor 1270–1326), ⚭ Heinrich II. von Frankenstein († 1326/1327), Herr zu Salzungen (vgl. Stammliste von Henneberg)
    7. (II) Apitz (vor 1270 – vor 1305), Herr von Tenneberg, ⚭ vor 1296 N.N. von Frankenstein (vgl. Stammliste von Henneberg)

  2. (I) Dietrich (1242–1285), gen. der Weise, der Fette, Markgraf von Landsberg und der Lausitz, ⚭ 1258 Helene (1241/42–1304), Tochter von Johann I. (um 1213–1266), Markgraf von Brandenburg (vgl. Stammliste der Askanier)
    1. Friedrich Tuta (1269–1291), Markgraf von Landsberg und der Lausitz, Regent der Markgrafschaft Meißen, ⚭ 1287 Katharina (1267–1310), Tochter von Heinrich XIII. (1235–1290), Herzog von Bayern und der Pfalz (vgl. Stammliste des Hauses Wittelsbach)
      1. N.N. (Sohn, † früh)
      2. Elisabeth (* nach 1286)

    2. Helene, Nonne in Weißenfels
    3. Sophia (1258/59–1318), Äbtissin von Weißenfels, ⚭ Konrad II. (1232/35–1273/74), Herzog von Schlesien-Glogau (Schlesische Piasten)
    4. Gertrud († 1325), Nonne in Weißenfels
    5. Brigitta

  3. (II) Hedwig, Nonne in Weißenfels
  4. (II) Adelheid, Nonne in Weißenfels
  5. (III) Friedrich (1273–1316), gen. der Kleine bzw. Clem, Herr von Dresden, ⚭ um 1305 Jutta (um 1277–1329), Tochter von Heinrich V. († vor 1287), Graf von Schwarzburg-Blankenburg (vgl. Stammliste des Hauses Schwarzburg)
    1. Elisabeth (1264–1332), ⚭ I Otto II. († 1315/1316), Fürst von Anhalt-Aschersleben (vgl. Stammliste der Askanier); ⚭ II 1322 Friedrich I. († 1365), Graf von Weimar-Orlamünde (Askanier, Linie Weimar-Orlamünde, vgl. Stammliste der Askanier)

  6. (III) Hermann, gen. der Lange

## Ernestiner von Ernst bis Ernst August I. (Sachsen-Weimar-Eisenach) und Ernst I. (Sachsen-Gotha-Altenburg)
1. Ernst (1441–1486), Kurfürst von Sachsen, ⚭ 1460 Elisabeth (1443–1484), Prinzessin von Bayern-München, Tochter von Albrecht III. (1401–1460), Herzog von Bayern-München (vgl. Stammliste des Hauses Wittelsbach); → Vorfahren siehe oben, Wettiner von Heinrich III. bis Ernst und Albrecht
  1. Christina (1461–1521), Prinzessin von Sachsen, ⚭ 1478 Johann I. (1455–1513), König von Dänemark, Norwegen und Schweden (vgl. Stammliste des Hauses Oldenburg)
  2. Friedrich III. (1463–1525), gen. der Weise, Kurfürst von Sachsen; → Nachfahren (unehelich mit Anna Weller): Adelsgeschlecht Jessen
  3. Ernst II. (1464–1513), Prinz von Sachsen, Erzbischof von Magdeburg
  4. Adalbert (1467–1484), Prinz von Sachsen, Administrator des Erzbistums Mainz
  5. Johann (1468–1532), gen. der Beständige, Kurfürst von Sachsen, ⚭ I 1500 Sophie (1481–1503), Herzogin zu Mecklenburg, Tochter von Magnus II. (1441–1503), Herzog von Mecklenburg (vgl. Stammliste des Hauses Mecklenburg); ⚭ II 1513 Margarete (1494–1521), Prinzessin von Anhalt-Köthen, Tochter von Waldemar VI. (1450–1508), Fürst von Anhalt-Köthen (vgl. Stammliste der Askanier)
    1. (I) Johann Friedrich I. (1503–1554), gen. der Großmütige, Kurfürst von Sachsen bis 1547, danach Herzog von Sachsen, ⚭ 1527 Sibylle (1512–1554), Prinzessin von Jülich-Kleve-Berg, Tochter von Johann (1490–1539), Herzog von Jülich-Kleve-Berg (Haus Mark)
      1. Johann Friedrich II. (1529–1595), gen. der Mittlere, Herzog von Sachsen, ⚭ I 1541 Agnes (1527–1555), Prinzessin von Hessen, Tochter von Philipp I. (1504–1567), Landgraf von Hessen (vgl. Stammliste des Hauses Hessen); ⚭ II 1558 Elisabeth (1540–1594), Prinzessin von der Pfalz, Tochter von Friedrich III. (1515–1576), Kurfürst der Pfalz (vgl. Stammliste des Hauses Wittelsbach)
        1. (II) Johann Friedrich (1559–1560), Prinz von Sachsen
        2. (II) Friedrich (1563–1572), Prinz von Sachsen
        3. (II) Johann Casimir (1564–1633), Herzog von Sachsen-Coburg, ⚭ I 1586 (gesch. 1593) Anna (1567–1613), Prinzessin von Sachsen, Tochter von August (1526–1586), Kurfürst von Sachsen; ⚭ II 1599 Margarethe (1573–1643), Prinzessin von Braunschweig-Lüneburg, Tochter von Wilhelm dem Jüngeren (1535–1592), Herzog von Braunschweig-Lüneburg (vgl. Stammliste der Welfen)
        4. (II) Johann Ernst (1566–1638), Herzog von Sachsen-Eisenach, ⚭ I 1591 Elisabeth (1565–1596), Tochter von Johann I. († 1567), Graf von Mansfeld-Hinterort (vgl. Stammliste des Hauses Mansfeld); ⚭ II 1598 Christine (1578–1658), Prinzessin von Hessen-Kassel, Tochter von Wilhelm IV. (1532–1592), Landgraf von Hessen-Kassel (vgl. Stammliste des Hauses Hessen)
          1. (I) Johann Friedrich (1596), Prinz von Sachsen-Eisenach

      2. Johann Wilhelm (1530–1573), Herzog von Sachsen-Weimar, ⚭ 1560 Dorothea Susanne (1544–1592), Prinzessin von der Pfalz, Tochter von Friedrich III. (1515–1576), Kurfürst der Pfalz (vgl. Stammliste des Hauses Wittelsbach)
        1. Friedrich Wilhelm I. (1562–1602), Herzog von Sachsen-Weimar, ⚭ I 1583 Sophie (1563–1590), Prinzessin von Württemberg, Tochter von Christoph (1515–1568), Herzog von Württemberg (vgl. Stammliste des Hauses Württemberg); ⚭ II 1591 Anna Maria (1575–1643), Prinzessin von Pfalz-Neuburg, Tochter von Philipp Ludwig (1547–1614), Herzog von Pfalz-Neuburg (vgl. Stammliste des Hauses Wittelsbach)
          1. (I) Dorothea Maria (1584–1586), Prinzessin von Sachsen-Weimar
          2. (I) Johann Wilhelm (1585–1587), Prinz von Sachsen-Weimar
          3. (I) Friedrich (1586–1587), Prinz von Sachsen-Weimar
          4. (I) Dorothea Sophie (1587–1645), Prinzessin von Sachsen-Weimar, ab 1603 von Sachsen-Altenburg, Äbtissin von Quedlinburg
          5. (I) Anne Marie (1589–1626), Prinzessin von Sachsen-Weimar, ab 1603 von Sachsen-Altenburg
          6. (II) Johann Philipp (1597–1639), Herzog von Sachsen-Altenburg, ⚭ 1618 Elisabeth (1593–1650), Prinzessin von Braunschweig-Wolfenbüttel, Tochter von Heinrich Julius (1564–1613), Herzog von Braunschweig-Wolfenbüttel (vgl. Stammliste der Welfen)
            1. Elisabeth Sophia (1619–1680), Prinzessin von Sachsen-Altenburg, ⚭ 1636 Ernst I. (1601–1675), gen. der Fromme, Herzog von Sachsen-Gotha-Altenburg

          7. (II) Anne Sophie (1598–1641), Prinzessin von Sachsen-Weimar, ab 1603 von Sachsen-Altenburg, ⚭ 1618 Karl Friedrich I. (1593–1647), Herzog von Oels (Adelsgeschlecht Podiebrad)
          8. (II) Friedrich (1599–1625), Mitherzog von Sachsen-Altenburg
          9. (II) Johann Wilhelm (1600–1632), Mitherzog von Sachsen-Altenburg
          10. (II) Dorothea (1601–1675), Prinzessin von Sachsen-Weimar, ab 1603 von Sachsen-Altenburg, ⚭ 1633 Albrecht (1599–1644), Herzog von Sachsen-Eisenach
          11. (II) Friedrich Wilhelm II. (1603–1669), Herzog von Sachsen-Altenburg, ⚭ I 1638 Sophie Elisabeth (1616–1650), Prinzessin von Brandenburg, Tochter von Christian Wilhelm (1587–1665), Markgraf von Brandenburg, Administrator von Magdeburg (vgl. Stammliste der Hohenzollern); ⚭ II 1652 Magdalena Sibylla (1617–1668), Prinzessin von Sachsen, Tochter von Johann Georg I. (1585–1656), Kurfürst von Sachsen
            1. (II) Christian (1654–1663), Prinz von Sachsen-Altenburg
            2. (II) Johanna Magdalena (1656–1686), Prinzessin von Sachsen-Altenburg, ⚭ 1671 Johann Adolf I. (1649–1697), Herzog von Sachsen-Weißenfels
            3. (II) Friedrich Wilhelm III. (1657–1672), Herzog von Sachsen-Altenburg
→ ausgestorbene Linie (Älteres Haus Sachsen-Altenburg erloschen)

        2. Sybille Marie (1563–1569), Prinzessin von Sachsen-Weimar
        3. Johann (1570–1605), Herzog von Sachsen-Weimar, ⚭ 1593 Dorothea Maria (1574–1617), Prinzessin von Anhalt, Tochter von Joachim Ernst (1536–1586), Fürst von Anhalt (vgl. Stammliste der Askanier)
          1. Johann Ernst I. (1594–1626), Herzog von Sachsen-Weimar
          2. Johann Wilhelm (1595)
          3. Friedrich (1596–1622), Prinz von Sachsen-Weimar, Obrist
          4. Johann (1597–1604), Prinz von Sachsen-Weimar
          5. Wilhelm (1598–1662), Herzog von Sachsen-Weimar, ⚭ 1625 Eleonore Dorothea (1602–1664), Prinzessin von Anhalt-Dessau, Tochter von Johann Georg I. (1567–1618), Fürst von Anhalt-Dessau (vgl. Stammliste der Askanier)
            1. Wilhelm (1626), Prinz von Sachsen-Weimar
            2. Johann Ernst II. (1627–1683), Herzog von Sachsen-Weimar, ⚭ 1656 Christina Elisabeth (1638–1679), Prinzessin von Schleswig-Holstein-Sonderburg, Tochter von Johann Christian (1607–1653), Herzog von Schleswig-Holstein-Sonderburg (Haus Schleswig-Holstein-Sonderburg, vgl. Stammliste des Hauses Oldenburg)
              1. Anna Dorothea (1657–1704), Prinzessin von Sachsen-Weimar, Äbtissin von Quedlinburg
              2. Wilhelmine Christine (1658–1712), Prinzessin von Sachsen-Weimar, ⚭ 1684 Christian Wilhelm (1647–1721), Fürst von Schwarzburg-Sondershausen (vgl. Stammliste des Hauses Schwarzburg)
              3. Eleonore Sophia (1660–1687), Prinzessin von Sachsen-Weimar, ⚭ 1684 Philipp (1657–1690), Herzog von Sachsen-Merseburg-Lauchstädt
              4. Wilhelm Ernst (1662–1728), Herzog von Sachsen-Weimar, ⚭ 1683 Charlotte Marie (1669–1703), Prinzessin von Sachsen-Jena, Tochter von Bernhard (1638–1678), Herzog von Sachsen-Jena
              5. Johann Ernst III. (1664–1707), Herzog von Sachsen-Weimar, ⚭ I 1685 Sophia Augusta (1663–1694), Prinzessin von Anhalt-Zerbst, Tochter von Johann VI. (1621–1667), Fürst von Anhalt-Zerbst (vgl. Stammliste der Askanier); ⚭ II 1694 Charlotte (1672–1738), Prinzessin von Hessen-Homburg, Tochter von Friedrich II. (1633–1708), Landgraf von Hessen-Homburg (vgl. Stammliste des Hauses Hessen)
                1. (I) Johann Wilhelm (1686), Prinz von Sachsen-Weimar
                2. (I) Ernst August I. (1688–1748), Herzog von Sachsen-Weimar, ab 1741 von Sachsen-Weimar und Eisenach, ⚭ I 1716 Eleonore Wilhelmine (1696–1726), Prinzessin von Anhalt-Köthen, Tochter von Emanuel Lebrecht (1671–1704), Fürst von Anhalt-Köthen (vgl. Stammliste der Askanier); ⚭ II 1734 Sophie Charlotte (1713–1747), Prinzessin von Brandenburg-Bayreuth, Tochter von Georg Friedrich Karl (1688–1735), Markgraf von Brandenburg-Bayreuth (vgl. Stammliste der Hohenzollern); → Nachfahren siehe unten, Haus Sachsen-Weimar-Eisenach
                3. (I) Eleanore Christiane (1689–1690), Prinzessin von Sachsen-Weimar
                4. (I) Johanna Auguste (1690–1691), Prinzessin von Sachsen-Weimar
                5. (I) Johanna Charlotte (1693–1751), Prinzessin von Sachsen-Weimar, ab 1741 von Sachsen-Weimar und Eisenach
                6. (II) Karl Friedrich (1695–1696), Prinz von Sachsen-Weimar
                7. (II) Johann Ernst IV. (1696–1715), Herzog von Sachsen-Weimar, Komponist
                8. (II) Marie Luise (1697–1704), Prinzessin von Sachsen-Weimar
                9. (II) Christiane Sophie (1700–1701), Prinzessin von Sachsen-Weimar

            3. Johann Wilhelm (1630–1639), Prinz von Sachsen-Weimar
            4. Adolf Wilhelm (1632–1668), Herzog von Sachsen-Eisenach, ⚭ 1663 Maria Elisabeth (1638–1687), Prinzessin von Braunschweig-Wolfenbüttel, Tochter von August II. (1579–1666), Herzog von Braunschweig-Wolfenbüttel (vgl. Stammliste der Welfen)
              1. Karl August (1664–1665), Prinz von Sachsen-Eisenach
              2. Friedrich Wilhelm (1665), Prinz von Sachsen-Eisenach
              3. Adolf Wilhelm (1666), Prinz von Sachsen-Eisenach
              4. Ernst August Erdmann (1667–1668), Prinz von Sachsen-Eisenach
              5. Wilhelm August (1668–1671), Herzog von Sachsen-Eisenach

            5. Johann Georg I. (1634–1686), Herzog von Sachsen-Eisenach, ⚭ 1661 Johanetta (1632–1701), Tochter von Ernst (1600–1632), Graf von Sayn-Wittgenstein (Haus Sayn-Wittgenstein)
              1. Eleonore (1662–1696), Prinzessin von Sachsen-Eisenach, ⚭ I 1681 Johann Friedrich (1654–1686), Markgraf von Brandenburg-Ansbach (vgl. Stammliste der Hohenzollern); ⚭ II 1692 Johann Georg IV. (1668–1694), Kurfürst von Sachsen
              2. Friedrich August (1663–1684), Erbprinz von Sachsen-Eisenach
              3. Johann Georg II. (1665–1698), Herzog von Sachsen-Eisenach, ⚭ 1688 Sophie Charlotte (1671–1717), Prinzessin von Württemberg, Tochter von Eberhard III. (1614–1674), Herzog von Württemberg (vgl. Stammliste des Hauses Württemberg)
              4. Maximilian Heinrich (1666–1668), Prinz von Sachsen-Eisenach
              5. Johann Wilhelm (1666–1729), Herzog von Sachsen-Eisenach, ⚭ I 1690 Amalia (1655–1695), Prinzessin von Nassau-Dietz, Tochter von Wilhelm Friedrich (1613–1664), Fürst von Nassau-Dietz (vgl. Stammliste des Hauses Nassau); ⚭ II 1697 Juliane (1678–1707), Prinzessin von Baden-Durlach, Tochter von Karl Gustav (1648–1703), Prinz von Baden-Durlach, General (vgl. Stammliste des Hauses Baden); ⚭ III 1708 Magdalena Sibylla (1673–1726), Prinzessin von Sachsen-Weißenfels, Tochter von Johann Adolf I. (1649–1697), Herzog von Sachsen-Weißenfels; ⚭ IV 1727 Marie Christine Felizitas (1692–1734), Tochter von Johann Karl August (1662–1698), Graf von Leiningen-Dagsburg (Haus Leiningen)
                1. (I) Wilhelm Heinrich (1691–1741), Herzog von Sachsen-Eisenach, ⚭ I 1713 Albertine Juliane (1698–1722), Prinzessin von Nassau-Idstein, Tochter von Georg August (1665–1721), Fürst von Nassau-Idstein (vgl. Stammliste des Hauses Nassau); ⚭ II 1723 Anna Sophie Charlotte (1706–1775), Prinzessin von Preußen, Tochter von Albrecht Friedrich (1672–1731), Prinz von Preußen, Markgraf von Brandenburg-Schwedt, kurbrandenburgisch-preußischer Generalleutnant und Herrenmeister des Johanniterordens (Haus Brandenburg-Schwedt, vgl. Stammliste der Hohenzollern)
→ ausgestorbene Linie (Jüngeres Haus Sachsen-Eisenach erloschen)
                2. (I) Albertina Joanetta (1693–1700), Prinzessin von Sachsen-Eisenach
                3. (II) Johannetta Antoinetta Juliana (1698–1726), Prinzessin von Sachsen-Eisenach, ⚭ 1721 Johann Adolf II. (1685–1746), Herzog von Sachsen-Weißenfels, Generalfeldmarschall
                4. (II) Karoline Christine (1699–1743), Prinzessin von Sachsen-Eisenach, ⚭ 1725 Karl I. (1682–1770), Landgraf von Hessen-Philippstal (Haus Hessen-Philippsthal, vgl. Stammliste des Hauses Hessen)
                5. (II) Anton Gustav (1700), Prinz von Sachsen-Eisenach
                6. (II) Charlotte Wilhelmine Juliane (1703–1774), Prinzessin von Sachsen-Eisenach
                7. (II) Joanetta Wilhelmine (1704–1705), Prinzessin von Sachsen-Eisenach
                8. (II) Karl Wilhelm (1706), Prinz von Sachsen-Eisenach
                9. (II) Karl August (1707–1711), Prinz von Sachsen-Eisenach
                10. (III) Joanetta Magdalena Sophie (1710–1711), Prinzessin von Sachsen-Eisenach
                11. (III) Christiane Wilhelmine (1711–1740), Prinzessin von Sachsen-Eisenach, ⚭ 1734 Karl (1712–1775), Fürst von Nassau-Usingen (vgl. Stammliste des Hauses Nassau)
                12. (III) Johann Wilhelm (1713), Prinz von Sachsen-Eisenach

              6. Luise (1668–1669), Prinzessin von Sachsen-Eisenach
              7. Friederike Elisabeth (1669–1730), Prinzessin von Sachsen-Eisenach, ⚭ 1698 Johann Georg (1677–1712), Herzog von Sachsen-Weißenfels
              8. Ernst Gustav (1672), Prinz von Sachsen-Eisenach

            6. Wilhelmine Eleanore (1636–1653), Prinzessin von Sachsen-Weimar
            7. Bernhard (1638–1678), Herzog von Sachsen-Jena, ⚭ I 1662 Marie Charlotte (1632–1682), Tochter von Henri de La Trémoille (1598–1674), Herzog von Thouars (Adelsgeschlecht La Trémoille); ⚭ II 1673 (1674 wegen Bigamie für ungültig erklärt) Marie Elisabeth von Kospoth (1645–1716), ab 1676 „Gräfin von Allstädt“, Kammerjungfer, Tochter von Georg Ernst von Kospoth, Herr von Torgelow, Klagsdorf und Dannenwalde (mecklenburgisches Adelsgeschlecht Kospoth)
              1. (I) Wilhelm (1664–1666), Prinz von Sachsen-Jena
              2. (I) Bernard (1667–1668), Prinz von Sachsen-Jena
              3. (I) Charlotte Marie (1669–1703), Prinzessin von Sachsen-Jena, ⚭ 1683 Wilhelm Ernst (1662–1728), Herzog von Sachsen-Weimar
              4. (außerehelich mit Marie Elisabeth von Kospoth): Emilie Eleonore (1674–1709), ab 1676 „Gräfin von Allstädt“, ⚭ 1692 Otto Wilhelm von Tümpling (1660–1730), sachsen-merseburgischer Hofmarschall, kursächsischer Kammerherr (Adelsgeschlecht Tümpling)
              5. (I) Johann Wilhelm (1675–1690), Herzog von Sachsen-Jena
→ ausgestorbene Linie (Haus Sachsen-Jena erloschen)

            8. Friedrich (1640–1656), Prinz von Sachsen-Weimar
            9. Dorothea Maria (1641–1675), Prinzessin von Sachsen-Weimar, ⚭ 1652 Moritz (1619–1681), Herzog von Sachsen-Zeitz

          6. N.N. (tot geborener Zwillingssohn, 1598)
          7. Albrecht (1599–1644), Herzog von Sachsen-Eisenach, ⚭ 1633 Dorothea (1601–1675), Prinzessin von Sachsen-Weimar, ab 1603 von Sachsen-Altenburg, Tochter von Friedrich Wilhelm I. (1562–1602), Herzog von Sachsen-Weimar
          8. Johann Friedrich (1600–1628), Prinz von Sachsen-Weimar, Obrist
          9. Ernst I. (1601–1675), gen. der Fromme, Herzog von Sachsen-Gotha-Altenburg, ⚭ 1636 Elisabeth Sophia (1619–1680), Prinzessin von Sachsen-Altenburg, Tochter von Johann Philipp (1597–1639), Herzog von Sachsen-Altenburg; → Nachfahren siehe unten, Haus Sachsen-Gotha-Altenburg
          10. Friedrich Wilhelm (1603–1619), Prinz von Sachsen-Weimar
          11. Bernhard (1604–1639), Prinz von Sachsen-Weimar, Feldherr der schwedischen und französischen Truppen, Herzog von Franken
          12. Johanna (1608–1609), Prinzessin von Sachsen-Weimar

        4. Maria (1571–1610), Prinzessin von Sachsen-Weimar, Äbtissin von Quedlinburg

      3. Johann Ernst (1535), Prinz von Sachsen
      4. Johann Friedrich III. (1538–1565), Herzog von Sachsen

    2. (II) Maria (1515–1583), Prinzessin von Sachsen, ⚭ 1536 Philipp I. (1515–1560), Herzog von Pommern (vgl. Stammliste der Greifen)
    3. (II) Margarethe (1518–1535), Prinzessin von Sachsen
    4. (II) Johann II. (1519), Prinz von Sachsen
    5. (II) Johann Ernst (1521–1553), Herzog von Sachsen-Coburg, ⚭ 1542 Katharina (1524–1581), Prinzessin von Braunschweig-Grubenhagen, Tochter von Philipp I. (1476–1551), Herzog von Braunschweig-Grubenhagen (vgl. Stammliste der Welfen)

  6. Margarete (1469–1528), Prinzessin von Sachsen, ⚭ 1487 Heinrich I. (1468–1532), Herzog von Braunschweig-Lüneburg (vgl. Stammliste der Welfen)
  7. Wolfgang (1473–1478), Prinz von Sachsen

### Haus Sachsen-Weimar-Eisenach
1. Ernst August I. (1688–1748), Herzog von Sachsen-Weimar, ab 1741 von Sachsen-Weimar und Eisenach, ⚭ I 1716 Eleonore Wilhelmine (1696–1726), Prinzessin von Anhalt-Köthen, Tochter von Emanuel Lebrecht (1671–1704), Fürst von Anhalt-Köthen (vgl. Stammliste der Askanier); ⚭ II 1734 Sophie Charlotte (1713–1747), Prinzessin von Brandenburg-Bayreuth, Tochter von Georg Friedrich Karl (1688–1735), Markgraf von Brandenburg-Bayreuth (vgl. Stammliste der Hohenzollern); → Vorfahren siehe oben, Ernestiner von Ernst bis Ernst August I. (Sachsen-Weimar-Eisenach) und Ernst I. (Sachsen-Gotha-Altenburg)
  1. (I) Wilhelm Ernst (1717–1719), Erbprinz von Sachsen-Weimar
  2. (I) Wilhelmine Auguste (1717–1752), Prinzessin von Sachsen-Weimar, ab 1741 von Sachsen-Weimar und Eisenach
  3. (I) Johann Wilhelm (1719–1732), Erbprinz von Sachsen-Weimar
  4. (I) Charlotte Agnes Leopoldine (1720–1724), Prinzessin von Sachsen-Weimar
  5. (I) Johanna Eleanore (1721–1722), Prinzessin von Sachsen-Weimar
  6. (I) Ernestine Albertine (1722–1769), Prinzessin von Sachsen-Weimar, ab 1741 von Sachsen-Weimar und Eisenach, ⚭ 1756 Philipp II. (1723–1787), Graf von Schaumburg-Lippe (vgl. Stammliste des Hauses Lippe)
  7. (I) Bernhardine Christiane Sophie (1724–1757), Prinzessin von Sachsen-Weimar, ab 1741 von Sachsen-Weimar und Eisenach, ⚭ 1744 Johann Friedrich (1721–1767), Fürst von Schwarzburg-Rudolstadt (vgl. Stammliste des Hauses Schwarzburg)
  8. (I) Emanuel Friedrich (1725–1729), Prinz von Sachsen-Weimar
  9. (unehelich) Ernestine Auguste Wilhelmine, geb. Münchthal (1730–1772), „Freiin von Brenn“,[1] ⚭ 1760 Christian Heinrich Wilhelm von Voß (1730–1771)[2], Offizier (mecklenburgisches Adelsgeschlecht Voß)
  10. (unehelich mit Friederike von Marschall) Ernst Friedrich von Brenn (1731–1810), ⚭ 1773 Beate Helene Bormann († 1819), Tochter von Christian Gottlob Bormann, Kantor in Goldberg i. Schlesien
    1. Friedrich von Brenn (1766)
    2. Carl von Brenn (1767–1849), stift-naumburgischer Kammerrat
    3. Gustav von Brenn (1772–1838), königlich preußischer Staatsminister, ⚭ 1810 Charlotte Constantie von Danckelmann (1786–1833), Tochter von Ludwig Philipp Gottlob von Danckelmann (1744–1823), sächsischer Kreisdirektor und Amtshauptmann (Adelsgeschlecht Danckelmann)
      1. Mathilde von Brenn
      2. Luise von Brenn (1813–1896), ⚭ 1848 Hugo Graf Wrschowetz-Sekerka von Sedczicz (1809–1889), preußischer Offizier (Adelsgeschlecht Wrschowetz)
      3. Helene von Brenn (1825–1902), ⚭ I 1847 Wolf von Wurmb (1822–1852), preußischer Offizier (Adelsgeschlecht Wurmb); ⚭ II 1854 Emil von Gutzmerow (1821–1906), Kammerherr, Standesherr, Mitglied des Preußischen Herrenhauses (Adelsgeschlecht Gutzmerow)

    4. Josepha von Brenn (1775)
    5. Josepha Beata Amalie von Brenn (1776 – um 1809)
    6. Viktoria Wilhelmine Friederike von Brenn (1779–1822), ⚭ 1806 Johann Heinrich Friedrich von Ponickau († 1838); Eltern von Viktor von Ponickau (Adelsgeschlecht Ponickau)
    7. Franz Christian von Brenn (1781–1788)

  11. (II) Karl August Eugen (1735–1736), Erbprinz von Sachsen-Weimar
  12. (II) Ernst August II. (1737–1758), Herzog von Sachsen-Weimar und Eisenach, ⚭ 1756 Anna Amalia (1739–1807), Prinzessin von Braunschweig-Wolfenbüttel, Tochter von Karl I. (1713–1780), Herzog von Braunschweig-Wolfenbüttel (vgl. Stammliste der Welfen)
    1. Carl August (1757–1828), Herzog von Sachsen-Weimar und Eisenach, ab 1809 von Sachsen-Weimar-Eisenach, ab 1815 Großherzog von Sachsen-Weimar-Eisenach, ⚭ 1775 Luise (1757–1830), Prinzessin von Hessen-Darmstadt, Tochter von Ludwig IX. (1719–1790), Landgraf von Hessen-Darmstadt (vgl. Stammliste des Hauses Hessen)
      1. Luise Auguste Amalie (1779–1784), Prinzessin von Sachsen-Weimar und Eisenach
      2. N.N. (Tochter, 1781), Prinzessin von Sachsen-Weimar und Eisenach
      3. Karl Friedrich (1783–1853), Großherzog von Sachsen-Weimar-Eisenach, ⚭ 1804 Maria Pawlowna (1786–1859), Großfürstin von Russland, Tochter von Paul I. (1754–1801), Kaiser von Russland (vgl. Stammliste des Hauses Romanow-Holstein-Gottorp)
        1. Paul Alexander Carl Constantin Friedrich August (1805–1806), Prinz von Sachsen-Weimar und Eisenach
        2. Marie (1808–1877), Prinzessin von Sachsen-Weimar und Eisenach, ab 1809 von Sachsen-Weimar-Eisenach, ⚭ 1827 Carl (1801–1883), Prinz von Preußen, preußischer General (vgl. Stammliste der Hohenzollern)
        3. Augusta (1811–1890), Prinzessin von Sachsen-Weimar-Eisenach, ⚭ 1829 Wilhelm I. (1797–1888), Deutscher Kaiser und König von Preußen (vgl. Stammliste der Hohenzollern)
        4. Carl Alexander (1818–1901), Großherzog von Sachsen-Weimar-Eisenach, ⚭ 1842 Sophie (1824–1897), Prinzessin der Niederlande, Tochter von Wilhelm II. (1792–1849), König der Niederlande (Haus Oranien-Nassau, vgl. Stammliste des Hauses Nassau)
          1. Karl August (1844–1894), Erbgroßherzog von Sachsen-Weimar-Eisenach, ⚭ 1873 Pauline (1852–1904), Prinzessin von Sachsen-Weimar-Eisenach, Tochter von Herrmann (1825–1901), Prinz von Sachsen-Weimar-Eisenach, württembergischer General
            1. Wilhelm Ernst (1876–1923), bis 1918 Großherzog von Sachsen(-Weimar-Eisenach), anschließend Chef des Hauses Sachsen-Weimar-Eisenach, ⚭ I 1903 Caroline (1884–1905), Prinzessin Reuß zu Greiz, Tochter von Heinrich XXII. (1846–1902), Fürst Reuß älterer Linie (vgl. Stammliste des Hauses Reuß); ⚭ II 1910 Feodora (1890–1972), Prinzessin von Sachsen-Meiningen, Tochter von Friedrich (1861–1914), Prinz von Sachsen-Meiningen, preußischer Generalleutnant
              1. (II) Sophie (1912–1988), bis 1918 Prinzessin von Sachsen, ⚭ 1938 (gesch. 1938) Friedrich Günther (1901–1971), bis 1918 Prinz von Schwarzburg, ab 1926 Chef des Hauses Schwarzburg (vgl. Stammliste des Hauses Schwarzburg)
              2. (II) Karl-August (1912–1988), bis 1918 Erbgroßherzog von Sachsen, ab 1923 Chef des Hauses Sachsen-Weimar-Eisenach, ⚭ 1944 Elisabeth Freiin von Wangenheim-Winterstein (1912–2010), Tochter von Baron Othmar von Wangenheim-Winterstein (1866–1947), Oberhofmarschall von Hohenzollern-Sigmaringen (Adelsgeschlecht Wangenheim)
                1. Elisabeth Sophie Prinzessin von Sachsen-Weimar-Eisenach (* 1945), ⚭ 1981 (gesch. 1983) Mindert Diderik de Kant (* 1934)
                2. Michael-Benedikt Prinz von Sachsen-Weimar-Eisenach (* 1946), Jurist, Unternehmer, Chef des Hauses Sachsen-Weimar-Eisenach, ⚭ I 1970 (gesch. 1974) Renate Henkel (* 1947); ⚭ II 1980 Dagmar Hennings (* 1948)
                  1. (II) Leonie Mercedes Augusta Silva Elisabeth Margarethe Prinzessin von Sachsen-Weimar-Eisenach (* 1986), Redakteurin und Reporterin

                3. Beatrice-Marie Prinzessin von Sachsen-Weimar-Eisenach (* 1948), ⚭ 1977 Martin Charles Davidson (* 1940)

              3. (II) Bernhard Friedrich (1917–1986), bis 1918 Prinz von Sachsen, ⚭ 1943 (gesch. 1956) Felicitas Sophie zu Salm-Horstmar (* 1920), Tochter von Prinz Emich Karl Rudolf Friedrich Wilhelm Otto zu Salm-Horstmar (1883–1959, vgl. Stammliste der Rheingrafen)
                1. Katharina Feodore Prinzessin von Sachsen-Weimar-Eisenach (* 1943), ⚭ 1968 (gesch. 1985) Emanuel Joseph von Hohenzollern-Sigmaringen (1929–1999, Haus Hohenzollern-Sigmaringen, vgl. Stammliste der Hohenzollern)
                2. Alexander Georg Prinz von Sachsen-Weimar-Eisenach (1945)
                3. Wilhelm Ernst Prinz von Sachsen-Weimar-Eisenach (* 1946), ⚭ 1973 (gesch. 1985) Eva Kovarcz (* 1945)
                  1. Desiree Prinzessin von Sachsen-Weimar-Eisenach (* 1974), ⚭ 2000 Florian Graf von und zu Hoensbroech (* 1969, Adelsgeschlecht Hoensbroech)
                  2. Georg-Constantin Prinz von Sachsen-Weimar-Eisenach (1977–2018), ⚭ 2015 Olivia Rachelle Page (* 1979)

              4. (II) Jörg Brena (1921–2011), Pianist, Sänger, Rezitator, Hochschuldozent, ⚭ 1953 Gisela Jänisch (1930–1989), Tochter von Wilhelm Erich Jänisch
                1. Louise Ariana Brena (* 1954)
                2. Adelheid Cornelie Brena (* 1955), ⚭ I 1976 (gesch.) Thomas August Landsberg (1945–2010); ⚭ II 1984 (gesch.) Dietmar Berron (* 1956); ⚭ III 2003 William Diaz Cespedes (* 1965)
                3. Isobel Magdalene Brena (* 1959)

            2. Bernhard Heinrich (1878–1900), Prinz von Sachsen-Weimar-Eisenach

          2. Marie (1849–1922), Prinzessin von Sachsen-Weimar-Eisenach, ⚭ 1876 Heinrich VII. (1825–1906), Prinz Reuß zu Köstritz, Diplomat (vgl. Stammliste des Hauses Reuß)
          3. Anne (1851–1859), Prinzessin von Sachsen-Weimar-Eisenach
          4. Elisabeth (1854–1908), Prinzessin von Sachsen-Weimar-Eisenach, ⚭ 1886 Johann Albrecht (1857–1920), Herzog zu Mecklenburg, Regent des Großherzogtums Mecklenburg-Schwerin und des Herzogtums Braunschweig (vgl. Stammliste des Hauses Mecklenburg)

      4. N.N. (Sohn, 1785)
      5. Karoline Luise (1786–1816), Prinzessin von Sachsen-Weimar und Eisenach, ab 1809 von Sachsen-Weimar-Eisenach, ⚭ 1810 Friedrich Ludwig (1778–1819), Erbgroßherzog von Mecklenburg-Schwerin, mecklenburgischer und schwedischer Feldherr (vgl. Stammliste des Hauses Mecklenburg)
      6. N.N. (Sohn, 1789)
      7. Karl Bernhard (1792–1862), Prinz von Sachsen-Weimar und Eisenach, ab 1809 von Sachsen-Weimar-Eisenach, Reiseschriftsteller und Mathematiker, ⚭ 1816 Ida (1794–1852), Prinzessin von Sachsen-Meiningen, Tochter von Georg I. (1761–1803), Herzog von Sachsen-Meiningen
        1. Luise Wilhelmine Adelheid (1817–1832), Prinzessin von Sachsen-Weimar-Eisenach
        2. Wilhelm Karl (1819–1839), Prinz von Sachsen-Weimar-Eisenach
        3. Amelie Auguste Cecilie (1822), Prinzessin von Sachsen-Weimar-Eisenach
        4. Eduard (1823–1902), Prinz von Sachsen-Weimar-Eisenach, britischer Feldmarschall, ⚭ 1851 Augusta Catherine Gordon-Lennox (1827–1904), Tochter von Charles Gordon-Lennox, 5. Duke of Richmond (1791–1860), britischer Politiker (vgl. Stammliste des Hauses Stewart)
        5. Herrmann (1825–1901), Prinz von Sachsen-Weimar-Eisenach, württembergischer General, ⚭ 1851 Auguste (1826–1898), Prinzessin von Württemberg, Tochter von Wilhelm I. (1781–1864), König von Württemberg (vgl. Stammliste des Hauses Württemberg)
          1. Pauline (1852–1904), Prinzessin von Sachsen-Weimar-Eisenach, ⚭ 1873 Karl August (1844–1894), Erbgroßherzog von Sachsen-Weimar-Eisenach
          2. Wilhelm (1853–1924), bis 1918 Prinz von Sachsen-Weimar-Eisenach, ⚭ 1885 Gerta (1863–1945), Prinzessin von Ysenburg und Büdingen, Tochter von Ferdinand Maximilian III. (1824–1903), Fürst zu Ysenburg und Büdingen (Haus Isenburg)
            1. Hermann (1881–1964), Graf von Ostheim, ⚭ I 1909 (gesch. 1911) Wanda Paola Lottero (1881/84–1963); ⚭ II 1918 Aagot Midling (1886–1931); ⚭ III 1932 Isabel Nielson (1895–1981)
              1. (II) Alexander-Kyrill Graf von Ostheim (1922–1943)
→ ausgestorbene Linie (Württembergische Linie des Hauses Sachsen-Weimar-Eisenach erloschen)

            2. Albrecht (1886–1918), Prinz von Sachsen-Weimar-Eisenach, gefallen
            3. Sophie (1888–1913), Prinzessin von Sachsen-Weimar-Eisenach, Selbstmord

          3. Bernhard (1855–1907), Graf von Crayenberg, ⚭ I 1900 Marie Luise Brockmüller (1866–1903); ⚭ II 1905 Elisabeth Gräfin von der Schulenburg (1869–1940), Tochter von Hermann Graf von der Schulenburg (1837–1917), preußischer Offizier (Adelsgeschlecht Schulenburg)
          4. Alexander Wilhelm Bernhard Hermann (1857–1891), Prinz von Sachsen-Weimar-Eisenach
          5. Ernst Carl Wilhelm (1859–1909), Prinz von Sachsen-Weimar-Eisenach
          6. N.N. (Sohn, 1865), Prinz von Sachsen-Weimar-Eisenach
          7. Olga Marie (1869–1924), Prinzessin von Sachsen-Weimar-Eisenach, ⚭ 1902 Leopold (1866–1933), bis 1918 Prinz zu Ysenburg und Birstein (Haus Isenburg)

        6. Friedrich Gustav Karl (1827–1892), Prinz von Sachsen-Weimar-Eisenach, ⚭ 1870 Pierina Marocchia di Marcaini (1845–1879), „Freifrau von Neuperg“
        7. Anne Amalie Marie (1828–1864), Prinzessin von Sachsen-Weimar-Eisenach
        8. Amalia (1830–1872), Prinzessin von Sachsen-Weimar-Eisenach, ⚭ 1853 Heinrich (1820–1879), gen. der Seefahrer, Prinz von Oranien-Nassau, Prinz der Niederlande, niederländischer Admiralleutnant, Statthalter des Großherzogtums Luxemburg (Haus Oranien-Nassau, vgl. Stammliste des Hauses Nassau)

      8. (unehelich mit Eva Dorothea Wiegand) Johann Karl Sebastian Klein (1779–1830), ⚭ 1817 Anna Friederike Henriette Müller (* 1797); → Nachfahren
      9. (unehelich mit Luise Rudorff) Carl Wilhelm von Knebel (1796–1861), Major und Polizeidirektor (1798 adoptiert durch Karl Ludwig von Knebel), ⚭ I 1825 (gesch. 1837) Friederike von Geusau (* 1785, Adelsgeschlecht Geusau); ⚭ II 1839 Josephine Karoline Emilie Trautmann (1807–1888); → Nachfahren
      10. (unehelich mit Karoline Jagemann) Karl von Heygendorff (1806–1895), sächsischer Generalmajor, ⚭ I 1831 Meta Abegg (1810–1835), Pianistin, Tochter von Daniel Jacob Abegg (1775–1834), Elbinger Stadtrat; ⚭ II 1836 Therese Adelaide von Watzdorf (1808–1841), Tochter von Karl von Watzdorf (1759–1840), sächsischer Generalleutnant und Minister (Adelsgeschlecht Watzdorf); ⚭ III 1848 Rosa Klara von Könneritz (1823–1906), Tochter von Hans Heinrich von Könneritz (1790–1863), sächsischer Diplomat und Politiker (Adelsgeschlecht Könneritz); → Nachfahren (u. a. Ralph von Heygendorff, Generalleutnant der Wehrmacht): Adelsgeschlecht Heygendorff
      11. (unehelich mit Karoline Jagemann) August Gottlob Theodor von Heygendorff (1810–1874), preußischer Offizier
      12. (unehelich mit Karoline Jagemann) Caroline Augusta Mariana von Heygendorff (1812–1836), ⚭ 1835 Daniel Tindal (1804–1856), niederländischer Baron

    2. Friedrich Ferdinand Constantin (1758–1793), Prinz von Sachsen-Weimar und Eisenach, kursächsischer Generalmajor; → Nachfahren (unehelich)

  13. (II) Ernestine Auguste Sophie (1740–1786), Prinzessin von Sachsen-Weimar, ab 1741 von Sachsen-Weimar und Eisenach, ⚭ 1758 Ernst Friedrich III. (1727–1780), Herzog von Sachsen-Hildburghausen
  14. (II) Ernst Adolf Felix (1742–1743), Prinz von Sachsen-Weimar und Eisenach

### Haus Sachsen-Gotha-Altenburg
1. Ernst I. (1601–1675), gen. der Fromme, Herzog von Sachsen-Gotha-Altenburg, ⚭ 1636 Elisabeth Sophia (1619–1680), Prinzessin von Sachsen-Altenburg, Tochter von Johann Philipp (1597–1639), Herzog von Sachsen-Altenburg; → Vorfahren siehe oben, Ernestiner von Ernst bis Ernst August I. (Sachsen-Weimar-Eisenach) und Ernst I. (Sachsen-Gotha-Altenburg)
  1. Johann Ernst (1638), Prinz von Sachsen-Weimar
  2. Elisabeth Dorothea (1640–1709), Prinzessin von Sachsen-Gotha, ⚭ 1666 Ludwig VI. (1630–1678), Landgraf von Hessen-Darmstadt (vgl. Stammliste des Hauses Hessen)
  3. Johann Ernst (1641–1657), Prinz von Sachsen-Gotha
  4. Christian (1642), Prinz von Sachsen-Gotha
  5. Sophie (1643–1657), Prinzessin von Sachsen-Gotha
  6. Johanna (1645–1657), Prinzessin von Sachsen-Gotha
  7. Friedrich I. (1646–1691), Herzog von Sachsen-Gotha-Altenburg, ⚭ I 1669 Magdalena Sibylla (1648–1681), Prinzessin von Sachsen-Weißenfels, Tochter von August (1614–1680), Herzog von Sachsen-Weißenfels; ⚭ II 1681 Christine (1645–1705), Prinzessin von Baden-Durlach, Tochter von Friedrich VI. (1617–1677), Markgraf von Baden-Durlach (vgl. Stammliste des Hauses Baden)
    1. (I) Anna Sophie (1670–1728), Prinzessin von Sachsen-Gotha, ab 1672 von Sachsen-Gotha-Altenburg, ⚭ 1691 Ludwig Friedrich I. (1667–1718), Fürst von Schwarzburg-Rudolstadt (vgl. Stammliste des Hauses Schwarzburg)
    2. Magdalene Sybille (1671–1673), Prinzessin von Sachsen-Gotha, ab 1672 von Sachsen-Gotha-Altenburg
    3. (I) Dorothea Maria (1674–1713), Prinzessin von Sachsen-Gotha-Altenburg, ⚭ 1704 Ernst Ludwig I. (1672–1724), Herzog von Sachsen-Meiningen
    4. (I) Friederike (1675–1709), Prinzessin von Sachsen-Gotha-Altenburg, ⚭ 1702 Johann August (1677–1742), Prinz und nachmaliger Fürst von Anhalt-Zerbst (vgl. Stammliste der Askanier)
    5. (I) Friedrich II. (1676–1732), Herzog von Sachsen-Gotha-Altenburg, ⚭ 1696 Magdalena Augusta (1679–1740), Prinzessin von Anhalt-Zerbst, Tochter von Karl Wilhelm (1652–1718), Fürst von Anhalt-Zerbst (vgl. Stammliste der Askanier)
      1. Sophie (1697–1703), Prinzessin von Sachsen-Gotha-Altenburg
      2. Friedrich III. (1699–1772), Herzog von Sachsen-Gotha-Altenburg, ⚭ 1729 Luise Dorothea (1710–1767), Prinzessin von Sachsen-Meiningen, Tochter von Ernst Ludwig I. (1672–1724), Herzog von Sachsen-Meiningen
        1. Friedrich Ludwig (1735–1756), Erbprinz von Sachsen-Gotha-Altenburg
        2. Ludwig (1735), Prinz von Sachsen-Gotha-Altenburg
        3. N.N. (tot geborener Zwillingssohn, 1735)
        4. N.N. (tot geborener Zwillingssohn, 1739)
        5. N.N. (tot geborener Zwillingssohn, 1739)
        6. Friederike Luise (1741–1776), Prinzessin von Sachsen-Gotha-Altenburg
        7. Ernst II. (1745–1804), Herzog von Sachsen-Gotha-Altenburg, ⚭ 1769 Charlotte (1751–1827), Prinzessin von Sachsen-Meiningen, Tochter von Anton Ulrich (1687–1763), Herzog von Sachsen-Meiningen
          1. Ernst (1770–1779), Erbprinz von Sachsen-Gotha-Altenburg
          2. August (1772–1822), Herzog von Sachsen-Gotha-Altenburg, ⚭ I 1797 Luise Charlotte (1779–1801), Herzogin zu Mecklenburg(-Schwerin), Tochter von Friedrich Franz I. (1756–1837), Großherzog von Mecklenburg-Schwerin (vgl. Stammliste des Hauses Mecklenburg); ⚭ II 1802 Karoline Amalie (1771–1848), Prinzessin von Hessen-Kassel, Tochter von Wilhelm I. (1743–1821), Kurfürst von Hessen (vgl. Stammliste des Hauses Hessen)
            1. (I) Luise (1800–1831), Prinzessin von Sachsen-Gotha-Altenburg, ⚭ I 1817 (gesch. 1826) Ernst I. (1784–1844), Herzog von Sachsen-Coburg-Saalfeld, ab 1826 von Sachsen-Coburg und Gotha; ⚭ II 1826 Alexander von Hanstein (1804–1884), „Graf von Pölzig und Beiersdorf“ (Adelsgeschlecht Hanstein)

          3. Friedrich IV. (1774–1825), Herzog von Sachsen-Gotha-Altenburg
→ ausgestorbene Linie (Haus Sachsen-Gotha-Altenburg erloschen)
          4. Ludwig (1777), Prinz von Sachsen-Gotha-Altenburg

        8. August (1747–1806), Prinz von Sachsen-Gotha-Altenburg, Mäzen und Schöngeist

      3. Wilhelm (1701–1771), Prinz von Sachsen-Gotha-Altenburg, kaiserlicher Generalfeldzeugmeister, ⚭ 1742 Anne (1709–1758), Prinzessin von Schleswig-Holstein-Gottorf, Tochter von Christian August (1673–1726), Prinz von Schleswig-Holstein-Gottorf, Fürstbischof von Lübeck (Haus Schleswig-Holstein-Gottorf, vgl. Stammliste des Hauses Oldenburg)
      4. Karl Friedrich (1702–1703), Prinz von Sachsen-Gotha-Altenburg
      5. Johann August (1704–1767), Prinz von Sachsen-Gotha-Altenburg, Generalfeldmarschall, ⚭ 1752 Luise (1726–1773), Tochter von Heinrich I. (1695–1744), Graf Reuß zu Schleiz (vgl. Stammliste des Hauses Reuß)
        1. Auguste (1752–1805), Prinzessin von Sachsen-Gotha-Altenburg, ⚭ 1780 Friedrich Karl (1736–1793), Fürst von Schwarzburg-Rudolstadt (vgl. Stammliste des Hauses Schwarzburg)
        2. Luise (1756–1808), Prinzessin von Sachsen-Gotha-Altenburg, ⚭ 1775 Friedrich Franz I. (1756–1837), Großherzog von Mecklenburg-Schwerin (vgl. Stammliste des Hauses Mecklenburg)

      6. Christian (1705), Prinz von Sachsen-Gotha-Altenburg
      7. Christian Wilhelm (1706–1748), Prinz von Sachsen-Gotha-Altenburg, polnischer und sächsischer Generalleutnant, ⚭ 1743 Luise (1726–1773), Tochter von Heinrich I. (1695–1744), Graf Reuß zu Schleiz (vgl. Stammliste des Hauses Reuß)
      8. Ludwig Ernst (1707–1763), Prinz von Sachsen-Gotha-Altenburg, münsterscher Generalleutnant
      9. Emanuel (1709–1710), Prinz von Sachsen-Gotha-Altenburg
      10. Moritz (1711–1777), Prinz von Sachsen-Gotha-Altenburg, Regent des Herzogtums Sachsen-Eisenach, hessen-kasselscher Generalleutnant
      11. Sophie (1712), Prinzessin von Sachsen-Gotha-Altenburg
      12. Karl (1714–1715), Prinz von Sachsen-Gotha-Altenburg
      13. Friederike (1715–1775), Prinzessin von Sachsen-Gotha-Altenburg, ⚭ 1734 Johann Adolf II. (1685–1746), Herzog von Sachsen-Weißenfels, Generalfeldmarschall
      14. N.N. (tot geborener Sohn, 1716)
      15. Magdalene Sybille (1718), Prinzessin von Sachsen-Gotha-Altenburg
      16. Augusta (1719–1772), Prinzessin von Sachsen-Gotha-Altenburg, ⚭ 1736 Friedrich Ludwig (1707–1751), Prince of Wales (Haus Hannover, vgl. Stammliste der Welfen)
      17. Johann Adolf (1721–1799), Prinz von Sachsen-Gotha-Altenburg, kursächsischer Generalleutnant, ⚭ ≤ 1779 Marie Maximiliane Elisabeth Schauer (1732–1779)
        1. Friedrich Adolph (1760)
        2. Adolph Christian Carl von Gothart (1761–1835), Forstmeister und Gutsbesitzer von Kleinhelmsdorf und Haardorf; → Nachfahren: Adelsgeschlecht Gothart
        3. Johanna Adolfine Friederike von Gothart (1767–1804), ⚭ 1783 (gesch.) Johann Erdmann Siegmund von Schütz zu Moßbach (1747–1832), sachsen-gotha-altenburgischer Oberst

    6. (I) Johann Wilhelm (1677–1707), Prinz von Sachsen-Gotha-Altenburg, kaiserlicher General
    7. (I) Elisabeth (1679–1680), Prinzessin von Sachsen-Gotha-Altenburg
    8. (I) Johanna (1680–1704), Prinzessin von Sachsen-Gotha-Altenburg, ⚭ 1702 Adolf Friedrich II. (1658–1708), Herzog von Mecklenburg-Strelitz (vgl. Stammliste des Hauses Mecklenburg (Linie Strelitz))

  8. Albrecht (1648–1699), Herzog von Sachsen-Coburg, ⚭ I 1676 Marie Elisabeth (1638–1687), Tochter von August II. (1579–1666), Herzog von Braunschweig-Wolfenbüttel (vgl. Stammliste der Welfen); ⚭ II 1688 Susanne Elisabeth (1643–1717), Tochter von Nikolaus Kempinski, Freiherr von Schwisiz und Altenhofen zu Limberg
    1. (I) Ernst August (1677–1678), Erbprinz von Sachsen-Coburg

  9. Bernhard I. (1649–1706), Herzog von Sachsen-Meiningen, ⚭ I 1671 Marie Hedwig (1647–1680), Prinzessin von Hessen-Darmstadt, Tochter von Georg II. (1605–1661), Landgraf von Hessen-Darmstadt (vgl. Stammliste des Hauses Hessen); ⚭ II 1681 Elisabeth Eleonore (1658–1729), Prinzessin von Braunschweig-Wolfenbüttel, Tochter von Anton Ulrich (1633–1714), Herzog von Braunschweig-Wolfenbüttel (vgl. Stammliste der Welfen); → Nachfahren siehe unten, Haus Sachsen-Meiningen
  10. Heinrich (1650–1710), Herzog von Sachsen-Römhild, ⚭ 1676 Marie Elisabeth (1656–1715), Prinzessin von Hessen-Darmstadt, Tochter von Ludwig VI. (1630–1678), Landgraf von Hessen-Darmstadt (vgl. Stammliste des Hauses Hessen)
  11. Christian (1653–1707), Herzog von Sachsen-Eisenberg, ⚭ I 1677 Christiane (1659–1679), Prinzessin von Sachsen-Merseburg, Tochter von Christian I. (1615–1691), Herzog von Sachsen-Merseburg; ⚭ II 1681 Sophie Marie (1661–1712), Prinzessin von Hessen-Darmstadt, Tochter von Ludwig VI. (1630–1678), Landgraf von Hessen-Darmstadt (vgl. Stammliste des Hauses Hessen)
    1. (I) Christine (1679–1722), Prinzessin von Sachsen-Eisenberg, ⚭ 1699 Philipp Ernst (1673–1729), Herzog von Schleswig-Holstein-Sonderburg-Glücksburg (Haus Schleswig-Holstein-Sonderburg-Glücksburg (ältere Linie), vgl. Stammliste des Hauses Oldenburg)

  12. Dorothea Maria (1654–1682), Prinzessin von Sachsen-Gotha, ab 1672 von Sachsen-Gotha-Altenburg
  13. Ernst (1655–1715), Herzog von Sachsen-Hildburghausen, ⚭ 1680 Sophia Henriette (1662–1702), Prinzessin von Waldeck-Eisenberg, Tochter von Georg Friedrich (1620–1692), Fürst von Waldeck-Eisenberg (vgl. Stammliste des Hauses Waldeck); → Nachfahren siehe unten, Haus Sachsen-Hildburghausen (ab 1826 Jüngeres Haus Sachsen-Altenburg)
  14. Johann Philipp (1657), Prinz von Sachsen-Gotha
  15. Johann Ernst (1658–1729), Herzog von Sachsen-Saalfeld, ⚭ I 1680 Sophie Hedwig (1660–1686), Prinzessin von Sachsen-Merseburg, Tochter von Christian I. (1615–1691), Herzog von Sachsen-Merseburg; ⚭ II 1690 Charlotte Johanna (1664–1699), Tochter von Josias (1636–1669), Graf von Waldeck-Wildungen (vgl. Stammliste des Hauses Waldeck); → Nachfahren siehe unten, Haus Sachsen-Saalfeld (ab 1735 Haus Sachsen-Coburg-Saalfeld, ab 1826 Haus Sachsen-Coburg und Gotha)
  16. Johanna Elisabeth (1660), Prinzessin von Sachsen-Gotha
  17. Johann Philipp (1661–1662), Prinz von Sachsen-Gotha
  18. Sophie Elisabeth (1663), Prinzessin von Sachsen-Gotha

#### Haus Sachsen-Meiningen
1. Bernhard I. (1649–1706), Herzog von Sachsen-Meiningen, ⚭ I 1671 Marie Hedwig (1647–1680), Prinzessin von Hessen-Darmstadt, Tochter von Georg II. (1605–1661), Landgraf von Hessen-Darmstadt (vgl. Stammliste des Hauses Hessen); ⚭ II 1681 Elisabeth Eleonore (1658–1729), Prinzessin von Braunschweig-Wolfenbüttel, Tochter von Anton Ulrich (1633–1714), Herzog von Braunschweig-Wolfenbüttel (vgl. Stammliste der Welfen); → Vorfahren siehe oben, Haus Sachsen-Gotha-Altenburg
  1. (I) Ernst Ludwig I. (1672–1724), Herzog von Sachsen-Meiningen, ⚭ I 1704 Dorothea Maria, Prinzessin von Sachsen-Gotha-Altenburg (1674–1713), Tochter von Friedrich I. (1646–1691), Herzog von Sachsen-Gotha-Altenburg; ⚭ II 1714 Elisabeth Sophie (1674–1748), Prinzessin von Brandenburg, Tochter von Friedrich Wilhelm (1620–1688), Kurfürst von Brandenburg (vgl. Stammliste der Hohenzollern)
    1. (I) Joseph Bernhard (1706–1724), Erbprinz von Sachsen-Meiningen
    2. (I) Friedrich August (1707), Prinz von Sachsen-Meiningen
    3. (I) Ernst Ludwig II. (1709–1729), Herzog von Sachsen-Meiningen
    4. (I) Luise Dorothea (1710–1767), Prinzessin von Sachsen-Meiningen, ⚭ 1729 Friedrich III. (1699–1772), Herzog von Sachsen-Gotha-Altenburg
    5. (I) Karl Friedrich (1712–1743), Herzog von Sachsen-Meiningen

  2. (I) Bernhard (1673–1694), Prinz von Sachsen-Meiningen
  3. (I) Johann Ernst (1674–1675), Prinz von Sachsen-Meiningen
  4. (I) Marie Elisabeth (1676), Prinzessin von Sachsen-Meiningen
  5. (I) Johann Georg (1677–1678), Prinz von Sachsen-Meiningen
  6. (I) Friedrich Wilhelm (1679–1746), Herzog von Sachsen-Meiningen
  7. (I) Georg Ernst (1680–1699), Prinz von Sachsen-Meiningen
  8. (II) Elisabeth (1681–1766), Prinzessin von Sachsen-Meiningen, Äbtissin von Gandersheim
  9. (II) Eleonore Friederike (1683–1739), Prinzessin von Sachsen-Meiningen, Kanonisse in Gandersheim
  10. (II) Anton August (1684), Prinz von Sachsen-Meiningen
  11. (II) Wilhelmine Luise (1686–1753), Prinzessin von Sachsen-Meiningen, ⚭ 1703 Karl (1682–1745), Herzog von Württemberg-Bernstadt (vgl. Stammliste des Hauses Württemberg)
  12. (II) Anton Ulrich (1687–1763), Herzog von Sachsen-Meiningen, ⚭ I 1711 Philippine Elisabeth Cäsar (1686–1744), Tochter von David Cäsar (1652–1688), hessen-kasselscher Hauptmann und Ingenieur; ⚭ II 1750 Charlotte Amalie (1730–1801), Tochter von Karl I. (1682–1770), Landgraf von Hessen-Philippstal (Haus Hessen-Philippsthal, vgl. Stammliste des Hauses Hessen)
    1. (I) Philippine Antoinette (1712–1785), ab 1727 Prinzessin von Sachsen-Meiningen
    2. (I) Philippine Elisabeth (1713–1781), ab 1727 Prinzessin von Sachsen-Meiningen
    3. (I) Philippine Luise (1714–1771), ab 1727 Prinzessin von Sachsen-Meiningen
    4. (I) Philippine Wilhelmine (1715–1718)
    5. (I) Bernhard Ernst (1716–1778), ab 1727 Prinz von Sachsen-Meiningen
    6. (I) Antonie Auguste (1717–1768), ab 1727 Prinzessin von Sachsen-Meiningen
    7. (I) Sophie Wilhelmine (1719–1723)
    8. (I) Karl Ludwig (1721–1727), ab 1727 Prinz von Sachsen-Meiningen
    9. (I) Christine Friederike (1723)
    10. (I) Friedrich Ferdinand (1725)
    11. (II) Charlotte (1751–1827), Prinzessin von Sachsen-Meiningen, ⚭ 1769 Ernst II. (1745–1804), Herzog von Sachsen-Gotha-Altenburg
    12. (II) Luise (1752–1805), Prinzessin von Sachsen-Meiningen, ⚭ 1781 Adolf (1743–1803), Landgraf von Hessen-Philippsthal-Barchfeld (Haus Hessen-Philippsthal-Barchfeld, vgl. Stammliste des Hauses Hessen)
    13. (II) Elisabeth Sophie (1753–1754), Prinzessin von Sachsen-Meiningen
    14. (II) Karl (1754–1782), Herzog von Sachsen-Meiningen, ⚭ 1780 Luise (1764–1834), Prinzessin zu Stolberg-Gedern, Tochter von Christian Carl (1725–1764), Prinz zu Stolberg-Gedern, Generalfeldzeugmeister des deutschen Reichsheeres (Adelsgeschlecht Stolberg)
    15. (II) Friedrich Franz Ernst Ludwig (1756–1761), Prinz von Sachsen-Meiningen
    16. (II) Friedrich Wilhelm (1757–1758), Prinz von Sachsen-Meiningen
    17. (II) Georg I. (1761–1803), Herzog von Sachsen-Meiningen, ⚭ 1782 Louise Eleonore (1763–1837), Prinzessin zu Hohenlohe-Langenburg, Tochter von Christian Albrecht (1726–1789), Fürst von Hohenlohe-Langenburg (Haus Hohenlohe)
      1. Adelheid (1792–1849), Prinzessin von Sachsen-Meiningen, ⚭ 1818 Wilhelm IV. (1765–1837), König von Großbritannien und Irland (Haus Hannover, vgl. Stammliste der Welfen)
      2. Ida (1794–1852), Prinzessin von Sachsen-Meiningen, ⚭ 1816 Karl Bernhard (1792–1862), Prinz von Sachsen-Weimar und Eisenach, ab 1809 von Sachsen-Weimar-Eisenach, Reiseschriftsteller und Mathematiker
      3. Bernhard II. (1800–1882), Herzog von Sachsen-Meiningen, ⚭ 1825 Marie (1804–1888), Prinzessin von Hessen-Kassel, Tochter von Wilhelm II. (1777–1847), Kurfürst von Hessen (vgl. Stammliste des Hauses Hessen)
        1. Georg II. (1826–1914), Herzog von Sachsen-Meiningen, ⚭ I 1850 Charlotte (1831–1855), Prinzessin von Preußen, Tochter von Albrecht (1809–1872), Prinz von Preußen, preußischer Generaloberst (vgl. Stammliste der Hohenzollern); ⚭ II 1858 Feodora (1839–1872), Prinzessin zu Hohenlohe-Langenburg, Tochter von Ernst I. (1794–1860), Fürst zu Hohenlohe-Langenburg (Haus Hohenlohe); ⚭ III 1873 Ellen Franz (1839–1923), „Freifrau von Heldburg“, Tochter von Hermann Franz (1803–1870), Handelsschuldirektor
          1. (I) Bernhard III. (1851–1928), bis 1918 Herzog von Sachsen-Meiningen, anschließend Chef des Hauses Sachsen-Meiningen, ⚭ 1878 Charlotte (1860–1919), Prinzessin von Preußen, Tochter von Friedrich III. (1831–1888), deutscher Kaiser und König von Preußen (vgl. Stammliste der Hohenzollern)
            1. Feodora (1879–1945), Prinzessin von Sachsen-Meiningen, ⚭ 1898 Heinrich XXX. (1864–1939), bis 1918 Prinz Reuß zu Köstritz, Herr auf Jänkendorf und Neuhof (vgl. Stammliste des Hauses Reuß)

          2. (I) Georg Albrecht (1852–1855), Prinz von Sachsen-Meiningen
          3. (I) Marie Elisabeth (1853–1923), bis 1918 Prinzessin von Sachsen-Meiningen, Komponistin
          4. (I) N.N. (Sohn, 1855), Prinz von Sachsen-Meiningen
          5. (II) Ernst (1859–1941), bis 1918 Prinz von Sachsen-Meiningen, ab 1928 Chef des Hauses Sachsen-Meiningen, ⚭ 1892 Katharina Jensen (1874–1945), „Freifrau von Saalfeld“, Tochter von Wilhelm Jensen (1837–1911), Schriftsteller
            1. Georg „Jörg“ Wilhelm von Saalfeld (1893–1916), gefallen
            2. Elisabeth Helene Adelheid Marie von Saalfeld (1895–1934), ⚭ 1917 Johann Duken (1889–1954), Pädiater, Hochschullehrer und Nationalsozialist
            3. Ernst Friedrich Heinrich Paul von Saalfeld (1896–1915), gefallen
            4. Ralf von Saalfeld (1900–1947), Kapellmeister, Chorleiter, Dirigent, Organist und Musikpädagoge, ⚭ I 1928 Marie Seitz (1903–1931); ⚭ II 1936 Melanie von Bismarck (1911–1987), Tochter von Wilhelm von Bismarck (1867–1935), Politiker und Landeshauptmann des Kreises Stendal (Adelsgeschlecht Bismarck); → Nachfahren: Adelsgeschlecht Saalfeld
            5. Sven Hans Heinrich Bernhard von Saalfeld (1903–1998), ⚭ 1936 (gesch. 1952) Elisabeth Faust (* 1916), Tochter von Julius Faust; → Nachfahren: Adelsgeschlecht Saalfeld
            6. Heinrich „Enzio“ von Saalfeld (1908–1941), gefallen, ⚭ 1936 Ruth Viererbe (1910–1974), Tochter von Ernst Viererbe; → Nachfahren: Adelsgeschlecht Saalfeld

          6. (II) Friedrich (1861–1914), Prinz von Sachsen-Meiningen, gefallen, ⚭ 1889 Adelheid (1870–1948), Tochter von Graf Ernst zur Lippe-Biesterfeld (1842–1904), Regent des Fürstentums Lippe (vgl. Stammliste des Hauses Lippe)
            1. Feodora (1890–1972), Prinzessin von Sachsen-Meiningen, ⚭ 1910 Wilhelm Ernst (1876–1923), bis 1918 Großherzog von Sachsen(-Weimar-Eisenach)
            2. Adelheid (1891–1971), Prinzessin von Sachsen-Meiningen, ⚭ 1914 Adalbert (1884–1948), bis 1918 Prinz von Preußen, Marineoffizier (vgl. Stammliste der Hohenzollern)
            3. Georg (1892–1946), bis 1918 Prinz von Sachsen-Meiningen, Jurist, ab 1941 Chef des Hauses Sachsen-Meiningen, ⚭ 1919 Clara Maria von Korff (1895–1984), gen. Schmising-Kerssenbrock, Tochter von Graf Alfred von Korff, gen. Schmising-Kerssenbrock (1856–1936), Forstmeister (Adelsgeschlecht von Korff)
              1. Anton Ulrich Prinz von Sachsen-Meiningen (1919–1940), gefallen
              2. Friedrich Alfred Prinz von Sachsen-Meiningen (1921–1997), Mönch
              3. Marie Elisabeth Prinzessin von Sachsen-Meiningen (1922–1923)
              4. Regina Prinzessin von Sachsen-Meiningen (1925–2010), ⚭ 1951 Otto von Habsburg (1912–2011), bis 1918 Erzherzog von Österreich und kaiserlicher Kronprinz, Chef des Hauses Habsburg-Lothringen, Mitglied des Europäischen Parlaments (vgl. Stammliste des Hauses Habsburg-Lothringen)

            4. Ernst (1895–1914), Prinz von Sachsen-Meiningen, gefallen
            5. Luise (1899–1985), bis 1918 Prinzessin von Sachsen-Meiningen, ⚭ 1936 Baron Götz von Wangenheim (1895–1941), gefallen; Eltern von Karin von Wangenheim (Adelsgeschlecht Wangenheim)
            6. Bernhard (1901–1984), bis 1918 Prinz von Sachsen-Meiningen, ab 1946 Chef des Hauses Sachsen-Meiningen, ⚭ I 1931 (gesch. 1947) Margot Grössler (1911–1998); ⚭ II 1948 Vera Freiin Schäffer von Bernstein (1914–1994), Tochter von Friedrich Freiherr Schäffer von Bernstein (1868–1958), deutscher Generalmajor
              1. (I) Feodora Adelheid May Luise Prinzessin von Sachsen-Meiningen (* 1932), ⚭ 1967 Burkhard Kippenberg (* 1927), Verleger
              2. (I) Friedrich-Ernst Prinz von Sachsen-Meiningen (1935–2004), Unternehmer, ⚭ I 1962 (gesch. 1973) Ehrengard von Massow (* 1933), Tochter von Helmuth von Massow (1900–1967, Adelsgeschlecht Massow); ⚭ II 1977 Beatrice Prinzessin von Sachsen-Coburg und Gotha (* 1951), Tochter von Friedrich Josias Prinz von Sachsen-Coburg und Gotha (1918–1998), Chef des Hauses Sachsen-Coburg und Gotha, Kaufmann
                1. (II) Marie Alexandra Prinzessin von Sachsen-Meiningen (* 1978), ⚭ 2004 (gesch.) Benno Widmer (* 1971), Rechtsanwalt und Kunsthistoriker
                2. (II) Friedrich Constantin Hendric Prinz von Sachsen-Meiningen (* 1980)
                  1. (unehelich mit Sophia Lupus) Michael Prinz von Sachsen-Meiningen (* 2015)

              3. (II) Eleonore Adelheid Prinzessin von Sachsen-Meiningen (* 1950), ⚭ 1982 Peter Eric Rosden (* 1947)
              4. (II) Friedrich-Konrad Prinz von Sachsen-Meiningen (* 1952), Chef des Hauses Sachsen-Meiningen
              5. (II) Almut Huberta Anne Viktoria Prinzessin von Sachsen-Meiningen (* 1959), ⚭ 1993 Eberhard von Braunschweig (* 1954, pommersches Adelsgeschlecht Braunschweig)

          7. (II) Viktor (1865), Prinz von Sachsen-Meiningen

        2. Auguste (1843–1919), Prinzessin von Sachsen-Meiningen, ⚭ 1862 Moritz (1829–1907), Erbprinz von Sachsen-Altenburg

    18. (II) Amelie Auguste Karoline (1762–1798), Prinzessin von Sachsen-Meiningen, ⚭ 1783 Heinrich Karl Erdmann (1759–1817), Fürst zu Carolath-Beuthen (Adelsgeschlecht Schoenaich-Carolath)

#### Haus Sachsen-Hildburghausen (ab 1826 Jüngeres Haus Sachsen-Altenburg)
1. Ernst (1655–1715), Herzog von Sachsen-Hildburghausen, ⚭ 1680 Sophia Henriette (1662–1702), Prinzessin von Waldeck-Eisenberg, Tochter von Georg Friedrich (1620–1692), Fürst von Waldeck-Eisenberg (vgl. Stammliste des Hauses Waldeck); → Vorfahren siehe oben, Haus Sachsen-Gotha-Altenburg
  1. Karl (1680–1687), Prinz von Sachsen-Hildburghausen
  2. Ernst Friedrich I. (1681–1724), Herzog von Sachsen-Hildburghausen, ⚭ 1704 Sophia Albertine (1683–1742), Tochter von Georg Ludwig I. (1643–1693), Graf von Erbach (Adelsgeschlecht Erbach)
    1. Ernst Ludwig Hollandinus (1704), Prinz von Sachsen-Hildburghausen
    2. Sophia Amalia Elisabeth (1705–1708), Prinzessin von Sachsen-Hildburghausen
    3. Ernst Ludwig Albrecht (1707), Prinz von Sachsen-Hildburghausen
    4. Ernst Friedrich II. (1707–1745), Herzog von Sachsen-Hildburghausen, ⚭ 1726 Caroline (1700–1758), Tochter von Philipp Karl (1677–1736), Graf von Erbach-Fürstenau (Adelsgeschlecht Erbach)
      1. Ernst Friedrich III. (1727–1780), Herzog von Sachsen-Hildburghausen, ⚭ I 1749 Louise (1726–1756), Prinzessin von Dänemark, Tochter von Christian VI. (1699–1746), König von Dänemark und Norwegen (vgl. Stammliste des Hauses Oldenburg); ⚭ II 1757 Christiane Sophie Charlotte (1733–1757), Prinzessin von Brandenburg-Bayreuth, Tochter von Friedrich Christian (1708–1769), Markgraf von Brandenburg-Bayreuth (vgl. Stammliste der Hohenzollern); ⚭ III 1758 Ernestine Auguste Sophie (1740–1786), Prinzessin von Sachsen-Weimar, ab 1741 von Sachsen-Weimar und Eisenach, Tochter von Ernst August I. (1688–1748), Herzog von Sachsen-Weimar und Eisenach
        1. (I) Friederike Sophie Juliane Karoline (1755–1756), Prinzessin von Sachsen-Hildburghausen
        2. (II) Friederike Sophie Marie Karoline (1757), Prinzessin von Sachsen-Hildburghausen
        3. (unehelich mit Sabine Dorothea Isabella von Carlowitz, Tochter von Georg Karl von Carlowitz) Caroline von Heldburg (1759–1830), ⚭ 1780 Friedrich Ludwig Karl von Boxberg (1755–1831, Adelsgeschlecht Boxberger)
        4. (unehelich mit Sabine Dorothea Isabella von Carlowitz, Tochter von Georg Karl von Carlowitz) Luise von Heldburg († 1797), ⚭ ≤ 1793 Carl von Imhoff († 1843), sachsen-coburg-gothaischer Kammerherr, Oberstleutnant und Postdirektor (Patriziergeschlecht Imhoff)
        5. (unehelich mit Sabine Dorothea Isabella von Carlowitz, Tochter von Georg Karl von Carlowitz) Friederike von Heldburg (1768–1839), ⚭ Ludwig Friedrich Karl Gotthold Marschall gen. Greiff († 1801), sachsen-coburgischer Geheimer Rat und Landjägermeister (Adelsgeschlecht Marschall genannt Greiff)
        6. (III) Sophie (1760–1776), Prinzessin von Sachsen-Hildburghausen, ⚭ 1776 Franz (1750–1806), Herzog von Sachsen-Coburg-Saalfeld
        7. (III) Caroline (1761–1790), Prinzessin von Sachsen-Hildburghausen, ⚭ 1778 Eugen (1730–1795), Prinz von Sachsen-Hildburghausen, dänischer General
        8. (III) Friedrich (1763–1834), Herzog von Sachsen-Hildburghausen, ab 1826 von Sachsen-Altenburg, 1826 umbenannt in (Jüngeres) Haus Sachsen-Altenburg, ⚭ 1785 Charlotte (1769–1818), Herzogin zu Mecklenburg(-Strelitz), Tochter von Karl II. (1741–1816), Großherzog von Mecklenburg-Strelitz (vgl. Stammliste des Hauses Mecklenburg (Linie Strelitz))
          1. Friedrich (1786), Erbprinz von Sachsen-Hildburghausen
          2. Charlotte (1787–1847), Prinzessin von Sachsen-Hildburghausen, ⚭ 1805 Paul (1785–1852), Prinz von Württemberg, russischer General (vgl. Stammliste des Hauses Württemberg)
          3. Auguste (1788), Prinzessin von Sachsen-Hildburghausen
          4. Joseph (1789–1868), Herzog von Sachsen-Altenburg, ⚭ 1817 Amalie (1799–1848), Prinzessin von Württemberg, Tochter von Ludwig (1756–1817), Prinz von Württemberg, preußischer Generalfeldmarschall (vgl. Stammliste des Hauses Württemberg)
            1. Marie (1818–1907), Prinzessin von Sachsen-Hildburghausen, ab 1826 von Sachsen-Altenburg, ⚭ 1843 Georg V. (1819–1878), König von Hannover (Haus Hannover, vgl. Stammliste der Welfen)
            2. Pauline Friederike Henriette (1819–1825), Prinzessin von Sachsen-Hildburghausen
            3. Therese (1823–1915), Prinzessin von Sachsen-Hildburghausen, ab 1826 von Sachsen-Altenburg
            4. Elisabeth (1826–1896), Prinzessin von Sachsen-Hildburghausen, ab 1826 von Sachsen-Altenburg, ⚭ 1852 Peter II. (1827–1900), Großherzog von Oldenburg (Haus Schleswig-Holstein-Gottorf, vgl. Stammliste des Hauses Oldenburg)
            5. Alexandra (1830–1911), Prinzessin von Sachsen-Altenburg, ⚭ 1848 Konstantin Nikolajewitsch Romanow (1827–1892), Großfürst von Russland, Vizekönig von Polen, russischer General und Politiker (vgl. Stammliste des Hauses Romanow-Holstein-Gottorp)
            6. Luise (1832–1833), Prinzessin von Sachsen-Altenburg

          5. Friederike (1791), Prinzessin von Sachsen-Hildburghausen
          6. Therese (1792–1854), Prinzessin von Sachsen-Hildburghausen, ⚭ 1810 Ludwig I. (1786–1868), König von Bayern (vgl. Stammliste des Hauses Wittelsbach)
          7. Luise (1794–1825), Prinzessin von Sachsen-Hildburghausen, ⚭ 1813 Wilhelm I. (1792–1839), Herzog von Nassau (vgl. Stammliste des Hauses Nassau)
          8. Franz Friedrich (1795–1800), Prinz von Sachsen-Hildburghausen
          9. Georg (1796–1853), Herzog von Sachsen-Altenburg, ⚭ 1825 Marie (1803–1862), Herzogin zu Mecklenburg(-Schwerin), Tochter von Friedrich Ludwig (1778–1819), Erbprinz von Mecklenburg-Schwerin (vgl. Stammliste des Hauses Mecklenburg)
            1. Ernst I. (1826–1908), Herzog von Sachsen-Altenburg, ⚭ 1853 Agnes (1824–1897), Prinzessin von Anhalt-Dessau, Tochter von Leopold IV. Friedrich (1794–1871), Herzog von Anhalt-Dessau (vgl. Stammliste der Askanier)
              1. Marie (1854–1898), Prinzessin von Sachsen-Altenburg, ⚭ 1873 Albrecht (1837–1906), Prinz von Preußen, preußischer Generalfeldmarschall, Regent des Herzogtums Braunschweig, Herrenmeister des Johanniterordens (vgl. Stammliste der Hohenzollern)
              2. Georg (1856), Prinz von Sachsen-Altenburg

            2. Albrecht (1827–1835), Prinz von Sachsen-Altenburg
            3. Moritz (1829–1907), Erbprinz von Sachsen-Altenburg, ⚭ 1862 Auguste (1843–1919), Prinzessin von Sachsen-Meiningen, Tochter von Bernhard II. (1800–1882), Herzog von Sachsen-Meiningen
              1. Marie Anna (1864–1918), Prinzessin von Sachsen-Altenburg, ⚭ 1882 Georg (1846–1911), Fürst zu Schaumburg-Lippe (Haus Schaumburg-Lippe, vgl. Stammliste des Hauses Lippe)
              2. Elisabeth (1865–1927), Prinzessin von Sachsen-Altenburg, ⚭ 1884 Konstantin Konstantinowitsch Romanow (1858–1915), Großfürst von Russland, Dichter und Dramatiker (vgl. Stammliste des Hauses Romanow-Holstein-Gottorp)
              3. Margarete (1867–1882), Prinzessin von Sachsen-Altenburg
              4. Ernst II. (1871–1955), bis 1918 Herzog von Sachsen-Altenburg, anschließend Chef des Hauses Sachsen-Altenburg, ⚭ I 1898 (gesch. 1922) Adelheid (1875–1971), Prinzessin zu Schaumburg-Lippe, Tochter von Wilhelm (1834–1906), Prinz zu Schaumburg-Lippe, Majoratsherr von Nachod (Haus Schaumburg-Lippe, vgl. Stammliste des Hauses Lippe); ⚭ II 1934 Maria Triebel (1893–1957), „Freifrau von Rieseneck“, Tochter von Wilhelm Triebel
                1. (I) Charlotte Agnes (1899–1989), bis 1918 Prinzessin von Sachsen-Altenburg, ⚭ 1919 Sigismund (1896–1978), bis 1918 Prinz von Preußen, Kaufmann (vgl. Stammliste der Hohenzollern)
                2. (I) Georg Moritz (1900–1991), bis 1918 Erbprinz von Sachsen-Altenburg, Anthroposoph, ab 1955 Chef des Hauses Sachsen-Altenburg
→ ausgestorbene Linie (Jüngeres Haus Sachsen-Altenburg erloschen)
                3. (I) Elisabeth Carola Viktoire (1903–1991), bis 1918 Prinzessin von Sachsen-Altenburg
                4. (I) Friedrich Ernst (1905–1985), bis 1918 Prinz von Sachsen-Altenburg, Historiker und Archäologe

              5. Luise (1873–1953), Prinzessin von Sachsen-Altenburg, ⚭ 1895 (gesch. 1918) Eduard (1861–1918), Erbprinz und nachmaliger Herzog von Anhalt (vgl. Stammliste der Askanier)

          10. Friedrich (1801–1870), gen. der Jüngere, Prinz von Sachsen-Hildburghausen, ab 1826 von Sachsen-Altenburg, Privatier
          11. Maximilian Karl Adolf (1803), Prinz von Sachsen-Hildburghausen
          12. Eduard (1804–1852), Prinz von Sachsen-Hildburghausen, ab 1826 von Sachsen-Altenburg, bayerischer Generalleutnant, ⚭ I 1835 Amalie (1815–1841), Prinzessin von Hohenzollern-Sigmaringen, Tochter von Karl (1785–1853), Fürst von Hohenzollern-Sigmaringen (Haus Hohenzollern-Sigmaringen, vgl. Stammliste der Hohenzollern); ⚭ II 1842 Luise (1822–1875), Prinzessin Reuß zu Greiz, Tochter von Heinrich XIX. (1790–1836), Fürst Reuß zu Greiz (vgl. Stammliste des Hauses Reuß)
            1. (I) Therese (1836–1914), Prinzessin von Sachsen-Altenburg, ⚭ 1864 August (1831–1873), Prinz von Schweden, Herzog von Dalekarlien (vgl. Stammliste des Hauses Bernadotte)
            2. (I) Antoinette (1838–1908), Prinzessin von Sachsen-Altenburg, ⚭ 1854 Friedrich I. (1831–1904), Herzog von Anhalt (vgl. Stammliste der Askanier)
            3. (I) Ludwig Joseph Karl (1839–1844), Prinz von Sachsen-Altenburg
            4. (I) Johann (1841–1844), Prinz von Sachsen-Altenburg
            5. (II) Albert (1843–1902), Prinz von Sachsen-Altenburg, ⚭ I 1885 Marie (1855–1888), Prinzessin von Preußen, Tochter von Friedrich Karl (1828–1885), Prinz von Preußen, Generalfeldmarschall (vgl. Stammliste der Hohenzollern); ⚭ II 1891 Helene (1857–1936), Herzogin zu Mecklenburg(-Strelitz), Tochter von Georg (1824–1876), Herzog zu Mecklenburg(-Strelitz), russischer General (vgl. Stammliste des Hauses Mecklenburg (Linie Strelitz))
              1. (I) Olga Elisabeth Carola (1886–1955), Prinzessin von Sachsen-Altenburg, ⚭ 1913 Carl Friedrich von Pückler-Burghauss (1886–1945), SS-Gruppenführer und Generalleutnant der Waffen-SS (Adelsgeschlecht Pückler)
              2. (I) Marie (1888–1947), Prinzessin von Sachsen-Altenburg, ⚭ 1911 (gesch. 1921) Heinrich XXXV., (1887–1936), bis 1918 Prinz Reuß zu Köstritz (vgl. Stammliste des Hauses Reuß)

            6. (II) Marie (1845–1930), Prinzessin von Sachsen-Altenburg, ⚭ 1869 Karl Günther (1830–1909), Fürst von Schwarzburg-Sondershausen (vgl. Stammliste des Hauses Schwarzburg)

      2. Friedrich August Albrecht (1728–1735), Prinz von Sachsen-Hildburghausen
      3. Eugen (1730–1795), Prinz von Sachsen-Hildburghausen, dänischer General, ⚭ 1778 Caroline (1761–1790), Prinzessin von Sachsen-Hildburghausen, Tochter von Ernst Friedrich III. (1727–1780), Herzog von Sachsen-Hildburghausen
      4. Amalie (1732–1799), Prinzessin von Sachsen-Hildburghausen, ⚭ 1749 Ludwig Friedrich Karl (1723–1805), Fürst von Hohenlohe-Neuenstein-Öhringen (Haus Hohenlohe)

    5. Friedrich August (1709–1710), Prinz von Sachsen-Hildburghausen
    6. Ludwig Friedrich (1710–1759), Prinz von Sachsen-Hildburghausen, Oberbefehlshaber der bayerischen Truppen, ⚭ 1749 Christiane Luise (1713–1778), Prinzessin von Schleswig-Holstein-Sonderburg-Plön, Tochter von Joachim Friedrich (1668–1722), Herzog von Schleswig-Holstein-Sonderburg-Plön (Haus Schleswig-Holstein-Sonderburg-Plön, vgl. Stammliste des Hauses Oldenburg)
    7. Elisabeth Albertine (1713–1761), Prinzessin von Sachsen-Hildburghausen, ⚭ 1735 Karl (1708–1752), gen. Prinz von Mirow, Herzog zu Mecklenburg(-Strelitz) (vgl. Stammliste des Hauses Mecklenburg (Linie Strelitz))
    8. Emanuel Friedrich Karl (1715–1718), Prinz von Sachsen-Hildburghausen
    9. Elisabeth Sophia (1717), Prinzessin von Sachsen-Hildburghausen
    10. Georg Friedrich Wilhelm (1720–1721), Prinz von Sachsen-Hildburghausen

  3. Sophie (1682–1684), Prinzessin von Sachsen-Hildburghausen
  4. Sophie Charlotte (1685–1710), Prinzessin von Sachsen-Hildburghausen
  5. Karl Wilhelm (1686–1687), Prinz von Sachsen-Hildburghausen
  6. Joseph Friedrich (1702–1787), Prinz von Sachsen-Hildburghausen, Generalfeldmarschall, ⚭ 1738 (gesch. 1752) Anna Victoria (1683–1763), Tochter von Louis Thomas von Savoyen-Carignan (1657–1702), Offizier des französischen und römisch-deutschen Heeres (vgl. Stammliste des Hauses Savoyen)

#### Haus Sachsen-Saalfeld (ab 1735 Haus Sachsen-Coburg-Saalfeld, ab 1826 Haus Sachsen-Coburg und Gotha)
1. Johann Ernst (1658–1729), Herzog von Sachsen-Saalfeld, ⚭ I 1680 Sophie Hedwig (1660–1686), Prinzessin von Sachsen-Merseburg, Tochter von Christian I. (1615–1691), Herzog von Sachsen-Merseburg; ⚭ II 1690 Charlotte Johanna (1664–1699), Tochter von Josias (1636–1669), Graf von Waldeck-Wildungen (vgl. Stammliste des Hauses Waldeck); → Vorfahren siehe oben, Haus Sachsen-Gotha-Altenburg
  1. (I) Christiane Sophie (1681–1697), Prinzessin von Sachsen-Saalfeld
  2. (I) Christian Ernst (1683–1745), Herzog von Sachsen-Saalfeld, ab 1735 von Sachsen-Coburg-Saalfeld, 1735 umbenannt in Haus Sachsen-Coburg-Saalfeld, ⚭ 1724 Christiane Friederike von Koß (1686–1743), Tochter von N.N. von Koß († 1689), Saalfelder Kammerjunker und Oberforstmeister
  3. (I) Charlotte Wilhelmine (1685–1767), Prinzessin von Sachsen-Saalfeld, ⚭ 1705 Philipp Reinhard (1664–1712), Graf von Hanau-Münzenberg (vgl. Stammliste der Herren und Grafen von Hanau)
  4. (II) Wilhelm Friedrich (1691–1720), Prinz von Sachsen-Saalfeld, kaiserlicher Offizier
  5. (II) Karl Ernst (1692–1720), Prinz von Sachsen-Saalfeld, kaiserlicher Offizier
  6. (II) Sophie Wilhelmine (1693–1727), Prinzessin von Sachsen-Saalfeld, ⚭ 1720 Friedrich Anton I. (1692–1744), Fürst von Schwarzburg-Rudolstadt (vgl. Stammliste des Hauses Schwarzburg)
  7. (II) Henriette Albertine (1694–1695), Prinzessin von Sachsen-Saalfeld
  8. (II) Luise Emilie (1695–1713), Prinzessin von Sachsen-Saalfeld
  9. (II) Franz Josias (1697–1764), Herzog von Sachsen-Saalfeld, ab 1735 von Sachsen-Coburg-Saalfeld, ⚭ 1723 Anna Sophia (1700–1780), Prinzessin von Schwarzburg-Rudolstadt, Tochter von Ludwig Friedrich I. (1667–1718), Fürst von Schwarzburg-Rudolstadt (vgl. Stammliste des Hauses Schwarzburg)
    1. Ernst Friedrich (1724–1800), Herzog von Sachsen-Coburg-Saalfeld, ⚭ 1749 Sophie (1724–1802), Prinzessin von Braunschweig-Wolfenbüttel, Tochter von Ferdinand Albrecht II. (1680–1735), Herzog von Braunschweig-Wolfenbüttel (vgl. Stammliste der Welfen)
      1. Franz (1750–1806), Herzog von Sachsen-Coburg-Saalfeld, ⚭ I 1776 Sophie (1760–1776), Prinzessin von Sachsen-Hildburghausen, Tochter von Ernst Friedrich III. (1727–1780), Herzog von Sachsen-Hildburghausen; ⚭ II 1777 Auguste (1757–1831), Tochter von Heinrich XXIV. (1724–1779), Graf Reuß zu Ebersdorf (vgl. Stammliste des Hauses Reuß)
        1. (II) Sophie (1778–1835), Prinzessin von Sachsen-Coburg-Saalfeld, ⚭ 1804 Emmanuel von Mensdorff-Pouilly (1777–1852), Graf, österreichischer Feldmarschall-Lieutenant und Vizegouverneur der Festung Mainz (Adelsgeschlecht Mensdorff-Pouilly)
        2. (II) Antoinette (1779–1824), Prinzessin von Sachsen-Coburg-Saalfeld, ⚭ 1798 Alexander Friedrich Karl (1771–1833), Prinz von Württemberg, russischer Politiker und General (vgl. Stammliste des Hauses Württemberg)
        3. (II) Juliane (1781–1860), Prinzessin von Sachsen-Coburg-Saalfeld, ⚭ 1796 Konstantin Pawlowitsch Romanow (1779–1831), Großfürst von Russland (vgl. Stammliste des Hauses Romanow-Holstein-Gottorp)
        4. (II) N.N. (tot geborener Sohn, 1782)
        5. (II) Ernst I. (1784–1844), Herzog von Sachsen-Coburg-Saalfeld, ab 1826 von Sachsen-Coburg und Gotha, 1826 umbenannt in Haus Sachsen-Coburg und Gotha, ⚭ I 1817 (gesch. 1826) Luise (1800–1831), Prinzessin von Sachsen-Gotha-Altenburg, Tochter von August (1772–1822), Herzog von Sachsen-Gotha-Altenburg; ⚭ II 1832 Marie (1799–1860), Prinzessin von Württemberg, Tochter von Alexander Friedrich Karl (1771–1833), Prinz von Württemberg, russischer Politiker und General (vgl. Stammliste des Hauses Württemberg)
          1. (unehelich mit Pauline Panam) Ernst August Belmont (1809–1832), ab 1830 „Ritter von Hallenberg“
          2. (unehelich mit Sophie Fermepin de Marteaux) Berta von Schauenstein (1817–1896), ⚭ 1835 Eduard Edgar Schmidt-Löwe (1808–1892), ab 1818 „von Löwenfels“, unehelicher Sohn von Juliane von Sachsen-Coburg-Saalfeld (1781–1860)
          3. (I) Ernst II. (1818–1893), Herzog von Sachsen-Coburg und Gotha, ⚭ 1842 Alexandrine (1820–1904), Prinzessin von Baden, Tochter von Leopold (1790–1852), Großherzog von Baden (vgl. Stammliste des Hauses Baden)
            1. (unehelich) Bertha Fischer (* 1839), später „von Padberg“
            2. (unehelich mit einem Fräulein Steinpflug) Helene Steinpflug (1839–1900), ab 1856 „von Sternheim“, ⚭ I 1858 Eduard von Reuter (1826–1870), preußischer Oberst und Kommandeur des Grenadier-Regiments Nr. 12, Sohn von Johann Wilhelm Ferdinand von Reuter; ⚭ II 1874 Curt Freiherr von der Trenck gen. von Königsegg (1832–1882), preußischer Premierleutnant, Adjutant von Alfred, Duke of Edinburgh (Adelsgeschlecht Trenck)
            3. (unehelich mit Rosine Stoltz) Karl Raymond Stoltz (1848–1899), ab 1865/68 „Freiherr Stolzenau von Ketschendorf“, sachsen-coburgischer Legationsrat, ⚭ 1872 Agathe Gynz von Rekowski (1851–1931), Tochter von Berthold Günz von Rekowski (1813–1892), preußischer Oberst (Adelsgeschlecht Gynz-Rekowski)
              1. Ernst Karl Wilhelm Joseph Hubert von Ketschendorf (1873–1952), ⚭ 1898 Hannah Jane Lundie (1875–1951)
                1. Marguerite (* 1901), ⚭ 1924 Emanuele Conte Conti

              2. Arkadius Karl Berthold von Ketschendorf (* 1874), ⚭ Alice Maud Morgan

            4. (unehelich mit Rosa von Löwenstern) Kamillo Graf Razumovsky von Wigstein (1852–1917), k.k. Statthaltereirat, mährischer Landtagsabgeordneter und Großgrundbesitzer; → Nachfahren (u. a. Katharina Razumovsky, Künstlerin)
            5. (unehelich) Gertrud Porth (1866–1939), ab 1889 „Freifrau von Althaus“, ⚭ 1889 Georg (1851–1939), Prinz zu Bentheim und Steinfurt, preußischer Offizier (Haus Bentheim-Steinfurt)

          4. (I) Albert (1819–1861), Prinz von Sachsen-Coburg-Saalfeld, ab 1826 von Sachsen-Coburg und Gotha, britischer Prinzgemahl, ⚭ 1840 Victoria (1819–1901), Königin von Großbritannien und Irland, Kaiserin von Indien (Haus Hannover, vgl. Stammliste der Welfen); → Nachfahren siehe unten, Britisches Haus Sachsen-Coburg und Gotha (ab 1917 Haus Windsor)
          5. (unehelich mit Margaretha Braun) Ernst Albrecht Bruno von Bruneck (1838), „Freiherr von Bruneck“
          6. (unehelich mit Margaretha Braun) Robert Ferdinand von Bruneck (1838–1856), „Freiherr von Bruneck“

        6. (II) Ferdinand Georg August (1785–1851), Herzog von Sachsen-Coburg-Saalfeld-Koháry, österreichischer General der Kavallerie, ⚭ 1816 Maria Antonie Gabriele (1797–1862), Erbprinzessin von Koháry, Tochter von Ferenc József (1767–1826), Fürst Koháry (Adelsgeschlecht Koháry); → Nachfahren siehe unten, Haus Sachsen-Coburg-Koháry
        7. (II) Victoire (1786–1861), Prinzessin von Sachsen-Coburg-Saalfeld, ⚭ I 1803 Emich Carl (1763–1814), Fürst zu Leiningen (Haus Leiningen); ⚭ II 1818 Edward Augustus, Duke of Kent and Strathearn (1767–1820), britischer Feldmarschall (Haus Hannover, vgl. Stammliste der Welfen)
        8. (II) Marianne (1788–1794), Prinzessin von Sachsen-Coburg-Saalfeld
        9. (II) Leopold I. (1790–1865), ab 1831 König der Belgier, ⚭ I 1816 Charlotte Augusta (1796–1817), Prinzessin von Großbritannien, Irland und Hannover, Tochter von Georg IV. (1762–1830), Prince of Wales und nachmaliger König von Großbritannien, Irland und Hannover (Haus Hannover, vgl. Stammliste der Welfen); ⚭ II 1832 Louise (1812–1850), Prinzessin von Frankreich, Tochter von Louis-Philippe I. (1773–1850), König von Frankreich (Haus Orléans, vgl. Stammliste der Bourbonen); → Nachfahren siehe unten, Belgisches Haus Sachsen-Coburg und Gotha
        10. (II) Franz Maximilian Ludwig (1792–1793), Prinz von Sachsen-Coburg-Saalfeld

      2. Karl (1751–1757), Prinz von Sachsen-Coburg-Saalfeld
      3. Friederike Juliane (1752), Prinzessin von Sachsen-Coburg-Saalfeld
      4. Caroline Ulrike Amalie (1753–1829), Prinzessin von Sachsen-Coburg-Saalfeld, ab 1826 von Sachsen-Coburg und Gotha, Dechantin von Gandersheim
      5. Ludwig Karl Friedrich (1755–1806), Prinz von Sachsen-Coburg-Saalfeld, Premierkapitän
        1. (unehelich mit Madame Brutel de La Rivère) Emil von Coburg (1779–1827), Geheimer Rat, Oberstallmeister, Regierungspräsident im Fürstentum Lichtenberg, ⚭ 1817 Thecla Vitzthum von Eckstädt (1799–1880), Tochter von Heinrich Vitzthum von Eckstädt (1770–1837), sächsischer Geheimrat, Generaldirektor der Dresdner Kunstakademie, Direktor des Hoftheaters und der Hofkapelle (Adelsgeschlecht Vitzthum)
          1. Luise Ernestine Wilhelmine Henriette von Coburg (1818)
          2. Ernst von Coburg (1819–1883), sachsen-coburg-gothaischer Kammerjunker, preußischer Oberstleutnant, ⚭ 1865 Thekla Ferrich (1840–1901)
          3. Oswald von Coburg (1822–1904), österreich-ungarischer Generalmajor, ⚭ 1862 Anna von Pawel-Rammingen (1842–1920), Tochter von Emil von Pawel-Rammingen (1807–1886), Freiherr, sachsen-coburg-gothaischer Kammerherr (Adelsgeschlecht Pawel-Rammingen); → Nachfahren: Adelsgeschlecht Coburg
          4. Hugo von Coburg (1825–1892), k. u. k. Rittmeister, ⚭ I 1879 Sophie Vitzthum von Eckstädt (1849–1880), Enkelin von Heinrich Vitzthum von Eckstädt (1770–1837), sächsischer Geheimrat, Generaldirektor der Dresdner Kunstakademie, Direktor des Hoftheaters und der Hofkapelle (Adelsgeschlecht Vitzthum); ⚭ II 1882 Marie Lindner (1858–1945); → Nachfahren: Adelsgeschlecht Coburg
          5. Marie von Coburg (1827–1901), ⚭ 1855 John von Möller-Lilienstern (1812–1895), Freiherr, Erbherr auf Rothspalk bei Langhagen (Adelsgeschlecht Möller von Lilienstern)

      6. Ferdinand August Heinrich (1756–1758), Prinz von Sachsen-Coburg-Saalfeld
      7. Friedrich (1758), Prinz von Sachsen-Coburg-Saalfeld

    2. Johann Wilhelm (1726–1745), Prinz von Sachsen-Coburg-Saalfeld, kursächsischer Offizier
    3. Anne Sophie (1727–1728), Prinzessin von Sachsen-Coburg-Saalfeld
    4. Christian Franz (1730–1797), Prinz von Sachsen-Coburg-Saalfeld, kaiserlicher General
    5. Charlotte Sophie (1731–1810), Prinzessin von Sachsen-Coburg-Saalfeld, ⚭ 1755 Ludwig (1725–1778), Erbprinz von Mecklenburg-Schwerin (vgl. Stammliste des Hauses Mecklenburg)
    6. Friederike Magdalene (1733–1734), Prinzessin von Sachsen-Coburg-Saalfeld
    7. Friederike Caroline (1735–1791), Prinzessin von Sachsen-Coburg-Saalfeld, ⚭ 1754 Karl Alexander (1736–1806), Markgraf von Brandenburg-Ansbach-Bayreuth (vgl. Stammliste der Hohenzollern)
    8. Friedrich Josias (1737–1815), Prinz von Sachsen-Coburg-Saalfeld, österreichischer Feldmarschall, ⚭ 1789 Therese Stroffeck (auch Stroffek, * 1761), Haushälterin, Tochter eines Forstmeisters aus Böhmen
      1. Friedrich von Rohmann (1789–1873), Freiherr, ⚭ 1812 Theresa Wischkotzill von Griffa (1790–1855), Tochter von Joseph von Wischkotzill, landwirtschaftlicher Verwalter
        1. Emma von Rohmann (1814–1892)
        2. Karl von Rohmann (1815–1864), k. u. k. Hauptmann
        3. Mathilde Caroline von Rohmann (1817–1880), ⚭ 1838 Heinrich Pfeiffer von Ehrenstein († 1865), österreichischer Major
        4. Franziska Theresia von Rohmann (1819)
        5. August von Rohmann (1830–1867), k. u. k. Polizeibeamter

  10. (II) Henriette Albertine (1698–1728), Prinzessin von Sachsen-Saalfeld

##### Britisches Haus Sachsen-Coburg und Gotha (ab 1917 Haus Windsor)
1. Albert (1819–1861), Prinz von Sachsen-Coburg-Saalfeld, ab 1826 von Sachsen-Coburg und Gotha, britischer Prinzgemahl, ⚭ 1840 Victoria (1819–1901), Königin von Großbritannien und Irland, Kaiserin von Indien (Haus Hannover, vgl. Stammliste der Welfen); → Vorfahren siehe oben, Haus Sachsen-Saalfeld (ab 1735 Haus Sachsen-Coburg-Saalfeld, ab 1826 Haus Sachsen-Coburg und Gotha)
  1. Victoria (1840–1901), Prinzessin von Großbritannien und Irland, Princess Royal, ⚭ 1858 Friedrich III. (1831–1888), deutscher Kaiser (vgl. Stammliste der Hohenzollern)
  2. Eduard VII. (1841–1910), ab 1901 König von Großbritannien und Irland, Kaiser von Indien, ⚭ 1863 Alexandra (1844–1925), Prinzessin von Dänemark, Tochter von Christian IX. (1818–1906), König von Dänemark (Haus Schleswig-Holstein-Sonderburg-Glücksburg, vgl. Stammliste des Hauses Oldenburg)
    1. Albert Victor, Duke of Clarence and Avondale (1864–1892)
    2. Georg V. (1865–1936), König von Großbritannien und (Nord-)Irland, Kaiser von Indien, 1917 umbenannt in Haus Windsor, ⚭ 1893 Maria (1867–1953), Tochter von Franz von Teck (1837–1900), württembergischer General (Haus Teck)
      1. Eduard VIII. (1894–1972), König von Großbritannien und Nordirland, Kaiser von Indien, ⚭ 1937 Wallis Simpson (1896–1986), Tochter von Teackle Wallis Warfield (1871–1896), Bezirksauktionator
      2. Georg VI. (1895–1952), König von Großbritannien und Nordirland, Kaiser von Indien, ⚭ 1923 Elizabeth Bowes-Lyon (1900–2002), Tochter von Claude Bowes-Lyon, 14. Earl of Strathmore and Kinghorne (1855–1944), schottischer Adliger
        1. Elisabeth II. (1926–2022), Königin von Großbritannien und Nordirland, ⚭ 1947 Philip, Duke of Edinburgh (1921–2021), britischer Prinzgemahl (Haus Schleswig-Holstein-Sonderburg-Glücksburg); → Nachfahren siehe Stammliste des Hauses Windsor
        2. Margaret, Countess of Snowdon (1930–2002), ⚭ 1960 (gesch. 1978) Antony Armstrong-Jones, 1. Earl of Snowdon (1930–2017), britischer Fotograf und Designer

      3. Mary, Countess of Harewood (1897–1965), Prinzessin von Großbritannien und (Nord-)Irland, Princess Royal, ⚭ 1922 Henry Lascelles, 6. Earl of Harewood (1882–1947), britischer Offizier, Peer und Landbesitzer
      4. Henry, 1. Duke of Gloucester (1900–1974), britischer Staatsrat, Generalgouverneur von Australien, ⚭ 1935 Alice Montagu-Douglas-Scott (1901–2004), Tochter von John Montagu-Douglas-Scott, 7. Duke of Buccleuch, 9. Duke of Queensberry (1864–1935), Member of Parliament, schottischer Großgrundbesitzer (vgl. Stammliste des Hauses Stewart)
        1. William of Gloucester (1941–1972), britischer Staatsrat, Diplomat und Pilot
        2. Richard, 2. Duke of Gloucester (* 1944), britischer Staatsrat, Architekt, ⚭ 1972 Birgitte van Deurs (* 1946), Tochter von Asger Preben Wissing Henriksen, Rechtsanwalt
          1. Alexander Windsor, Earl of Ulster (* 1974), ⚭ 2002 Claire Alexandra Booth (* 1977), britische Ärztin, Tochter von Robert Booth
            1. Xan Richard Windsor, Lord Culloden (* 2007)
            2. Cosima Windsor (* 2010)

          2. Davina Windsor (* 1977), britische Medienwissenschaftlerin, ⚭ 2004 (gesch. 2018) Gary Christie Lewis (* 1970), neuseeländischer Zimmermann
          3. Rose Windsor (* 1980), britische Filmassistentin, ⚭ 2008 George Gilman (* 1978)

      5. George, 1. Duke of Kent (1902–1942), britischer Staatsrat und Admiral, ⚭ 1934 Marina (1906–1968), Prinzessin von Griechenland, Tochter von Nikolaus von Griechenland (1872–1938), Prinz von Griechenland (Haus Schleswig-Holstein-Sonderburg-Glücksburg, vgl. Stammliste des Hauses Oldenburg)
        1. Edward, 2. Duke of Kent (* 1935), britischer Staatsrat und Sportfunktionär, ⚭ 1961 Katharine Worsley (* 1933), Tochter von William Worsley, 4. Baronet (1890–1973), englischer Landbesitzer und Cricketspieler
          1. George Windsor, Earl of St. Andrews (* 1962), britischer Diplomat, Treuhänder und Universitätskanzler, ⚭ 1988 Sylvana Palma Tomaselli (* 1957), Historikerin, Tochter von Maximilian Karl Tomaselli
            1. Edward Windsor, Lord Downpatrick (* 1988), britischer Modedesigner und ehemaliger Finanzanalyst
            2. Marina-Charlotte Windsor (* 1992)
            3. Amelia Windsor (* 1995), britisches Model und Redakteurin

          2. Helen Windsor (* 1964), britische Kunsthändlerin und Modebotschafterin, ⚭ 1992 Timothy Taylor (* 1963), britischer Kunsthändler
          3. Nicholas Windsor (* 1970), ⚭ 2006 Paola Doimi de Lupis (* 1969)
            1. Albert Windsor (* 2007)
            2. Leopold Windsor (* 2009)
            3. Louis Windsor (* 2014)

        2. Alexandra of Kent (* 1936), ⚭ 1963 Angus Ogilvy (1928–2004), Mitglied des Kronrats (Clan Ogilvy)
        3. Michael of Kent (* 1942), britischer Berater, ⚭ 1978 Marie Christine von Reibnitz (* 1945), Tochter von Günther Freiherr von Reibnitz (1894–1983), deutscher Gutsbesitzer und Pferdezüchter (Adelsgeschlecht Reibnitz)
          1. Frederick Windsor (* 1979), britischer Finanzanalyst und Banker, ⚭ 2009 Sophie Winkleman (* 1980), britische Schauspielerin, Tochter von Barry Winkleman (* 1939), britischer Verleger
            1. Maud Elizabeth Daphne Marina Windsor (* 2013)
            2. Isabella Alexandra May Windsor (* 2016)

          2. Gabriella Windsor (* 1981), ⚭ 2019 Thomas Henry Robin Kingston (1978–2024), britischer Finanzunternehmer

      6. John Charles Francis (1905–1919), Prinz von Großbritannien und Irland

    3. Louise, Princess Royal (1867–1931), Prinzessin von Großbritannien und Irland, ⚭ 1889 Alexander Duff, 1. Duke of Fife (1849–1912), britischer Politiker, Diplomat und Kronrat
    4. Victoria (1868–1935), Prinzessin von Großbritannien und (Nord-)Irland
    5. Maud (1869–1938), Prinzessin von Großbritannien und Irland, ⚭ 1896 Haakon VII. (1872–1957), König von Norwegen (Haus Schleswig-Holstein-Sonderburg-Glücksburg, vgl. Stammliste des Hauses Oldenburg)
    6. Alexander Johann (1871), Prinz von Großbritannien und Irland

  3. Alice (1843–1878), Prinzessin von Großbritannien und Irland, ⚭ 1862 Ludwig IV. (1837–1892), Großherzog von Hessen (vgl. Stammliste des Hauses Hessen)
  4. Alfred (1844–1900), Duke of Edinburgh, Herzog von Sachsen-Coburg und Gotha, britischer Admiral, ⚭ 1874 Marija Alexandrowna Romanowa (1853–1920), Großfürstin von Russland, Tochter von Alexander II. (1818–1881), Kaiser von Russland (vgl. Stammliste des Hauses Romanow-Holstein-Gottorp)
    1. Alfred (1874–1899), Erbprinz von Sachsen-Coburg und Gotha, Prinz von Großbritannien und Irland
    2. Marie (1875–1938), Prinzessin von Großbritannien und Irland, ⚭ 1893 Ferdinand I. (1865–1927), König von Rumänien (Haus Hohenzollern-Sigmaringen, vgl. Stammliste der Hohenzollern)
    3. Victoria Melita (1876–1936), Prinzessin von Großbritannien, Irland und Sachsen-Coburg und Gotha, ⚭ I 1894 (gesch. 1901) Ernst Ludwig (1868–1937), Großherzog von Hessen (vgl. Stammliste des Hauses Hessen); ⚭ II 1905 Kyrill Wladimirowitsch Romanow (1876–1938), bis 1917 Großfürst von Russland, Thronprätendent, ab 1918 Chef des Hauses Romanow-Holstein-Gottorp (vgl. Stammliste des Hauses Romanow-Holstein-Gottorp)
    4. Alexandra (1878–1942), Prinzessin von Großbritannien, Irland und Sachsen-Coburg und Gotha, ⚭ 1896 Ernst II. (1863–1950), Fürst zu Hohenlohe-Langenburg (Haus Hohenlohe)
    5. Beatrice (1884–1966), Prinzessin von Großbritannien, Irland und Sachsen-Coburg und Gotha, ⚭ 1909 Alfons d’Orléans (1886–1975), Herzog von Galleria (Haus Orléans, vgl. Stammliste der Bourbonen)

  5. Helena (1846–1923), Prinzessin von Großbritannien, Irland und Sachsen-Coburg und Gotha, ⚭ 1866 Christian (1831–1917), Prinz von Schleswig-Holstein-Sonderburg-Augustenburg, britischer Kronrat (Haus Schleswig-Holstein-Sonderburg-Augustenburg, vgl. Stammliste des Hauses Oldenburg)
  6. Louise (1848–1939), Prinzessin von Großbritannien und Irland, ⚭ 1871 John Campbell, 9. Duke of Argyll (1845–1914), Generalgouverneur von Kanada (Clan Campbell)
  7. Arthur, 1. Duke of Connaught and Strathearn (1850–1942), britischer Feldmarschall, Generalgouverneur von Kanada, ⚭ 1879 Luise Margareta (1860–1917), Prinzessin von Preußen, Tochter von Friedrich Karl (1828–1885), preußischer Generalfeldmarschall (vgl. Stammliste der Hohenzollern)
    1. Margaret of Connaught (1882–1920), Prinzessin von Großbritannien und Irland, ⚭ 1905 Gustav VI. Adolf (1882–1973), König von Schweden (vgl. Stammliste des Hauses Bernadotte)
    2. Arthur of Connaught (1883–1938), Prinz von Großbritannien und (Nord-)Irland, Offizier, Generalgouverneur von Südafrika, ⚭ 1913 Alexandra Duff, 2. Duchess of Fife (1891–1959), Tochter von Alexander Duff, 1. Duke of Fife (1849–1912), britischer Politiker, Diplomat und Kronrat
      1. Alastair, 2. Duke of Connaught and Strathearn (1914–1943), Offizier

    3. Patricia of Connaught (1886–1974), Prinzessin von Großbritannien und Irland, ⚭ 1919 Sir Alexander Ramsay (1881–1972), britischer Admiral (Clan Ramsay)

  8. Leopold, 1. Duke of Albany (1853–1884), ⚭ 1882 Helene (1861–1922), Prinzessin zu Waldeck und Pyrmont, Tochter von Georg Viktor (1831–1893), Fürst von Waldeck-Pyrmont (vgl. Stammliste des Hauses Waldeck)
    1. Alice of Albany (1883–1981), Prinzessin von Großbritannien und Irland, ⚭ 1904 Alexander Cambridge, 1. Earl of Athlone (1874–1957), Offizier, Generalgouverneur von Südafrika und Kanada (Haus Teck)
    2. Carl Eduard (1884–1954), bis 1918 Herzog von Sachsen-Coburg und Gotha, anschließend Chef des Hauses Sachsen-Coburg und Gotha, bis 1919 Duke of Albany und Prinz von Großbritannien und Irland, ⚭ 1905 Viktoria Adelheid (1885–1970), Prinzessin von Schleswig-Holstein-Sonderburg-Glücksburg, Tochter von Friedrich Ferdinand (1855–1934), bis 1918 Herzog von Schleswig-Holstein-Sonderburg-Glücksburg, preußischer General (Haus Schleswig-Holstein-Sonderburg-Glücksburg, vgl. Stammliste des Hauses Oldenburg); → Nachfahren siehe unten, Deutsches Haus Sachsen-Coburg und Gotha

  9. Beatrice (1857–1944), Prinzessin von Großbritannien und Irland, ⚭ 1885 Heinrich Moritz von Battenberg (1858–1896), Gouverneur und Kapitän der Isle of Wight, britischer Kronrat (Haus Battenberg, vgl. Stammliste des Hauses Hessen)

###### Deutsches Haus Sachsen-Coburg und Gotha
1. Carl Eduard (1884–1954), bis 1918 Herzog von Sachsen-Coburg und Gotha, anschließend Chef des Hauses Sachsen-Coburg und Gotha, bis 1919 Duke of Albany und Prinz von Großbritannien und Irland, ⚭ 1905 Viktoria Adelheid (1885–1970), Prinzessin von Schleswig-Holstein-Sonderburg-Glücksburg, Tochter von Friedrich Ferdinand (1855–1934), bis 1918 Herzog von Schleswig-Holstein-Sonderburg-Glücksburg, preußischer General (Haus Schleswig-Holstein-Sonderburg-Glücksburg, vgl. Stammliste des Hauses Oldenburg); → Vorfahren siehe oben, Britisches Haus Sachsen-Coburg und Gotha (ab 1917 Haus Windsor)
  1. Johann Leopold (1906–1972), bis 1918 Erbprinz von Sachsen-Coburg und Gotha, ⚭ I 1932 (gesch. 1962) Feodora von der Horst (1905–1991), Tochter von Bernhard von der Horst (1878–1950, westfälisches Adelsgeschlecht Horst); ⚭ II 1963 Maria Theresia Reindl (1908–1996), Tochter von Max Reindl; → Nachfahren
  2. Sibylla (1908–1972), bis 1918 Prinzessin von Sachsen-Coburg und Gotha, ⚭ 1932 Gustav Adolf Erbprinz von Schweden (1906–1947), Herzog von Västerbotten (vgl. Stammliste des Hauses Bernadotte)
  3. Hubertus (1909–1943), bis 1918 Prinz von Sachsen-Coburg und Gotha, gefallen
  4. Caroline-Mathilde (1912–1983), bis 1918 Prinzessin von Sachsen-Coburg und Gotha, ⚭ I 1931 (gesch. 1938) Friedrich Wolfgang Graf Castell-Rüdenhausen (1906–1940), Pilot (vgl. Stammliste von Castell); ⚭ II 1938 Max Schnirring (1895–1944), Pilot; ⚭ III 1948 (gesch. 1949) Karl Otto Andrée (1912–1984)
  5. Friedrich Josias Prinz von Sachsen-Coburg und Gotha (1918–1998), Chef des Hauses Sachsen-Coburg und Gotha, Kaufmann, ⚭ I 1942 (gesch. 1946) Viktoria Luise Gräfin von Solms-Baruth (1921–2003), Tochter von Hans Graf von Solms-Baruth (1893–1971, vgl. Stammliste des Hauses Solms); ⚭ II 1948 (gesch. 1964) Denyse von Muralt (1923–2005), Tochter von Robert von Muralt (1878–1956), Kaufmann, Direktor der Karosseriewerke Gangloff (Adelsgeschlecht Muralt); ⚭ III 1964 Katrin Bremme (1940–2011), Tochter von Dietrich Bremme
    1. (I) Andreas Prinz von Sachsen-Coburg und Gotha (1943–2025), Chef des Hauses Sachsen-Coburg und Gotha, Politiker, ⚭ 1971 Carin Dabelstein (1946–2023), Tochter von Adolf Martin Dabelstein, Kaufmann und Unternehmer; → Nachfahren
    2. (II) Maria Claudia Sibylla Prinzessin von Sachsen-Coburg und Gotha (1949–2016), ⚭ 1971 (gesch. 1998) Gion Schäfer (* 1945), Rechtsanwalt
    3. (II) Beatrice Charlotte Prinzessin von Sachsen-Coburg und Gotha (* 1951), ⚭ 1977 Friedrich-Ernst Prinz von Sachsen-Meiningen (1935–2004), Unternehmer
    4. (II) Adrian Vinzenz Eduard Prinz von Sachsen-Coburg und Gotha (1955–2011), ⚭ I 1984 (gesch. 1993) Lea Rinderknecht (* 1960), Tochter von Marcel Rinderknecht; ⚭ II 1997 Gertrud Krieg (* 1958); → Nachfahren

##### Haus Sachsen-Coburg-Koháry
1. Ferdinand Georg August (1785–1851), Herzog von Sachsen-Coburg-Saalfeld-Koháry, österreichischer General der Kavallerie, ⚭ 1816 Maria Antonie Gabriele (1797–1862), Erbprinzessin von Koháry, Tochter von Ferenc József (1767–1826), Fürst Koháry (Adelsgeschlecht Koháry); → Vorfahren siehe oben, Haus Sachsen-Saalfeld (ab 1735 Haus Sachsen-Coburg-Saalfeld, ab 1826 Haus Sachsen-Coburg und Gotha)
  1. Ferdinand II. (1816–1885), Titularkönig von Portugal, ⚭ I 1836 Maria II. (1819–1853), Königin von Portugal (vgl. Stammliste des Hauses Braganza); ⚭ II 1869 Elise Friederike Hensler (1836–1929), „Gräfin von Edla“, Opernsängerin, Tochter von Conrad Hensler (* 1811), Pianist; → Nachfahren siehe unten, Haus Sachsen-Coburg-Braganza
  2. August (1818–1881), Herzog von Sachsen-Coburg-Koháry, ⚭ 1843 Clementine (1817–1907), Prinzessin von Frankreich, Tochter von Louis-Philippe I. (1773–1850), König von Frankreich (Haus Orléans, vgl. Stammliste der Bourbonen)
    1. Philipp (1844–1921), Herzog von Sachsen-Coburg-Koháry, ⚭ 1875 (gesch. 1906) Louise (1858–1924), Prinzessin von Belgien, Tochter von Leopold II. (1835–1909), König der Belgier
      1. Leopold Clemens (1878–1916), Erbprinz der sachsen-coburg-koháryschen Familienfideikommisse
      2. Dorothea (1881–1967), Prinzessin von Sachsen-Coburg und Gotha, ⚭ 1898 Ernst-Günther (1863–1921), bis 1918 Herzog von Schleswig-Holstein-Sonderburg-Augustenburg (Haus Schleswig-Holstein-Sonderburg-Augustenburg, vgl. Stammliste des Hauses Oldenburg)

    2. Ludwig August (1845–1907), Prinz von Sachsen-Coburg und Gotha, kaiserlich brasilianischer Admiral, ⚭ 1864 Leopoldina (1847–1871), Prinzessin von Brasilien, Tochter von Peter II. (1825–1891), Kaiser von Brasilien (vgl. Stammliste des Hauses Braganza)
      1. Peter August (1866–1934), bis 1918 Prinz von Sachsen-Coburg und Gotha, kaiserlich brasilianischer Thronfolger
      2. August Leopold (1867–1922), bis 1918 Prinz von Sachsen-Coburg und Gotha, kaiserlich brasilianischer Thronprätendent, ⚭ 1894 Karoline (1869–1945), Erzherzogin von Österreich, Prinzessin von Toskana, Tochter von Karl Salvator von Österreich-Toskana (1839–1892), Erzherzog von Österreich, Prinz von Toskana, Feldmarschall-Lieutenant, Waffentechniker und Konstrukteur (vgl. Stammliste des Hauses Habsburg-Lothringen)
        1. August Clemens Karl (1895–1908), Prinz von Sachsen-Coburg und Gotha
        2. Clementine Maria (1897–1975), bis 1918 Prinzessin von Sachsen-Coburg und Gotha, ⚭ 1925 Eduard von Heller (1877–1970), Sohn von Leopold von Heller
        3. Maria Karoline (1899–1941), bis 1918 Prinzessin von Sachsen-Coburg und Gotha, auf Schloss Hartheim ermordet[3]
        4. Rainer (1900–1945), bis 1918 Prinz von Sachsen-Coburg und Gotha, gefallen, ⚭ I 1930 (gesch. 1935) Johanna Károlyi de Károly-Patty (1906–1992), Tochter von Heinrich Károlyi de Károly-Patty; ⚭ II 1940 Edith de Kózol (1913–1997)
          1. (I) Johannes Heinrich Friedrich Werner Prinz von Sachsen-Coburg und Gotha (1931–2010), ⚭ (I) 1957 (gesch. 1968) Gabriele Freiin von Fürstenberg (1921–2007), Tochter von Franziskus Freiherr von Fürstenberg (1890–1954, westfälisches Adelsgeschlecht Fürstenberg), ⚭ (II) 1968 Mathilde Maria Josepha Anna Xaveria (1936–2018), Tochter von Friedrich Christian (1893–1968), bis 1918 Prinz von Sachsen, Chef der albertinischen Linie des Hauses Wettin
            1. (I) Felicitas Prinzessin von Sachsen-Coburg und Gotha (* 1958), Kunsthistorikerin, ⚭ 1987 Sergei Sergejewitsch Trotzky (* 1954), Jurist
            2. (II) Johannes Albert Prinz von Sachsen-Coburg und Gotha (1969–1987)

        5. Philipp Josias (1901–1985), bis 1918 Prinz von Sachsen-Coburg und Gotha, ⚭ 1944 Sarah Aurelia Hálasz (1914–1994), Tochter von Imre Hálasz, Baumeister; → Nachfahren
        6. Theresa Christiana (1902–1990), bis 1918 Prinzessin von Sachsen-Coburg und Gotha, ⚭ 1930 Lamoral Taxis von Bordogna und Valnigra (1900–1966), Freiherr (Adelsgeschlecht Taxis-Bordogna-Valnigra)
        7. Leopoldine Blanka (1905–1978), bis 1918 Prinzessin von Sachsen-Coburg und Gotha
        8. Ernst Franz (1907–1978), bis 1918 Prinz von Sachsen-Coburg und Gotha, ⚭ 1939 Irmgard Röll (1912–1976), Tochter von Wilhelm Röll

      3. Joseph (1869–1888), Prinz von Sachsen-Coburg und Gotha
      4. Ludwig Gaston (1870–1942), bis 1918 Prinz von Sachsen-Coburg und Gotha, österreichischer Offizier, ⚭ I 1900 Mathilde (1877–1906), Prinzessin von Bayern, Tochter von Ludwig III. (1845–1921), bis 1918 König von Bayern (vgl. Stammliste des Hauses Wittelsbach); ⚭ II 1907 Anna von und zu Trauttmansdorff-Weinsberg (1873–1948), Tochter von Karl von und zu Trauttmansdorff-Weinsberg (1845–1921), Graf (Adelsgeschlecht Trauttmansdorff)
        1. (I) Antonius (1901–1970), bis 1918 Prinz von Sachsen-Coburg und Gotha, ⚭ 1938 Luise Mayrhofer (1903–1974), Tochter von Alois Mayrhofer
        2. (I) Maria Immaculata (1904–1940), bis 1918 Prinzessin von Sachsen-Coburg und Gotha
        3. (II) Josephine Maria Anna (1911–1997), bis 1918 Prinzessin von Sachsen-Coburg und Gotha, ⚭ 1937 (gesch. 1945) Richard Friedrich Baron von Baratta-Dragano (1901–1998)

    3. Clothilde (1846–1927), Prinzessin von Sachsen-Coburg und Gotha, ⚭ 1864 Joseph Karl Ludwig (1833–1905), Erzherzog von Österreich, ungarischer General (vgl. Stammliste des Hauses Habsburg-Lothringen)
    4. Amalie (1848–1894), Prinzessin von Sachsen-Coburg und Gotha, ⚭ 1875 Max Emanuel (1849–1893), Herzog in Bayern, bayerischer Generalleutnant, Mitglied des Reichsrats (vgl. Stammliste des Hauses Wittelsbach)
    5. Ferdinand I. (1861–1948), ab 1908 Zar von Bulgarien, ⚭ I 1893 Marie Louise (1870–1899), Prinzessin von Parma, Piacenza und Guastalla, Tochter von Robert I. (1848–1907), Herzog von Parma, Piacenza und Guastalla (Haus Bourbon-Parma, vgl. Stammliste der Bourbonen); ⚭ II 1908 Eleonore (1860–1917), Prinzessin Reuß zu Köstritz, Tochter von Heinrich IV. (1821–1894), Fürst Reuß zu Köstritz (vgl. Stammliste des Hauses Reuß); → Nachfahren siehe unten, Bulgarisches Haus Sachsen-Coburg und Gotha

  3. Viktoria (1822–1857), Prinzessin von Sachsen-Coburg-Saalfeld, ab 1826 von Sachsen-Coburg und Gotha, ⚭ 1840 Louis d’Orléans, duc de Nemours (1814–1896), französischer General (Haus Orléans, vgl. Stammliste der Bourbonen)
  4. Leopold (1824–1884), Prinz von Sachsen-Coburg-Saalfeld, ab 1826 von Sachsen-Coburg und Gotha, österreichischer Generalmajor, ⚭ 1862 Constanze Geiger (1835–1890), „Freifrau von Ruttenstein“, Tochter von Joseph Geiger (1810–1861), österreichischer Pianist, Klavierlehrer und Komponist
    1. Franz von Ruttenstein (1860–1899), Freiherr

###### Haus Sachsen-Coburg-Braganza
1. Ferdinand II. (1816–1885), Titularkönig von Portugal, ⚭ I 1836 Maria II. (1819–1853), Königin von Portugal (vgl. Stammliste des Hauses Braganza); ⚭ II 1869 Elise Friederike Hensler (1836–1929), „Gräfin von Edla“, Opernsängerin, Tochter von Conrad Hensler (* 1811), Pianist; → Vorfahren siehe oben, Haus Sachsen-Coburg-Koháry
  1. (I) Peter V. (1837–1861), ab 1853 König von Portugal, ⚭ 1858 Stephanie (1837–1859), Prinzessin von Hohenzollern, Tochter von Karl Anton (1811–1885), Fürst von Hohenzollern (Haus Hohenzollern-Sigmaringen, vgl. Stammliste der Hohenzollern)
  2. (I) Ludwig I. (1838–1889), König von Portugal, ⚭ 1862 Maria Pia (1847–1911), Prinzessin von Italien, Tochter von Viktor Emanuel II. (1820–1878), König von Italien (vgl. Stammliste des Hauses Savoyen)
    1. Karl I. (1863–1908), König von Portugal, ⚭ 1886 Amélie (1865–1951), Prinzessin von Orléans, Tochter von Louis Philippe Albert d’Orléans, comte de Paris (1838–1894), Chef des Hauses Orléans (Haus Orléans, vgl. Stammliste der Bourbonen)
      1. Ludwig Philipp (1887–1908), Kronprinz von Portugal
      2. Maria Anna (1887), Prinzessin von Portugal
      3. Manuel II. (1889–1932), bis 1910 König von Portugal, ⚭ 1913 Auguste Viktoria (1890–1966), Prinzessin von Hohenzollern, Tochter von Wilhelm (1864–1927), Fürst von Hohenzollern (Haus Hohenzollern-Sigmaringen, vgl. Stammliste der Hohenzollern)
→ ausgestorbene Linie (Haus Sachsen-Coburg-Braganza erloschen)

    2. Alfons Heinrich (1865–1920), bis 1910 Herzog von Porto, ⚭ 1917 Nevada Stoody Hayes (1885–1941), Tochter von Jacob Walter Stoody (1846–1922)

  3. (I) Maria (1840), Prinzessin von Portugal
  4. (I) Johann Maria (1842–1861), Herzog von Beja, Kronprinz von Portugal
  5. (I) Maria Anna (1843–1884), Prinzessin von Portugal, ⚭ 1859 Georg (1832–1904), König von Sachsen
  6. (I) Antonia Maria (1845–1913), Prinzessin von Portugal, ⚭ 1861 Leopold (1835–1905), Fürst von Hohenzollern (Haus Hohenzollern-Sigmaringen, vgl. Stammliste der Hohenzollern)
  7. (I) Ferdinand Maria Ludwig (1846–1861), Prinz von Portugal
  8. (I) August Maria (1847–1889), Herzog von Coimbra, Brigadegeneral
  9. (I) Leopold (1849), Prinz von Portugal
  10. (I) Maria da Glória (1851), Prinzessin von Portugal
  11. (I) Eugen (1853), Prinz von Portugal

###### Bulgarisches Haus Sachsen-Coburg und Gotha
1. Ferdinand I. (1861–1948), ab 1908 Zar von Bulgarien, ⚭ I 1893 Marie Louise (1870–1899), Prinzessin von Parma, Piacenza und Guastalla, Tochter von Robert I. (1848–1907), Herzog von Parma, Piacenza und Guastalla (Haus Bourbon-Parma, vgl. Stammliste der Bourbonen); ⚭ II 1908 Eleonore (1860–1917), Prinzessin Reuß zu Köstritz, Tochter von Heinrich IV. (1821–1894), Fürst Reuß zu Köstritz (vgl. Stammliste des Hauses Reuß); → Vorfahren siehe oben, Haus Sachsen-Coburg-Koháry
  1. (I) Boris III. (1894–1943), Zar von Bulgarien, ⚭ 1930 Giovanna (1907–2000), Prinzessin von Italien, Tochter von Viktor Emanuel III. (1869–1947), König von Italien (vgl. Stammliste des Hauses Savoyen)
    1. Maria-Luisa (* 1933), bis 1946 Prinzessin von Bulgarien, Prinzessin von Koháry, ⚭ I 1957 (gesch. 1968) Karl Wladimir Ernst Heinrich Prinz zu Leiningen (1928–1990), Geschäftsmann (Haus Leiningen); ⚭ II 1969 Bronislaw Chrobok (* 1933), polnisch-britischer Finanzunternehmer, Sohn von Paweł Chrobok (1873–1957), deutscher, später polnischer Offizier, Teilnehmer der Aufstände in Oberschlesien
    2. Simeon (* 1937), bis 1946 Zar von Bulgarien, Ministerpräsident von Bulgarien, ⚭ 1962 Margarita Gómez-Acebo y Cejuela (* 1935), Tochter von Manuel Gómez-Acebo y Modet (1889–1936), 4. Markgraf von Cortina
      1. Kardam Sakskoburggotski (1962–2015), Agrarökonom, ⚭ 1996 Miriam Ungría y López (* 1963), Tochter von Bernardo Ungría y Goiburu, Markgraf von Montefalcón und Graf von Motta, Unternehmer
        1. Boris Sakskoburggotski (* 1997), Künstler
        2. Beltran Sakskoburggotski (* 1999)

      2. Kiril Sakskoburggotski (* 1964), Politiker und Finanzmakler, ⚭ 1989 María del Rosario Nadal y Fuster de Puigdórfila (* 1968), Model und Kunstberaterin, Tochter von Miguel Nadal Bestard
        1. Mafalda Sakskoburggotska (* 1994), Sängerin, ⚭ 2022 Marc Abousleiman (* 1994), britisch-libanesischer Finanzanalyst
        2. Olympia Sakskoburggotska (* 1995)
        3. Tassilo Sakskoburggotski (* 2002)

      3. Kubrat Sakskoburggotski (* 1965), ⚭ 1993 Carla Royo-Villanova y Urrestarazu (* 1969), Tochter von Jaime Royo-Villanova y Paya (* 1943), spanischer Jurist, Unternehmer und Autor
        1. Mirko Sakskoburggotski (* 1995)
        2. Lukas Sakskoburggotski (* 1997)
        3. Tirso Sakskoburggotski (* 2002)

      4. Konstantin-Assen Sakskoburggotski (* 1967), ⚭ 1994 Maria Gracia de la Rasilla y Gortázar (* 1970), Tochter von Álvaro García de la Rasilla y Pineda (* 1942), spanischer Unternehmer und Banker
        1. Umberto Sakskoburggotski (* 1999)
        2. Sofia Sakskoburggotska (* 1999)

      5. Kalina Sakskoburggotska (* 1972), ⚭ 2002 Antonio Munoz Valcarcel (* 1958), spanischer Abenteurer und Wissenschaftler

  2. (I) Kyrill (1895–1945), Prinzregent des Königreichs Bulgarien, hingerichtet
  3. (I) Eudoxia Auguste Philippine (1898–1985), bis 1946 Prinzessin von Bulgarien
  4. (I) Nadejda Klementine Maria Pia Majella (1899–1958), Prinzessin von Bulgarien, ⚭ 1924 Albrecht Eugen (1895–1954), bis 1918 Prinz von Württemberg, Offizier (vgl. Stammliste des Hauses Württemberg)

##### Belgisches Haus Sachsen-Coburg und Gotha
1. Leopold I. (1790–1865), ab 1831 König der Belgier, ⚭ I 1816 Charlotte Augusta (1796–1817); Prinzessin von Großbritannien, Irland und Hannover, Tochter von Georg IV. (1762–1830), Prince of Wales und nachmaliger König von Großbritannien, Irland und Hannover (Haus Hannover, vgl. Stammliste der Welfen); ⚭ II 1832 Louise (1812–1850), Prinzessin von Frankreich, Tochter von Louis-Philippe I. (1773–1850), König von Frankreich (Haus Orléans, vgl. Stammliste der Bourbonen); → Vorfahren siehe oben, Haus Sachsen-Saalfeld (ab 1735 Haus Sachsen-Coburg-Saalfeld, ab 1826 Haus Sachsen-Coburg und Gotha)
  1. (I) N.N. (tot geborenes Kind, 1817)
  2. (II) Louis Philippe (1833–1834), Kronprinz von Belgien
  3. (II) Leopold II. (1835–1909), König der Belgier, ⚭ I 1853 Marie Henriette (1836–1902), Erzherzogin von Österreich, Tochter von Joseph Anton Johann (1776–1847), Erzherzog von Österreich, Palatin von Ungarn (vgl. Stammliste des Hauses Habsburg-Lothringen); ⚭ II 1909 Blanche Zélia Joséphine Delacroix (1883–1948), „Baronin de Vaughan“, Tochter von Jules Delacroix
    1. (I) Louise (1858–1924), Prinzessin von Belgien, ⚭ 1875 Philipp (1844–1921), Herzog von Sachsen-Coburg-Koháry
    2. (I) Leopold (1859–1869), Herzog von Brabant
    3. (I) Stephanie (1864–1945), Prinzessin von Belgien, ⚭ I 1881 Rudolf (1858–1889), Erzherzog von Österreich und kaiserlicher Kronprinz (vgl. Stammliste des Hauses Habsburg-Lothringen); ⚭ II 1900 Elemér Lónyay (1863–1946), ungarischer Adliger und Diplomat (Adelsgeschlecht Lónyay)
    4. (I) Clementine (1872–1955), Prinzessin von Belgien, ⚭ 1910 Napoléon Victor Jérôme Frédéric Bonaparte (1862–1926), Chef des Hauses Bonaparte (Haus Bonaparte)
    5. (vorehelich mit Blanche Zélia Joséphine Delacroix) Lucien Durrieux (1906–1984), Herzog von Tervuren, ⚭ 1927 Lucie Gracieuse Mundutey (1900–2005)
    6. (vorehelich mit Blanche Zélia Joséphine Delacroix) Philippe Durrieux (1907–1914), Graf von Ravenstein

  4. (II) Philipp (1837–1905), Prinz von Belgien, ⚭ 1867 Maria Luise (1845–1912), Prinzessin von Hohenzollern-Sigmaringen, Tochter von Karl Anton (1811–1885), Fürst von Hohenzollern-Sigmaringen (Haus Hohenzollern-Sigmaringen, vgl. Stammliste der Hohenzollern)
    1. Baudouin Léopold (1869–1891), Prinz von Belgien
    2. Henriette (1870–1948), Prinzessin von Belgien, ⚭ 1896 Emmanuel d’Orléans, duc de Vendôme (1872–1931), französischer Adliger (Haus Orléans, vgl. Stammliste der Bourbonen)
    3. Joséphine Marie (1870–1871), Prinzessin von Belgien
    4. Josephine (1872–1958), Prinzessin von Belgien, ⚭ 1894 Karl Anton (1868–1919), Prinz von Hohenzollern, preußischer Generalleutnant (Haus Hohenzollern-Sigmaringen, vgl. Stammliste der Hohenzollern)
    5. Albert I. (1875–1934), König der Belgier, ⚭ 1900 Elisabeth Gabriele (1876–1965), Herzogin in Bayern, Tochter von Carl Theodor (1839–1909), Herzog in Bayern, Augenarzt (vgl. Stammliste des Hauses Wittelsbach)
      1. Leopold III. (1901–1983), König der Belgier, ⚭ I 1926 Astrid (1905–1935), Prinzessin von Schweden, Tochter von Oskar Karl Wilhelm (1861–1951), Prinz von Schweden, Herzog von Västergötland (vgl. Stammliste des Hauses Bernadotte); ⚭ II 1941 Mary Lilian Baels (1916–2002), „Prinzessin von Réthy“, Tochter von Henri Baels (1878–1951), Rechtsanwalt, Reeder und Politiker
        1. (I) Joséphine Charlotte (1927–2005), Prinzessin von Belgien, ⚭ 1953 Jean (1921–2019), Großherzog von Luxemburg (Haus Bourbon-Parma, vgl. Stammliste der Bourbonen)
        2. (I) Baudouin (1930–1993), König der Belgier, ⚭ 1960 Fabiola de Mora y Aragón (1928–2014), Tochter von Gonzalo de Mora Fernández Riera del Olmo (1887–1957), Graf von Mora (Adelsgeschlecht Mora)
        3. (I) Albert II. (* 1934), König der Belgier, ⚭ 1959 Paola Ruffo di Calabria (* 1937), Tochter von Fulco Ruffo di Calabria (1884–1946), italienischer Fürst und Jagdflieger (Adelsgeschlecht Ruffo)
          1. Philippe (* 1960), König der Belgier, ⚭ 1999 Mathilde d’Udekem d’Acoz (* 1973), Tochter von Graf Patrick d’Udekem d’Acoz (1936–2008), belgischer Adliger (Adelsgeschlecht d’Udekem)
            1. Elisabeth (* 2001), Kronprinzessin von Belgien
            2. Gabriel (* 2003), Prinz von Belgien
            3. Emmanuel (* 2005), Prinz von Belgien
            4. Eléonore (* 2008), Prinzessin von Belgien

          2. Astrid (* 1962), Prinzessin von Belgien, ⚭ 1984 Lorenz Habsburg-Lothringen (* 1955), Bankier (vgl. Stammliste des Hauses Habsburg-Lothringen)
          3. Laurent (* 1963), Prinz von Belgien, ⚭ 2003 Claire Louise Coombs (* 1974), Tochter von Nicholas John Coombs (* 1938), britisch-belgischer Unternehmer
            1. Louise (* 2004), Prinzessin von Belgien
            2. Nikolaus (* 2005), Prinz von Belgien
            3. Aymeric (* 2005), Prinz von Belgien

          4. (unehelich mit Sybille de Sélys Longchamps) Delphine (* 1968), Prinzessin von Belgien, Künstlerin

        4. (unehelich mit Liselotte Landbeck) Ingeborg Verdun (* 1940)
        5. (II) Alexander (1942–2009), Prinz von Belgien, ⚭ 1991 Léa Wolman (* 1951), Tochter von Sigismund Wolman (* 1906), polnischer Kaufmann
        6. (II) Marie-Christine (* 1951), Prinzessin von Belgien, ⚭ I 1981 (gesch. 1985) Paul Drucker (1937–2008); ⚭ II 1989 Jean-Paul Gourgues Resides (* 1941)
        7. (II) Marie-Esmeralda (* 1956), Prinzessin von Belgien, ⚭ 1998 Salvador Moncada (* 1944), britisch-honduranischer Pharmakologe

      2. Karl (1903–1983), Prinzregent des Königreichs Belgien
      3. Marie José (1906–2001), Prinzessin von Belgien, ⚭ 1930 Umberto II. (1904–1983), König von Italien (vgl. Stammliste des Hauses Savoyen)

  5. (II) Charlotte (1840–1927), Prinzessin von Belgien, ⚭ 1857 Maximilian I. (1832–1867), Kaiser von Mexiko (vgl. Stammliste des Hauses Habsburg-Lothringen)
  6. (unehelich mit Arcadie Claret) Georg von Eppinghoven (1849–1904), preußischer Offizier, ⚭ 1901 Anna Brust (1865–1943), Tochter von Franz Brust; → Nachfahren: Adelsgeschlecht Eppinghoven
  7. (unehelich mit Arcadie Claret) Arthur von Eppinghoven (1852–1940), Großmarschall von Sachsen-Coburg und Gotha, Adjutant des Königs von Bulgarien, ⚭ 1887 Anna Lydia Harris (1862–1944), Tochter von Sir James Harris (1831–1904), britischer Generalkonsul in Nizza
    1. Louise-Marie von Eppinghoven (1894–1966)

## Albertiner von Albrecht bis Johann Georg II.
1. Albrecht (1443–1500), gen. der Beherzte, Herzog von Sachsen, ⚭ 1459 Sidonie (1449–1510), Prinzessin von Böhmen, auch Zdenka, Tochter von Georg von Podiebrad (1420–1471), König von Böhmen (Adelsgeschlecht Podiebrad); → Vorfahren siehe oben, Wettiner von Heinrich III. bis Ernst und Albrecht
  1. Katharina (1468–1524), Prinzessin von Sachsen, ⚭ 1484 Siegmund (1427–1496), Erzherzog von Österreich, Regent von Oberösterreich (vgl. Stammliste der Habsburger)
  2. Georg (1471–1539), gen. der Bärtige, Herzog von Sachsen, ⚭ 1496 Barbara (1478–1534), Prinzessin von Polen, Tochter von Kasimir IV. Jagiełło (1427–1492), König von Polen (vgl. Stammliste der Jagiellonen)
    1. Christoph (1497), Prinz von Sachsen
    2. Johann (1498–1537), Erbprinz von Sachsen, ⚭ 1515 Elisabeth, gen. von Rochlitz, Prinzessin von Hessen, Tochter von Wilhelm II. (1469–1509), gen. der Mittlere, Landgraf von Hessen (vgl. Stammliste des Hauses Hessen)
    3. Wolfgang (1499–1500), Prinz von Sachsen
    4. Anna (1500), Prinzessin von Sachsen
    5. Christoph (1501), Prinz von Sachsen
    6. Agnes (1503), Prinzessin von Sachsen
    7. Friedrich (1504–1539), Erbprinz von Sachsen, ⚭ 1539 Elisabeth (um 1516–1541), Tochter von Ernst II. (1479–1531), Graf von Mansfeld (vgl. Stammliste des Hauses Mansfeld)
    8. Christina (1505–1549), Prinzessin von Sachsen, ⚭ 1523 Philipp I. (1504–1567), gen. der Großmütige, Landgraf von Hessen (vgl. Stammliste des Hauses Hessen)
    9. Magdalene (1507–1534), Prinzessin von Sachsen, ⚭ 1524 Joachim II. (1505–1571), gen. Hektor, Kurfürst von Brandenburg (vgl. Stammliste der Hohenzollern)
    10. Margaretha (1508–1510), Prinzessin von Sachsen

  3. Heinrich (1473–1541), gen. der Fromme, Herzog von Sachsen, ⚭ 1512 Katharina (1487–1561), Herzogin zu Mecklenburg, Tochter von Magnus II. (1441–1503), Herzog von Mecklenburg (vgl. Stammliste des Hauses Mecklenburg)
    1. Sibylle (1515–1592), Prinzessin von Sachsen, ⚭ 1540 Franz I. (1510–1581), Herzog von Sachsen-Lauenburg (vgl. Stammliste der Askanier)
    2. Aemilia (1516–1591), Prinzessin von Sachsen, ⚭ 1533 Georg (1484–1543), Markgraf von Brandenburg-Ansbach, Regent der Markgrafschaft Brandenburg-Kulmbach (vgl. Stammliste der Hohenzollern)
    3. Sidonie (1518–1575), Prinzessin von Sachsen, ⚭ 1545 Erich II. (1528–1584), Herzog von Braunschweig-Calenberg-Göttingen (vgl. Stammliste der Welfen)
    4. Moritz (1521–1553), Herzog von Sachsen und Sagan, ab 1547 Kurfürst von Sachsen, ⚭ 1541 Agnes (1527–1555), Prinzessin von Hessen, Tochter von Philipp I. (1504–1567), Landgraf von Hessen (vgl. Stammliste des Hauses Hessen)
      1. Anna, Prinzessin von Sachsen, ⚭ 1561 (gesch. 1575) Wilhelm I. (1533–1584), Fürst von Oranien, niederländischer Staatsmann (Haus Oranien-Nassau, vgl. Stammliste des Hauses Nassau)
      2. Albrecht (1545–1546), Prinz von Sachsen

    5. Severin (1522–1533), Prinz von Sachsen
    6. August (1526–1586), gen. Vater August, Kurfürst von Sachsen, ⚭ I 1548 Anna (1532–1585), gen. Mutter Anna, Prinzessin von Dänemark und Norwegen, Tochter von Christian III. (1503–1559), König von Dänemark und Norwegen (vgl. Stammliste des Hauses Oldenburg); ⚭ II 1586 Agnes Hedwig (1573–1616), Prinzessin von Anhalt, Tochter von Joachim Ernst (1536–1586), Fürst von Anhalt (vgl. Stammliste der Askanier)
      1. (I) Johann Heinrich († 1550), Prinz von Sachsen
      2. (I) Eleonore (1551–1553), Prinzessin von Sachsen
      3. (I) Elisabeth (1552–1590), Prinzessin von Sachsen, ⚭ 1570 Johann Kasimir (1543–1592), Pfalzgraf, Administrator der Kurpfalz (vgl. Stammliste des Hauses Wittelsbach)
      4. (I) Alexander (1554–1565), Kurprinz von Sachsen, Administrator von Merseburg und Naumburg
      5. (I) Magnus (1555–1558), Prinz von Sachsen
      6. (I) Joachim (1557), Prinz von Sachsen
      7. (I) Hektor (1558–1560), Prinz von Sachsen
      8. (I) Christian I. (1560–1591), Kurfürst von Sachsen, ⚭ 1582 Sophie (1568–1622), Prinzessin von Brandenburg, Tochter von Johann Georg (1525–1598), Kurfürst von Brandenburg (vgl. Stammliste der Hohenzollern)
        1. Christian II. (1583–1611), Kurfürst von Sachsen, ⚭ 1602 Hedwig (1581–1641), Prinzessin von Dänemark und Norwegen, Tochter von Friedrich II. (1534–1588), König von Dänemark und Norwegen (vgl. Stammliste des Hauses Oldenburg)
        2. Johann Georg I. (1585–1656), Kurfürst von Sachsen, ⚭ I 1604 Sibylla Elisabeth (1584–1606), Prinzessin von Württemberg, Tochter von Friedrich I. (1557–1608), Herzog von Württemberg (vgl. Stammliste des Hauses Württemberg); ⚭ II 1607 Magdalena Sibylle (1586–1659), Prinzessin von Preußen, Tochter von Albrecht Friedrich (1553–1618), Herzog in Preußen (vgl. Stammliste der Hohenzollern)
          1. (I) N.N. (Sohn, 1606)
          2. (II) N.N. (Sohn, 1608)
          3. (II) Sophie Eleonore (1609–1671), Prinzessin von Sachsen, ⚭ 1627 Georg II. (1605–1661), Landgraf von Hessen-Darmstadt (vgl. Stammliste des Hauses Hessen)
          4. (II) Maria Elisabeth (1610–1684), Prinzessin von Sachsen, ⚭ 1630 Friedrich III. (1597–1659), Herzog von Schleswig-Holstein-Gottorf (Haus Schleswig-Holstein-Gottorf, vgl. Stammliste des Hauses Oldenburg)
          5. (II) Christian Albrecht (1612), Kurprinz von Sachsen
          6. (II) Johann Georg II. (1613–1680), Kurfürst von Sachsen, ⚭ 1638 Magdalena Sibylle (1612–1687), Prinzessin von Brandenburg-Bayreuth, Tochter von Christian (1581–1655), Markgraf von Brandenburg-Bayreuth (vgl. Stammliste der Hohenzollern); → Nachfahren siehe unten, Albertiner von Johann Georg II. bis König Friedrich August III.
          7. (II) August (1614–1680), Herzog von Sachsen-Weißenfels, ⚭ I 1647 Anna Maria (1627–1669), Herzogin zu Mecklenburg(-Schwerin), Tochter von Adolf Friedrich I. (1588–1658), Herzog von Mecklenburg-Schwerin (vgl. Stammliste des Hauses Mecklenburg); ⚭ II 1672 Johanna Walpurgis (1647–1687), Tochter von Georg Wilhelm (1619–1695), Graf von Leiningen-Westerburg (vgl. Stammliste des Hauses Runkel); → Nachfahren siehe unten, Haus Sachsen-Weißenfels
          8. (II) Christian I. (1615–1691), Herzog von Sachsen-Merseburg, ⚭ 1650 Christiana (1634–1701), Prinzessin von Schleswig-Holstein-Sonderburg-Glücksburg, Tochter von Philipp (1584–1663), Herzog von Schleswig-Holstein-Sonderburg-Glücksburg (Haus Schleswig-Holstein-Sonderburg-Glücksburg (ältere Linie), vgl. Stammliste des Hauses Oldenburg); → Nachfahren siehe unten, Haus Sachsen-Merseburg
          9. (II) Magdalena Sibylla (1617–1668), Prinzessin von Sachsen, ⚭ I 1634 Christian (1603–1647), Kronprinz von Dänemark und Norwegen (vgl. Stammliste des Hauses Oldenburg); ⚭ II 1652 Friedrich Wilhelm II. (1603–1669), Herzog von Sachsen-Altenburg
          10. (II) Moritz (1619–1681), Herzog von Sachsen-Zeitz, ⚭ I 1650 Sophie Hedwig (1630–1652), Prinzessin von Schleswig-Holstein-Sonderburg-Glücksburg, Tochter von Philipp (1584–1663), Herzog von Schleswig-Holstein-Sonderburg-Glücksburg (Haus Schleswig-Holstein-Sonderburg-Glücksburg (ältere Linie), vgl. Stammliste des Hauses Oldenburg); ⚭ II 1656 Dorothea Maria (1641–1675), Prinzessin von Sachsen-Weimar, Tochter von Wilhelm (1598–1662), Herzog von Sachsen-Weimar; ⚭ III 1676 Sophie Elisabeth (1653–1684), Prinzessin von Schleswig-Holstein-Sonderburg-Wiesenburg, Tochter von Philipp Ludwig (1620–1689), Herzog von Schleswig-Holstein-Sonderburg-Wiesenburg, kaiserlicher Offizier (Haus Schleswig-Holstein-Sonderburg-Wiesenburg, vgl. Stammliste des Hauses Oldenburg); → Nachfahren siehe unten, Haus Sachsen-Zeitz
          11. (II) Heinrich (1622), Prinz von Sachsen

        3. Anna Sabine (1586), Prinzessin von Sachsen
        4. Sophie (1587–1635), Prinzessin von Sachsen, ⚭ 1610 Franz (1577–1620), Herzog von Pommern (vgl. Stammliste der Greifen)
        5. Elisabeth (1588–1589), Prinzessin von Sachsen
        6. August (1589–1615), Prinz von Sachsen, Verweser des Bistums Naumburg, ⚭ 1612 Elisabeth (1593–1650), Prinzessin von Braunschweig-Wolfenbüttel, Tochter von Heinrich Julius (1564–1613), Herzog von Braunschweig-Wolfenbüttel (vgl. Stammliste der Welfen)
        7. Dorothea (1591–1617), Prinzessin von Sachsen, Äbtissin von Quedlinburg

      9. (I) Marie (1562–1566), Prinzessin von Sachsen
      10. (I) Dorothea (1563–1587), Prinzessin von Sachsen, ⚭ 1585 Heinrich Julius (1564–1613), Herzog von Braunschweig-Wolfenbüttel (vgl. Stammliste der Welfen)
      11. (I) Amalie (1565), Prinzessin von Sachsen
      12. (I) Anna (1567–1613), Prinzessin von Sachsen, ⚭ 1586 (gesch. 1593) Johann Casimir (1564–1633), Herzog von Sachsen-Coburg
      13. (I) August (1569–1570), Prinz von Sachsen
      14. (I) Adolf (1571–1572), Prinz von Sachsen
      15. (I) Friedrich (1575–1577), Prinz von Sachsen

    7. (unehelich) Katharina Sybilla (1584–1658), ⚭ 1620 Friedrich von Mägendhoff (um 1580 – um 1645)

  4. Friedrich (1473–1510), Prinz von Sachsen, Hochmeister des Deutschen Ordens
  5. Anna (1478–1479), Prinzessin von Sachsen
  6. Ludwig (1481), Prinz von Sachsen
  7. Johann (1484), Prinz von Sachsen
  8. Johann (1498), Prinz von Sachsen

### Albertiner von Johann Georg II. bis König Friedrich August III.
1. Johann Georg II. (1613–1680), Kurfürst von Sachsen, ⚭ 1638 Magdalena Sibylle (1612–1687), Prinzessin von Brandenburg-Bayreuth, Tochter von Christian (1581–1655), Markgraf von Brandenburg-Bayreuth (vgl. Stammliste der Hohenzollern); → Vorfahren siehe oben, Albertiner von Albrecht bis Johann Georg II.
  1. Sibylla Marie (1642–1643), Prinzessin von Sachsen
  2. Erdmuthe Sophie (1644–1670), Prinzessin von Sachsen, ⚭ 1662 Christian Ernst (1644–1712), Markgraf von Brandenburg-Bayreuth (vgl. Stammliste der Hohenzollern)
  3. Johann Georg III. (1647–1691), Kurfürst von Sachsen, ⚭ 1666 Anna Sophie (1647–1717), Prinzessin von Dänemark und Norwegen, Tochter von Friedrich III. (1609–1670), König von Dänemark und Norwegen (vgl. Stammliste des Hauses Oldenburg)
    1. Johann Georg IV. (1668–1694), Kurfürst von Sachsen, ⚭ 1692 Eleonore (1662–1696), Prinzessin von Sachsen-Eisenach, Tochter von Johann Georg I. (1634–1686), Herzog von Sachsen-Eisenach
      1. (unehelich mit Magdalena Sibylla von Neitschütz) Wilhelmine Marie Friederike (1693–nach 1729), „Gräfin von Rochlitz“, ⚭ 1720 Świętosław Piotr Dunin herbu Łabędź (um 1690–1736), Graf, Castellan von Radom

    2. August II. (1670–1733), gen. der Starke, ab 1697 König von Polen, Kurfürst von Sachsen, ⚭ 1693 Christiane Eberhardine (1671–1727), Prinzessin von Brandenburg-Bayreuth, Tochter von Christian Ernst (1644–1712), Markgraf von Brandenburg-Bayreuth (vgl. Stammliste der Hohenzollern)
      1. August III. (1696–1763), König von Polen, Kurfürst von Sachsen, ⚭ 1719 Maria Josepha (1699–1757), Erzherzogin von Österreich, Tochter von Joseph I. (1678–1711), römisch-deutscher Kaiser (vgl. Stammliste der Habsburger)
        1. Friedrich August (1720–1721), Prinz von Sachsen und Polen
        2. Joseph (1721–1728), Prinz von Sachsen und Polen
        3. Friedrich Christian (1722–1763), Kurfürst von Sachsen, ⚭ 1747 Maria Antonia (1724–1780), Prinzessin von Bayern, Tochter von Karl VII. (1697–1745), römisch-deutscher Kaiser (vgl. Stammliste des Hauses Wittelsbach)
          1. N.N. (Sohn, 1748), Prinz von Sachsen und Polen
          2. Friedrich August I. (1750–1827), gen. der Gerechte, Kurfürst von Sachsen, ab 1806 König von Sachsen, ⚭ 1769 Amalie (1752–1828), Prinzessin von Pfalz-Zweibrücken-Birkenfeld, Tochter von Friedrich Michael (1724–1767), Pfalzgraf, Herzog von Zweibrücken-Birkenfeld, kaiserlicher Feldmarschall (vgl. Stammliste des Hauses Wittelsbach)
            1. N.N. (tot geborenes Kind, 1771)
            2. N.N. (tot geborenes Kind, 1775)
            3. Maria Augusta (1782–1863), Prinzessin von Sachsen
            4. N.N. (tot geborenes Kind, 1797)

          3. Karl Maximilian (1752–1781), Prinz von Sachsen und Polen, Offizier
          4. Josef Maria (1754–1763), Prinz von Sachsen und Polen
          5. Anton (1755–1836), gen. der Gütige, König von Sachsen, ⚭ I 1781 Maria Carolina (1764–1782), Prinzessin von Sardinien-Piemont, Tochter von Viktor Amadeus III. (1726–1796), König von Sardinien-Piemont (vgl. Stammliste des Hauses Savoyen); ⚭ II 1787 Maria Theresia (1767–1827), Erzherzogin von Österreich, Tochter von Leopold II. (1747–1792), römisch-deutscher Kaiser (vgl. Stammliste des Hauses Habsburg-Lothringen)
            1. (II) Maria Louise (1795–1796), Prinzessin von Sachsen
            2. (II) Friedrich August (1796), Prinz von Sachsen
            3. (II) Maria Johanna (1798–1799), Prinzessin von Sachsen
            4. (II) Maria Theresa (1799), Prinzessin von Sachsen

          6. Maria Amalie (1757–1831), Prinzessin von Sachsen, ⚭ 1774 Karl II. August (1746–1795), Herzog von Pfalz-Zweibrücken (vgl. Stammliste des Hauses Wittelsbach)
          7. Maximilian (1759–1838), Prinz von Sachsen, Thronfolger, ⚭ I 1792 Caroline (1770–1804), Prinzessin von Parma, Piacenza und Guastalla, Tochter von Ferdinand (1751–1802), Herzog von Parma, Piacenza und Guastalla (Haus Bourbon-Parma, vgl. Stammliste der Bourbonen); ⚭ II 1825 Maria Luisa (1802–1857), Prinzessin von Bourbon-Parma, Tochter von König Ludwig (1773–1803), König von Etrurien (Haus Bourbon-Parma, vgl. Stammliste der Bourbonen)
            1. (I) Amalie (1794–1870), Prinzessin von Sachsen, Komponistin
            2. (I) Maria (1796–1865), Prinzessin von Sachsen, ⚭ 1821 Ferdinand III. (1769–1824), Großherzog der Toskana (vgl. Stammliste des Hauses Habsburg-Lothringen)
            3. (I) Friedrich August II. (1797–1854), König von Sachsen, ⚭ I 1819 Karoline Ferdinande (1801–1832), Erzherzogin von Österreich, Tochter von Franz II. (1768–1835), römisch-deutscher Kaiser, ab 1804 österreichischer Kaiser (vgl. Stammliste des Hauses Habsburg-Lothringen); ⚭ II 1833 Maria Anna (1805–1877), Prinzessin von Bayern, Tochter von Maximilian I. Joseph (1756–1825), König von Bayern (vgl. Stammliste des Hauses Wittelsbach)
              1. (unehelich) Theodor Uhlig (1822–1853), Musiker, Publizist und Komponist, ⚭ 1847 Caroline Büttner (1822–1906), Tochter von Carl Friedrich Büttner, sächsischer Oberhoftrompeter; → Nachfahren

            4. (I) Clemens (1798–1822), Prinz von Sachsen
            5. (I) Maria Anna (1799–1832), Prinzessin von Sachsen, ⚭ 1817 Leopold II. (1797–1870), Großherzog der Toskana (vgl. Stammliste des Hauses Habsburg-Lothringen)
            6. (I) Johann (1801–1873), König von Sachsen, ⚭ 1822 Amalie Auguste (1801–1877), Prinzessin von Bayern, Tochter von Maximilian I. Joseph (1756–1825), König von Bayern (vgl. Stammliste des Hauses Wittelsbach)
              1. Marie (1827–1857), Prinzessin von Sachsen
              2. Albert (1828–1902), König von Sachsen, ⚭ 1853 Carola (1833–1907), Prinzessin von Wasa, Tochter von Gustav von Schweden (1799–1877), Prinz von Wasa, österreichischer Feldmarschallleutnant (Haus Schleswig-Holstein-Gottorf, vgl. Stammliste des Hauses Oldenburg)
              3. Elisabeth (1830–1912), Prinzessin von Sachsen, ⚭ I 1850 Ferdinand Maria (1822–1855), Herzog von Genua (vgl. Stammliste des Hauses Savoyen); ⚭ II 1856 Nicolò Giuseppe Efisio (1825–1882), Kammerherr, „Marchese Rapallo“
              4. Ernst (1831–1847), Prinz von Sachsen
              5. Georg (1832–1904), König von Sachsen, ⚭ 1859 Maria Anna (1843–1884), Prinzessin von Portugal, Tochter von Ferdinand II. (1816–1885), König von Portugal
                1. Marie (1860–1861), Prinzessin von Sachsen
                2. Elisabeth (1862–1863), Prinzessin von Sachsen
                3. Mathilde (1863–1933), bis 1918 Prinzessin von Sachsen, Malerin
                4. Friedrich August III. (1865–1932), bis 1918 König von Sachsen, anschließend Chef der albertinischen Linie des Hauses Wettin, ⚭ 1891 (aufgehoben 1903) Luise (1870–1947), Erzherzogin von Österreich, Prinzessin von Toskana, Tochter von Ferdinand IV. (1835–1908), Großherzog der Toskana (vgl. Stammliste des Hauses Habsburg-Lothringen); → Nachfahren siehe unten, Albertiner ab König Friedrich August III.
                5. Maria Josepha (1867–1944), Prinzessin von Sachsen, ⚭ 1886 Otto Franz Joseph (1865–1906), Erzherzog von Österreich (vgl. Stammliste des Hauses Habsburg-Lothringen)
                6. Johann Georg (1869–1938), bis 1918 Prinz von Sachsen, Kunstexperte und Sammler, ⚭ I 1894 Maria Isabella (1871–1904), Prinzessin von Württemberg, Tochter von Philipp (1838–1917), Herzog von Württemberg (vgl. Stammliste des Hauses Württemberg); ⚭ II 1906 Maria Immaculata Cristina (1874–1947), Prinzessin von Bourbon-Sizilien, Tochter von Alfons Maria (1841–1934), Prinz von Bourbon-Sizilien, Graf von Caserta (vgl. Stammliste der Bourbonen)
                  1. (unehelich) Johann Wilhelm (1927–1945)

                7. Maximilian (1870–1951), bis 1918 Prinz von Sachsen, katholischer Geistlicher und Gelehrter
                8. Albert (1875–1900), Prinz von Sachsen

              6. Sidonie (1834–1862), Prinzessin von Sachsen
              7. Anna Maria (1836–1859), Prinzessin von Sachsen, ⚭ 1856 Ferdinand IV. (1835–1908), Großherzog der Toskana (vgl. Stammliste des Hauses Habsburg-Lothringen)
              8. Margarete (1840–1858), Prinzessin von Sachsen, ⚭ 1856 Karl Ludwig (1833–1896), Erzherzog von Österreich, Statthalter von Tirol und Vorarlberg (vgl. Stammliste des Hauses Habsburg-Lothringen)
              9. Sophie (1845–1867), Prinzessin von Sachsen, ⚭ 1865 Carl Theodor (1839–1909), Herzog in Bayern (vgl. Stammliste des Hauses Wittelsbach)

            7. (I) Maria Josepha (1803–1829), Prinzessin von Sachsen, ⚭ 1819 Ferdinand VII. (1784–1833), König von Spanien (Haus Bourbon-Anjou, vgl. Stammliste der Bourbonen)

          8. Maria Josepha Magdalena (1761–1820), Prinzessin von Sachsen und Polen
          9. N.N. (Sohn, 1762), Prinz von Sachsen und Polen

        4. N.N. (tot geborene Tochter, 1723)
        5. Maria Amalia (1724–1760), Prinzessin von Sachsen und Polen, ⚭ 1738 Karl III. (1716–1788), König von Spanien (Haus Bourbon-Anjou, vgl. Stammliste der Bourbonen)
        6. Maria (1727–1734), Prinzessin von Sachsen und Polen
        7. Maria Anna (1728–1797), Prinzessin von Sachsen und Polen, ⚭ 1747 Maximilian III. Joseph (1727–1777), Kurfürst von Bayern (vgl. Stammliste des Hauses Wittelsbach)
        8. Franz Xaver (1730–1806), Prinz von Sachsen und Polen, Graf von der Lausitz, Regent des Kurfürstentums Sachsen, ⚭ 1765 Clara Maria Spinucci (1741–1792), ab 1767 „Gräfin von der Lausitz“, Tochter von Giuseppe Spinucci (1707–1783), Graf
          1. Ludwig Ruprecht Joseph Xavier (1766–1782), Graf von der Lausitz
          2. Clara Maria Augusta Beatrice (1766)
          3. Joseph Xavier (1767–1802), gen. Chevalier de Saxe („Ritter von Sachsen“), Graf von der Lausitz, französischer Offizier
          4. Elisabeth Ursula Anna Cordula Xaveria (1768–1844), gen. Mademoiselle de Saxe, ⚭ 1787 Henri de Preissac, duc d’Esclignac de Fimarcon Lomagne (1763–1837), Grande von Spanien
          5. Maria Anna Violante Katharina Martha Xaveria (1770–1845), ⚭ 1793 Don Paluzzo Altieri, Principe di Oriolo (1760–1834)
          6. Beatrix Marie Françoise Brigitte (1772–1806), ⚭ 1794 Don Raffaele Riario-Sforza, Marchese di Corleto (1767–1797)
          7. Kunigunde Anna Helena Maria Josepha (1774–1828), ⚭ 1795 Marchese Don Giovanni Patrizi Naro Montoro (1775–1818)
          8. Maria Christina Sabina (1775–1837), ⚭ 1796 Don Camillo Massimiliano Massimo, Principe di Arsoli (1770–1840); Eltern von Kardinal Franz Xaver Massimo (Adelsgeschlecht Massimo)
          9. N.N. (tot geborener Sohn, 1777)
          10. Cecilie Marie Adelaide Augustine (1779–1781)

        9. Maria Josepha (1731–1767), Prinzessin von Sachsen und Polen, ⚭ 1747 Louis Ferdinand (1729–1765), Dauphin von Frankreich (vgl. Stammliste der Bourbonen)
        10. Karl (1733–1796), Herzog von Kurland, ⚭ 1760 Franziska (1742–1796), Tochter von Stanislaus von Corvin-Krasinski (1718–1762), polnischer Adliger (Adelsgeschlecht Krasiński)
          1. Maria Christina (1779–1851), Prinzessin von Sachsen, ⚭ I 1797 Karl Emanuel (1770–1800), Fürst von Savoyen-Carignan (vgl. Stammliste des Hauses Savoyen); ⚭ II 1811 Jules Maximilien Thibault (1787–1865), 6. Marquis de Rumont, 1. Prince de Montléart

        11. Maria Christina (1735–1782), Prinzessin von Sachsen und Polen, Fürstäbtissin von Remiremont
        12. Maria Elisabeth (1736–1818), Prinzessin von Sachsen und Polen, Sternkreuzordensdame
        13. Albert Kasimir (1738–1822), Herzog von Teschen, kaiserlicher Generalfeldmarschall, Kunstsammler, ⚭ 1766 Maria Christina (1742–1798), Erzherzogin von Österreich, Tochter von Franz I. Stephan (1708–1765), römisch-deutscher Kaiser (vgl. Stammliste des Hauses Habsburg-Lothringen)
          1. Christina (1767), Prinzessin von Teschen

        14. Clemens Wenzeslaus (1739–1812), Kurfürst und Erzbischof von Trier
        15. Maria Kunigunde (1740–1826), Prinzessin von Sachsen und Polen, Fürstäbtissin von Thorn und Essen

      2. (unehelich mit Aurora von Königsmarck) Moritz (1696–1750), Graf von Sachsen, französischer Feldmarschall, ⚭ 1714 (gesch. 1721) Johanna Victoria Tugendreich (1699–1747), Tochter von Ferdinand Adolph von Loeben (1651–1706), sächsischer Gutsbesitzer (Adelsgeschlecht Loeben)
        1. August Adolf (1715), Graf von Sachsen
        2. (unehelich mit Marie Rinteau de Verrières) Maria-Aurora (1748–1821), Gräfin von Sachsen, ⚭ I 1766 Antoine de Horn (1722–1767), französischer Offizier; ⚭ II 1777 Louis Dupin de Francueil (1715–1786), französischer Finanzier

      3. (unehelich mit Maria Aurora Spiegel) Friedrich August Rutowski (1702–1764), Graf, kursächsischer Feldmarschall, ⚭ 1739 Ludovika Amalia (1722–1778), Tochter von Alexander Jakob Lubomirski (1695–1772), polnischer General (Adelsgeschlecht Lubomirski)
        1. August Joseph Rutowski (1741–1755)

      4. (unehelich mit Katharina von Altenbockum) Johann Georg (1704–1774), gen. Chevalier de Saxe („Ritter von Sachsen“), kursächsischer Feldmarschall, Gouverneur von Dresden
      5. (unehelich mit Maria Aurora Spiegel) Maria Aurora Rutowska (1706 – vor 1750), ⚭ I 1728 (gesch. 1732) Michał Graf Bieliński († 1746), Wojewode von Chełmiński; ⚭ II 1737 Claude Marie Noyel (1700–1755), Graf von Bellegarde und Entremont, sächsischer Gesandter in Frankreich
      6. (unehelich mit Henriette Renárd/Duval) Anna Karolina Orzelska (1707–1769), ⚭ 1730 Karl Ludwig (1690–1774), Prinz von Schleswig-Holstein-Sonderburg-Beck (Haus Schleswig-Holstein-Sonderburg-Beck, vgl. Stammliste des Hauses Oldenburg)
      7. (unehelich mit Constantia von Cosel) N.N. (tot geborener Sohn, 1706)
      8. (unehelich mit Constantia von Cosel) Augusta Constantia von Cosel (1708–1728), ⚭ 1725 Heinrich Friedrich von Friesen (1681–1739), kursächsischer General der Infanterie (Adelsgeschlecht Friesen)
      9. (unehelich mit Constantia von Cosel) Friederike Alexandrine von Cosel (1709–1784), ⚭ 1730 Jan Kanty Moszyński (um 1690–1737), polnischer Großschatzmeister
      10. (unehelich mit Constantia von Cosel) Friedrich August von Cosel (1712–1770), Graf, kursächsischer General, ⚭ 1749 Friederike Christiane von Holtzendorff (1723–1793), Tochter von Christian Gottlieb von Holtzendorff (1696–1755), Graf, Schlossherr von Bärenstein und Oberlichtenau (Adelsgeschlecht Holtzendorff)
        1. N.N. (Sohn, 1750)
        2. Constantia Alexandrine von Cosel (1752–1804), ⚭ 1772 Johan Heinrich Knuth (1746–1802), dänischer Graf, Gutsbesitzer, Kammerherr und Geheimrat (Adelsgeschlecht Knuth)
        3. Gustav Ernst von Cosel (1755–1789), Graf
        4. Charlotte Luise Marianne von Cosel (1757–1831), ⚭ 1781 Rudolph von Bünau auf Lauenstein (1750–1806), Graf, Geheimrat (Adelsgeschlecht Bünau)
        5. Sigismund von Cosel (1758–1786), Graf, Premierleutnant bei der Kursächsischen Garde

    3. (unehelich wohl mit Margherita Salicola) Johann Georg Maximilian von Fürstenhoff (1686–1753), Architekt und General, ⚭ I Margarethe Dorothea Küster († 1738); ⚭ II Charlotte Emilie N.N.
      1. (I) N.N. (Tochter, † 1743), ⚭ Philipp Christian von Kleinberg/Klimberg († 1743), kursächsischer Bergrat
      2. (I) N.N. (Sohn, † früh)
      3. (I) N.N. (Tochter, † früh)
      4. (I) N.N. (Tochter, † früh)

#### Albertiner ab König Friedrich August III.
1. Friedrich August III. (1865–1932), bis 1918 König von Sachsen, anschließend Chef der albertinischen Linie des Hauses Wettin, ⚭ 1891 (aufgehoben 1903) Luise (1870–1947), Erzherzogin von Österreich, Prinzessin von Toskana, Tochter von Ferdinand IV. (1835–1908), Großherzog der Toskana (vgl. Stammliste des Hauses Habsburg-Lothringen); → Vorfahren siehe oben, Albertiner von Johann Georg II. bis König Friedrich August III.
  1. Georg (1893–1943), bis 1918 Kronprinz von Sachsen, Priester
  2. Friedrich Christian (1893–1968), bis 1918 Prinz von Sachsen, ab 1932 Chef der albertinischen Linie des Hauses Wettin, ⚭ 1923 Elisabeth Helene (1903–1976), bis 1918 Prinzessin von Thurn und Taxis, Tochter von Albert (1867–1952), bis 1918 Fürst von Thurn und Taxis (vgl. Stammliste von Thurn und Taxis)
    1. Maria Emanuel Markgraf von Meißen (1926–2012), Chef der albertinischen Linie des Hauses Wettin, ⚭ 1962 Anastasia-Louise Prinzessin von Anhalt (* 1940), Tochter von Eugen (1903–1980), bis 1918 Prinz von Anhalt (vgl. Stammliste der Askanier)
    2. Maria Josepha Prinzessin von Sachsen (1928–2018), Journalistin
      1. (unehelich) Maria Christina Prinzessin von Sachsen (* 1956), Fotografin[Anmerkung 1]

    3. Maria Anna Josepha Prinzessin von Sachsen (1929–2012), ⚭ 1952 Roberto von Afif (1916–1978), Jurist
      1. Alexander Prinz von Sachsen-Gessaphe (* 1953), Betriebswirt, ⚭ 1987 Gisela von Bayern (* 1964), Tochter von Rasso von Bayern (1926–2011, vgl. Stammliste des Hauses Wittelsbach); → Nachfahren[Anmerkung 1]
      2. Friedrich Wilhelm Prinz von Sachsen-Gessaphe (* 1955), Innenarchitekt, Dekorateur und Kunstexperte[Anmerkung 1]
      3. Karl August Prinz von Sachsen Gessaphe (* 1958), Rechtswissenschaftler, ⚭ I 1994 (gesch. 2003) Karen Kurth (* 1962); ⚭ II 2011 Anke Lioba Kunert (* 1978); → Nachfahren[Anmerkung 1]

    4. Albrecht Joseph (1934–2012), Historiker, ⚭ 1980 Elmira Henke (1930–2022)
    5. Mathilde Maria Josepha Anna Xaveria Prinzessin von Sachsen (1936–2018), Medizinerin, ⚭ 1968 Johannes Heinrich Friedrich Werner Prinz von Sachsen-Coburg und Gotha (1931–2010)

  3. Ernst Heinrich (1896–1971), bis 1918 Prinz von Sachsen, Verwaltungschef des Vereins „Haus Wettin–Albertinische Linie e. V.“, ⚭ I 1921 Sophie (1902–1941), Prinzessin von Luxemburg, Tochter von Wilhelm IV. (1852–1912), Großherzog von Luxemburg (vgl. Stammliste des Hauses Nassau); ⚭ II 1947 Gina „Virginia“ Dulon (1910–2002), Schauspielerin, Tochter von Karl Ferdinand Dulon, Offizier
    1. (I) Dedo Prinz von Sachsen (1922–2009)[4], Landwirt
    2. (I) Georg Timo Michael Nikolaus Maria Prinz von Sachsen (1923–1982), ⚭ I 1952 Margrit Lucas (1932–1957), Mülheimer Rosenkönigin, Tochter von Carl Lucas, Metzgermeister; ⚭ II 1966 (gesch. 1973) Charlotte Schwindack (* 1919), Schauspielerin, Tochter von Peter Schwindack, Betriebsleiter; ⚭ III 1974 Erna „Erina“ Eilts (1921–2010), Kauffrau, Tochter von Heinrich Robert Eilts, Metzgermeister[Anmerkung 2]
      1. (unehelich mit Erika Montanus) Hermann Prinz von Sachsen (* 1950), ⚭ 1979 (gesch.) Theophana Aladjov (* 1949), Slawistin, Tochter von Peter Aladjov (1908–2003), bulgarischer Politiker und Unternehmer; → Nachfahren
      2. (I) Rüdiger Karl Ernst Timo Ali Prinz von Sachsen (1953–2022), ⚭ I 1974 Astrid Linke (1949–1989), Tochter von Heinz Linke; ⚭ II 2004 (gesch. 2005/08) Diana Dorndorf (* 1958), deutsche Offizierin; → Nachfahren
      3. (I) Iris Hildegard Sophie Margrit Gisela Prinzessin von Sachsen (* 1955), Friseurin und Kosmetikerin, ⚭ I 1975 (gesch. 1976) Jürgen Hadam (1950–1977); ⚭ II 1977 (gesch. 1983) Wolfgang König (* 1943); ⚭ III 1988 (gesch. 1989) Ulrich Schuhmacher (* 1953); ⚭ IV 1995 Wolfgang Döhring (* 1941)
        1. (unehelich mit Theo Clevan) Xenia Prinzessin von Sachsen (* 1986), Sängerin, Schriftstellerin und Kolumnistin[Anmerkung 1]
          1. (unehelich mit Rajab Hassan) Taro Prinz von Sachsen (* 2015)

        2. Xandra Barbara Desirée Emy Margrit Prinzessin von Sachsen (* 1990)[Anmerkung 1]

    3. (I) Gero Prinz von Sachsen (1925–2003), Landwirt

  4. Maria Alix Carola (tot geboren, 1898)
  5. Margarete Carola Wilhelmine (1900–1962), bis 1918 Prinzessin von Sachsen, ⚭ 1920 Friedrich (1891–1965), bis 1918 Erbprinz von Hohenzollern, Chef der schwäbischen Hohenzollern (Haus Hohenzollern-Sigmaringen, vgl. Stammliste der Hohenzollern)
  6. Maria Alix Luitpolda (1901–1990), bis 1918 Prinzessin von Sachsen, ⚭ 1921 Franz Joseph (1891–1964), bis 1918 Prinz von Hohenzollern, Haus Hohenzollern-Sigmaringen (vgl. Stammliste der Hohenzollern)
  7. Anna Monika Pia (1903–1976), bis 1918 Prinzessin von Sachsen, ⚭ I 1924 Franz Josef (1895–1957), bis 1918 Erzherzog von Österreich, Rittmeister, Jurist, Wirtschaftswissenschaftler, Mitglied des Oberhauses im Ungarischen Reichstag (vgl. Stammliste des Hauses Habsburg-Lothringen); ⚭ II 1972 Reginald Kazanjian (1905–1990), US-amerikanischer Diplomat

### Haus Sachsen-Weißenfels
1. August (1614–1680), Herzog von Sachsen-Weißenfels, ⚭ I 1647 Anna Maria (1627–1669), Herzogin zu Mecklenburg(-Schwerin), Tochter von Adolf Friedrich I. (1588–1658), Herzog von Mecklenburg-Schwerin (vgl. Stammliste des Hauses Mecklenburg); ⚭ II 1672 Johanna Walpurgis (1647–1687), Tochter von Georg Wilhelm (1619–1695), Graf von Leiningen-Westerburg (vgl. Stammliste des Hauses Runkel); → Vorfahren siehe oben, Albertiner von Albrecht bis Johann Georg II.
  1. (I) Magdalena Sibylla (1648–1681), Prinzessin von Sachsen-Weißenfels, ⚭ 1669 Friedrich I. (1646–1691), Herzog von Sachsen-Gotha-Altenburg
  2. (I) Johann Adolf I. (1649–1697), Herzog von Sachsen-Weißenfels, ⚭ I 1671 Johanna Magdalena (1656–1686), Prinzessin von Sachsen-Altenburg, Tochter von Friedrich Wilhelm II. (1603–1669), Herzog von Sachsen-Altenburg; ⚭ II 1692 Christiana Wilhelmina von Bünau (1666–1707), Tochter von Rudolph von Bünau auf Unterau und Görnitz (1613–1673), Hofmeister zu Halle, und Schwester von Heinrich von Bünau (1665–1745), Geheimer Rat und sächsisch-polnischer Kanzler (Adelsgeschlecht Bünau)
    1. (I) Magdalena Sibylla (1673–1726), Prinzessin von Sachsen-Weißenfels, ⚭ 1708 Johann Wilhelm (1666–1729), Herzog von Sachsen-Eisenach
    2. (I) August Friedrich (1674–1675), Prinz von Sachsen-Weißenfels
    3. (I) Johann Adolf (1676), Prinz von Sachsen-Weißenfels
    4. (I) Johann Georg (1677–1712), Herzog von Sachsen-Weißenfels, ⚭ 1698 Friederike Elisabeth (1669–1730), Prinzessin von Sachsen-Eisenach, Tochter von Johann Georg I. (1634–1686), Herzog von Sachsen-Eisenach
      1. Friederike Elisabeth (1701–1706), Prinzessin von Sachsen-Weißenfels
      2. Johann Georg (1702–1703), Erbprinz von Sachsen-Weißenfels
      3. Johanna Wilhelmine (1704), Prinzessin von Sachsen-Weißenfels
      4. Johanetta Amelie (1705–1706), Prinzessin von Sachsen-Weißenfels
      5. Johanna Magdalena (1708–1760), Prinzessin von Sachsen-Weißenfels, ⚭ 1730 Ferdinand Kettler (1655–1737), Herzog von Kurland und Semgallen (Adelsgeschlecht Ketteler)
      6. Friederike Amelie (1712–1714), Prinzessin von Sachsen-Weißenfels

    5. (I) N.N. (Sohn, 1678)
    6. (I) Johanna Wilhelmine (1680–1730), Prinzessin von Sachsen-Weißenfels
    7. (I) Friedrich Wilhelm (1681), Prinz von Sachsen-Weißenfels
    8. (I) Christian (1682–1736), Herzog von Sachsen-Weißenfels, ⚭ 1712 Luise Christiana (1675–1738), Tochter von Christoph Ludwig I. (1634–1704), Graf zu Stolberg-Stolberg (Adelsgeschlecht Stolberg)
    9. (I) Anne Marie (1683–1731), Prinzessin von Sachsen-Weißenfels, ⚭ 1705 Erdmann II. von Promnitz (1683–1745), sächsischer Standesherr, Geheimer Rat und Kabinettsminister (Adelsgeschlecht Promnitz)
    10. (I) Sophia (1684–1752), Prinzessin von Sachsen-Weißenfels, ⚭ I 1699 Georg Wilhelm (1678–1726), Markgraf von Brandenburg-Bayreuth (vgl. Stammliste der Hohenzollern); ⚭ II 1734 Albert Joseph von Hoditz (1706–1778), Reichsgraf, Gutsbesitzer und Offizier
    11. (I) Johann Adolf II. (1685–1746), Herzog von Sachsen-Weißenfels, Generalfeldmarschall, ⚭ I 1721 Johannetta Antoinetta Juliana (1698–1726), Prinzessin von Sachsen-Eisenach, Tochter von Johann Wilhelm (1666–1729), Herzog von Sachsen-Eisenach; ⚭ II 1734 Friederike (1715–1775), Prinzessin von Sachsen-Gotha-Altenburg, Tochter von Friedrich II. (1676–1732), Herzog von Sachsen-Gotha-Altenburg
      1. (I) Friedrich Johann Adolf (1722–1724), Prinz von Sachsen-Weißenfels
      2. (II) Karl Friedrich Adolf (1736–1737), Erbprinz von Sachsen-Weißenfels
      3. (II) Johann Adolf (1738), Erbprinz von Sachsen-Weißenfels
      4. (II) August Adolf (1739–1740), Erbprinz von Sachsen-Weißenfels
      5. (II) Johann Georg Adolf (1740), Erbprinz von Sachsen-Weißenfels
      6. (II) Friederike Adolphine (1741–1751), Prinzessin von Sachsen-Weißenfels
→ ausgestorbene Linie (Haus Sachsen-Weißenfels erloschen)

  3. (I) August (1650–1674), gen. der Jüngere, Prinz von Sachsen-Weißenfels, ⚭ 1673 Charlotte (1653–1708), Prinzessin von Hessen-Eschwege, Tochter von Friedrich (1617–1655), Landgraf von Hessen-Eschwege (vgl. Stammliste des Hauses Hessen)
    1. N.N. (Kind, 1674)

  4. (I) Christian (1652–1689), Prinz von Sachsen-Weißenfels, Generalfeldmarschall, gefallen
  5. (I) Anne Marie (1653–1671), Prinzessin von Sachsen-Weißenfels
  6. (I) Sophia (1654–1724), Prinzessin von Sachsen-Weißenfels, ⚭ 1676 Karl Wilhelm (1652–1718), Fürst von Anhalt-Zerbst (vgl. Stammliste der Askanier)
  7. (I) Katharina (1655–1663), Prinzessin von Sachsen-Weißenfels
  8. (I) Christine (1656–1698), Prinzessin von Sachsen-Weißenfels, ⚭ 1676 August Friedrich (1646–1705), Fürstbischof von Lübeck (Haus Schleswig-Holstein-Gottorf, vgl. Stammliste des Hauses Oldenburg)
  9. (I) Heinrich (1657–1728), Herzog von Sachsen-Weißenfels-Barby, kursächsischer General, ⚭ 1686 Elisabeth Albertine (1665–1706), Prinzessin von Anhalt-Dessau, Tochter von Johann Georg II. (1627–1693), Fürst von Anhalt-Dessau (vgl. Stammliste der Askanier)
    1. Johann August (1687–1688), Prinz von Sachsen-Weißenfels
    2. Johann August II. (1689), Prinz von Sachsen-Weißenfels
    3. N.N. (tot geborener Zwillingssohn, 1690)
    4. N.N. (tot geborener Zwillingssohn, 1690)
    5. Friedrich Heinrich (1692–1711), Prinz von Sachsen-Weißenfels
    6. Georg Albrecht (1695–1739), Herzog von Sachsen-Weißenfels-Barby, ⚭ 1721 (gesch. 1732) Auguste Luise (1698–1739), Prinzessin von Württemberg-Oels, Tochter von Christian Ulrich I. (1652–1704), Herzog von Württemberg-Oels (vgl. Stammliste des Hauses Württemberg)
    7. Henriette Marie (1697–1719), Prinzessin von Sachsen-Weißenfels
    8. N.N. (tot geborene Tochter, 1706)

  10. (I) Albrecht (1659–1692), Prinz von Sachsen-Weißenfels, ⚭ 1687 Christiana Theresia (1665–1730), Tochter von Ferdinand Karl (1616–1672), Graf von Löwenstein-Wertheim-Rochefort (Haus Löwenstein-Wertheim)
    1. Anna Christine (1690–1763), Prinzessin von Sachsen-Weißenfels
    2. Marie Auguste (1692), Prinzessin von Sachsen-Weißenfels

  11. (I) Elisabeth (1660–1663), Prinzessin von Sachsen-Weißenfels
  12. (I) Dorothea (1662–1663), Prinzessin von Sachsen-Weißenfels
  13. (II) Friedrich (1673–1715), Herzog von Sachsen-Weißenfels-Dahme, kursächsischer Generalleutnant, ⚭ 1711 Emilie Agnes (1667–1729), Tochter von Heinrich I. (1639–1692), Graf Reuß zu Schleiz (vgl. Stammliste des Hauses Reuß)
  14. (II) Moritz (1676–1695), Prinz von Sachsen-Weißenfels
  15. (II) N.N. (Sohn, 1679)

### Haus Sachsen-Merseburg
1. Christian I. (1615–1691), Herzog von Sachsen-Merseburg, ⚭ 1650 Christiana (1634–1701), Prinzessin von Schleswig-Holstein-Sonderburg-Glücksburg, Tochter von Philipp (1584–1663), Herzog von Schleswig-Holstein-Sonderburg-Glücksburg (Haus Schleswig-Holstein-Sonderburg-Glücksburg (ältere Linie), vgl. Stammliste des Hauses Oldenburg); → Vorfahren siehe oben, Albertiner von Albrecht bis Johann Georg II.
  1. Magdalena Sophia (1651–1675), Prinzessin von Sachsen-Merseburg
  2. Johann Georg (1652–1654), Prinz von Sachsen
  3. Christian II. (1653–1694), Herzog von Sachsen-Merseburg, ⚭ 1679 Erdmuth Dorothea (1661–1720), Prinzessin von Sachsen-Zeitz, Tochter von Moritz (1619–1681), Herzog von Sachsen-Zeitz
    1. Christian III. Moritz (1680–1694), Herzog von Sachsen-Merseburg
    2. Johann Wilhelm (1681–1685), Prinz von Sachsen-Merseburg
    3. August Friedrich (1684–1685), Prinz von Sachsen-Merseburg
    4. Philipp Ludwig (1686–1688), Prinz von Sachsen-Merseburg
    5. Moritz Wilhelm (1688–1731), Herzog von Sachsen-Merseburg, ⚭ 1711 Henriette Charlotte (1693–1734), Prinzessin von Nassau-Idstein, Tochter von Georg August (1665–1721), Fürst von Nassau-Idstein (vgl. Stammliste des Hauses Nassau)
      1. Friederike Ulrike (1720), Prinzessin von Sachsen-Merseburg

    6. Friedrich Erdmann (1691–1714), Prinz von Sachsen-Merseburg, ⚭ 1714 Eleonore Wilhelmine (1696–1726), Prinzessin von Anhalt-Köthen, Tochter von Emanuel Lebrecht (1671–1704), Fürst von Anhalt-Köthen (vgl. Stammliste der Askanier)
    7. Christiane Eleonore Dorothea (1692–1693), Prinzessin von Sachsen-Merseburg

  4. August (1655–1715), Herzog von Sachsen-Merseburg-Zörbig, ⚭ 1686 Hedwig (1666–1735), Herzogin zu Mecklenburg(-Güstrow), Tochter von Gustav Adolf (1633–1695), Herzog von Mecklenburg-Güstrow (vgl. Stammliste des Hauses Mecklenburg)
    1. Christiane Magdalene (1687–1689), Prinzessin von Sachsen-Merseburg
    2. N.N. (tot geborene Tochter, 1689)
    3. Karoline Auguste (1691–1743), Prinzessin von Sachsen-Merseburg
    4. Hedwig Eleonore (1693–1693), Prinzessin von Sachsen-Merseburg
    5. Gustav Friedrich (1694–1695), Prinz von Sachsen-Merseburg
    6. August (1696), Prinz von Sachsen-Merseburg
    7. N.N. (tot geborener Zwillingssohn, 1707)
    8. N.N. (tot geborener Zwillingssohn, 1707)

  5. N.N. (tot geborener Sohn, 1656)
  6. Philipp (1657–1690), Herzog von Sachsen-Merseburg-Lauchstädt, ⚭ I 1684 Eleonore Sophia (1660–1687), Prinzessin von Sachsen-Weimar, Tochter von Johann Ernst II. (1627–1683), Herzog von Sachsen-Weimar; ⚭ II 1688 Luise Elisabeth (1673–1736), Prinzessin von Württemberg-Oels, Tochter von Christian Ulrich I. (1652–1704), Herzog von Württemberg-Oels (vgl. Stammliste des Hauses Württemberg)
    1. (I) Christiana Ernestina (1685–1689), Prinzessin von Sachsen-Merseburg
    2. (I) Johann Wilhelm (1687), Prinz von Sachsen-Merseburg
    3. (II) Christian Ludwig (1689–1690), Prinz von Sachsen-Merseburg

  7. Christiane (1659–1679), Prinzessin von Sachsen-Merseburg, ⚭ 1677 Christian (1653–1707), Herzog von Sachsen-Eisenberg
  8. Sophie Hedwig (1660–1686), Prinzessin von Sachsen-Merseburg, ⚭ 1680 Johann Ernst (1658–1729), Herzog von Sachsen-Saalfeld
  9. Heinrich (1661–1738), Herzog von Sachsen-Merseburg, ⚭ 1692 Elisabeth (1668–1738), Herzogin zu Mecklenburg(-Güstrow), Tochter von Gustav Adolf (1633–1695), Herzog von Mecklenburg-Güstrow (vgl. Stammliste des Hauses Mecklenburg)
→ ausgestorbene Linie (Haus Sachsen-Merseburg erloschen)
    1. Moritz (1694–1695), Prinz von Sachsen-Merseburg
    2. Christiane Friederike (1697–1722), Prinzessin von Sachsen-Merseburg
    3. Gustave Magdalene (1699), Prinzessin von Sachsen-Merseburg

  10. Moritz (1662–1664), Prinz von Sachsen-Merseburg
  11. Sibylle Marie (1667–1693), Prinzessin von Sachsen-Merseburg, ⚭ 1683 Christian Ulrich I. (1652–1704), Herzog von Württemberg-Oels (vgl. Stammliste des Hauses Württemberg)

### Haus Sachsen-Zeitz
1. Moritz (1619–1681), Herzog von Sachsen-Zeitz, ⚭ I 1650 Sophie Hedwig (1630–1652), Prinzessin von Schleswig-Holstein-Sonderburg-Glücksburg, Tochter von Philipp (1584–1663), Herzog von Schleswig-Holstein-Sonderburg-Glücksburg (Haus Schleswig-Holstein-Sonderburg-Glücksburg (ältere Linie), vgl. Stammliste des Hauses Oldenburg); ⚭ II 1656 Dorothea Maria (1641–1675), Prinzessin von Sachsen-Weimar, Tochter von Wilhelm (1598–1662), Herzog von Sachsen-Weimar; ⚭ III 1676 Sophie Elisabeth (1653–1684), Prinzessin von Schleswig-Holstein-Sonderburg-Wiesenburg, Tochter von Philipp Ludwig (1620–1689), Herzog von Schleswig-Holstein-Sonderburg-Wiesenburg, kaiserlicher Offizier (Haus Schleswig-Holstein-Sonderburg-Wiesenburg, vgl. Stammliste des Hauses Oldenburg); → Vorfahren siehe oben, Albertiner von Albrecht bis Johann Georg II.
  1. (I) Johann Philipp (1651–1652), Prinz von Sachsen
  2. (I) Moritz (1652–1653), Prinz von Sachsen
  3. (II) Eleonore Magdalene (1658–1661), Prinzessin von Sachsen-Zeitz
  4. (II) Erdmuth Dorothea (1661–1720), Prinzessin von Sachsen-Zeitz, ⚭ 1679 Christian II. (1653–1694), Herzog von Sachsen-Merseburg
  5. (II) Moritz Wilhelm (1664–1718), Herzog von Sachsen-Zeitz, ⚭ 1689 Maria Amalia (1670–1739), Prinzessin von Brandenburg, Tochter von Friedrich Wilhelm (1620–1688), gen. der Große Kurfürst, Kurfürst von Brandenburg (vgl. Stammliste der Hohenzollern)
    1. Friedrich Wilhelm (1690), Erbprinz von Sachsen-Zeitz
    2. Dorothea Wilhelmine (1691–1743), Prinzessin von Sachsen-Zeitz, ⚭ 1717 Wilhelm VIII. (1682–1760), Landgraf von Hessen-Kassel (vgl. Stammliste des Hauses Hessen)
    3. Caroline Amelia (1693–1694), Prinzessin von Sachsen-Zeitz
    4. Sophie Charlotte (1695–1696), Prinzessin von Sachsen-Zeitz
    5. Friedrich August (1700–1710), Erbprinz von Sachsen-Zeitz

  6. (II) Johann Georg (1665–1666), Prinz von Sachsen-Zeitz
  7. (II) Christian August (1666–1725), Prinz von Sachsen-Zeitz, Erzbischof von Gran
  8. (II) Friedrich Heinrich (1668–1713), Herzog von Sachsen-Zeitz-Pegau-Neustadt, ⚭ I 1699 Sophie Angelika (1677–1700), Prinzessin von Württemberg-Oels, Tochter von Christian Ulrich I. (1652–1704), Herzog von Württemberg-Oels (vgl. Stammliste des Hauses Württemberg); ⚭ II 1702 Anna Friederike Philippine (1665–1748), Prinzessin von Schleswig-Holstein-Sonderburg-Wiesenburg, Tochter von Philipp Ludwig (1620–1689), Herzog von Schleswig-Holstein-Sonderburg-Wiesenburg (Haus Schleswig-Holstein-Sonderburg-Wiesenburg, vgl. Stammliste des Hauses Oldenburg)
    1. (II) Moritz Adolf Karl (1702–1759), Herzog von Sachsen-Zeitz-Pegau-Neustadt, Bischof von Leitmeritz
    2. (II) Dorothea Charlotte (1708), Prinzessin von Sachsen-Zeitz
→ ausgestorbene Linie (Haus Sachsen-Zeitz erloschen)

  9. (II) Maria Sophia (1670–1671), Prinzessin von Sachsen-Zeitz
  10. (II) Magdalena Sibylla (1672), Prinzessin von Sachsen-Zeitz